# Ардатов (Нижегородская область)
Арда́тов — населённый пункт (рабочий посёлок) в Ардатовском районе Нижегородской области России; до 1779 и с 1925 по 1959 годы — село Арда́тово. Административный центр Ардатовского муниципального округа. Расположен в 165 километрах к юго-западу от Нижнего Новгорода и в 430 километрах к востоку от Москвы на обоих берегах реки Лемети. Ближайшая железнодорожная станция — Мухтолово — находится примерно в 28,5 километрах к северу.
Стоит на месте предположительно существовавшего с XIII века булгарского таборного городища, а затем — ордынского укреплённого поселения. После присоединения этой территории к Русскому государству в 1552 году — ясачное село (первое упоминание в 1578 году). Население сперва смешанное русско-мордовское, а к концу XVII — началу XVIII века — полностью русское. С 1779 года по 1923 годы — уездный город, с 1925 года — село, с 1929 года — районный центр, с 1959 года — рабочий посёлок. По состоянию на 2022 год население Ардатова составляло 9768 человек.
Вплоть до середины XX века основу экономики составляло сельское хозяйство, в дальнейшем наметилась тенденция к большей роли промышленности. На территории посёлка находятся 2 техникума, 2 общеобразовательные средних школы, 4 детских сада, дом культуры, 2 библиотеки, краеведческий музей, детская школа искусств, центральная районная больница, физкультурно-оздоровительный комплекс. С 1930 года выходит районная газета.
Вплоть до начала XX века Ардатов имел большое религиозное значение — на его территории располагались Покровский женский монастырь, 3 церкви и несколько часовен. Все они были закрыты в советское время. С 1990 года началось восстановление некоторых церквей и строительство новых, с 2012 года посёлок является центром Ардатовского благочиния Выксунской епархии Русской православной церкви. Однако по состоянию на 2024 год территория бывшего монастыря занята женской исправительной колонией.
Ардатов не имеет большого туристического потенциала, но на его территории находятся более 20 объектов, признанных памятниками истории и культуры регионального значения, а его центральная часть объявлена охранной зоной.

## Этимология
Существует несколько вариантов этимологии топонима «Ардатов».
Согласно наиболее распространённой версии, название связано с легендой о мордовском проводнике Ардатке, который провёл войска Ивана Грозного через леса за что был пожалован землёй в данном районе. Достоверных сведений об Ардатке не обраружено, но действительно существовало мордовское дохристианское имя «Ардат» или «Ордат». По версии краеведа Александра Базаева, история об Ардатке появилась только в XIX веке, поскольку существует аналогичная история об основателе мордовского города Ардатова. Базаев предположил, что версия о легендарном проводнике была пренесена в нижегородский Ардатов приезжавшими туда темниковскими купцами.
Ещё одна гипотеза была высказана краеведом Н. Артёмовым. По его мнению, слово состоит из двух эрзянских корней: орта — «ворота», и тов — «туда», следовательно название могло примерно переводиться как «ворота за границу», то есть в «в Русское государство». Похожей версии придерживался и краевед Леонид Каптерев, считавший что топоним происходит от мордовских слов арда — «иди» и тов — «туда».
Ещё одна версия была предложена историком А. Орловым, предположившего существование на этом месте татарского поселения, название которого могло бы переводиться как «гора Орды» или «серединная гора». Краеведом Александром Базаевым эта гипотеза была дополнена — по его мнению, селение на месте нынешнего Ардатова могло быть первым населённым пунктом после пересечения русско-ордынской границы, которая проходила в XVI веке по течению реки Тёши — соответственно, для русских это была «Ордатова» (то есть, «Ордынская») деревня.
Исследователи Николай Морохин и Алексей Арзамасов приводят ещё одну версию происхождения топонима от индоевропейского корня ард — «течь», «направляться». Однако по их мнению, эта версия выглядит неубедительной, поскольку в этом случае в окрестностях должен был бы иметься гидроним с таким названием, чего в данном случае не наблюдается.

## История

### Предыстория
Согласно археологическим данным, 5—6 тысяч лет назад ардатовский край был заселён неолитическими племенами, относящимися к льяловской культуре. Всего обнаружено не менее 61 археологического памятника эпохи неолита, бо́льшая их часть сосредоточена в течении реки Тёши. Особенно много стоянок обнаружено в районе современных сёл Личадеево (9) и Саконы (7) и у посёлка Красная Речка (9) Ардатовского муниципального округа. Эти первобытные жители были охотниками и собирателями, чему хорошо способствовали местные природные условия — большое количество лесов со зверьём, птицей и различными природными дарами и большое количество рек с рыбой. В 1929 году вблизи Сакон были произведены научные раскопки, в результате которых были обнаружены каменные наконечники стрел, скребки, тесало, рубило и большое количество костей животных и рыб. В 3—2 тысычелетиях до н. э. древнейшие жители ардатовского края познакомились с металлами — сперва бронзой, а затем и железом. Это позволило им постепенно начать переходить к осёдлому образу жизни, занимаясь скотоводством и земледелием.

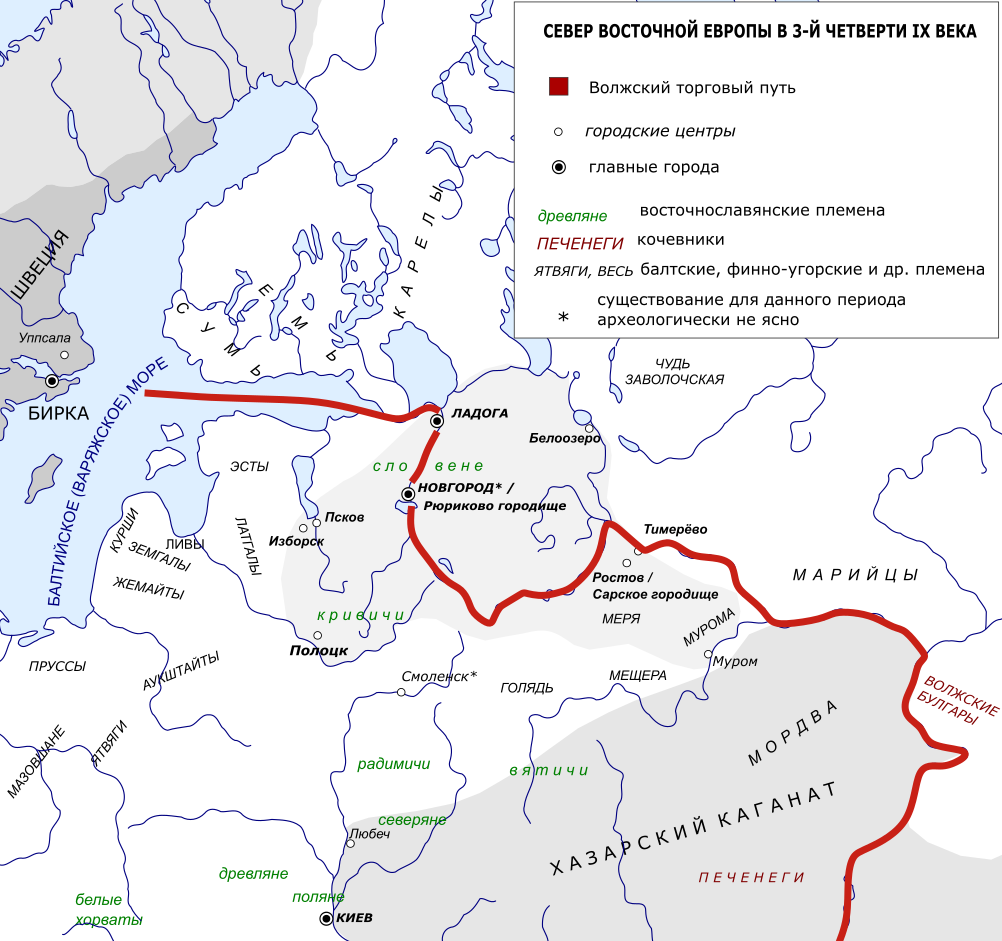
Север Восточной Европы в IX веке

Со II века нашей эры район начал заселяться финно-угорскими, прежде всего — мордовскими племенами, среди которых наиболее многочисленными были эрзя, а также мокша, буртасы и терюхане. Финно-угры умели выплавлять металлы, прежде всего — бронзу, из которой делали многочисленные ювелирные и бытовые изделия, обнаруживаемые ныне во время археологических раскопок. Они также умели перемещаться по рекам на судах, поэтому большинство их поселений (часть из которых сохранилась и поныне) расположена в долинах рек. Среди местных топонимов имеется большое количество названий финно-угорского происхождения. С юго-запада на территорию нынешнего Ардатова забредали кочевые народы — такие, как кипчаки и хазары. Следы их пребывания в регионе заметны и поныне — так в двух километрах от Ардатова, на берегу Пашина оврага сохранился кипчакский курган — могила знатного скотовода. Курган имеет внушительные размеры: 17 метров в длину, 7 — в ширину и 3 — в высоту. Тогда же кипчаками или маджарами был остнован первый постоянный населённый пункт на месте Ардатова — Имимшикелле, на месте которого позднее возникла русская деревня Тоторшево, земли которой входят ныне в состав Ардатова.
С IX—X веков в регион оказался в сфере влияния тюрков — жителей Волжской Булгарии. При этом народе в районе Ардатова расцвела торговля, был проложен торговый путь, связавший их страну с русскими княжествами и просуществовавший как минимум до XIII века. В районе села Саконы была основана булгарская таможня.
В XII веке в нижнем течении Оки появились славянские поселенцы, которые постепенно ассимилировали некоторые из местных племён (например, племя муромы, принявших язык и культуру переселенцев). Другие племена сохранили свой язык и культуру, продолжали заниматься охотой и бортничеством, но научились от славян земледелию, переняв достаточно прогрессивные по тем временам агрономические технологии. Мордовские жители научились производить или приобретали у славян некоторые орудия и украшения — так, во Втором кужендеевском могильнике (пара километров к югу от Ардатова), относящемуся к концу XII — началу XIII веков, найдены проушный широколезвенный топор, украшения с орнаментом в виде зёрен и сердоликовые бусы очевидно славянского производства. Колонизация проходила в основном мирно, хотя известно несколько выступлений мордвы против пришельцев — так в начале XIII века произошла кровопролитная война между эрзянским правителем Пургазом и русскими князьями, вторгшимися в его владения. Пургаз даже осаждал основанный в 1221 году русский город Нижний Новгород, сжёг посад, но в результате был вынужден отступить «за речку Чар», то есть современную Чару.
В 1236—1237 годах году Нижний Новгород и Волжская Булгария были уничтожены новыми завоевателями — монголами, включившие эти земли в состав своего государства Золотая Орда. Постепенно Нижний Новгород был отстроен заново, а в 1341 году он стал центром княжества, ставшего на несколько веков восточным форпостом русских земель. Однако земли бо́льшей части ардатовского края, включая нынешнюю территориею самого́ посёлка, продолжали оставаться в составе Золотой орды; граница между двумя государствами проходила по течению реки Тёши. Примерно в середине XIII века на левом берегу реки Леметь (Заречная часть современного Ардатова) было основано булгарское таборное городище. К концу XIII века ордынские власти построили на его месте укреплённое поселение, которое стало центром сбора ясака с окрестных мордовских племён.
В это время район современного Ардатова был слабо заселён из-за постоянных пограничных конфликтов между усиливавшимся Московским княжеством и слабевшей Золотой Ордой. Апогеем этих противостояний стали несколько военных походов, предпринятых в середине XVI века русским царём Иваном Грозным против Золотой Орды. После двух неудач, его третий поход в 1552 году закончился победой над ослабевшим татарским государством и присоединением его земель к России.

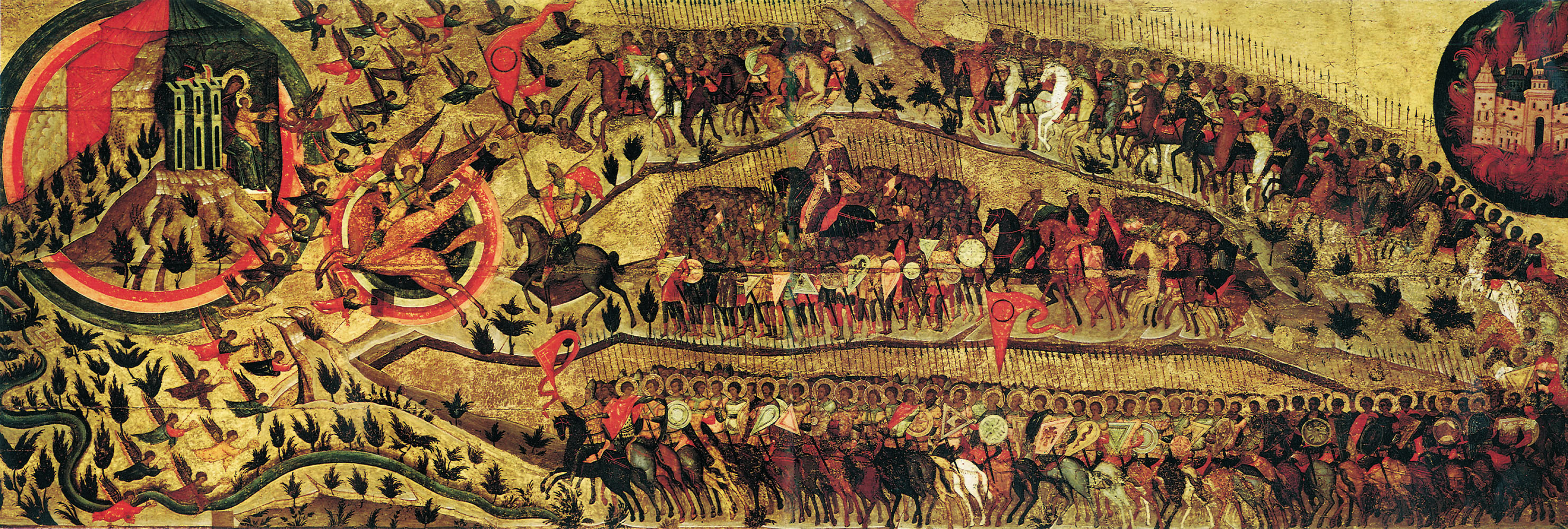
Икона «Благословенно воинство Небесного Царя», написанная в память Казанского похода 1552 года

### Русское село
С походом Ивана Грозного связано не имеющее документальных подтверждений предание о мордовском проводнике Ардатке и его братьях, помогших царскому войску найти путь на Казань в дремучих ардатовских лесах. По преданию, за верную службу Ардатка был награждён землями в этой местности, на которых он и основал поселение. Документальные подтверждения получения земель Ардаткой отсутствуют, но в общем укладываются в картину того времени, поскольку Иван Грозный активно раздавал завоёванные земли в вотчинное владение служилым людям. Так собственность в этих краях получили князья Голицыны, Одоевские, Волконские, Ромодановские, Блудовы, бояре Морозовы, татарские мурзы Мокшеевы и Тарбедеевы. Вместе с тем, в отличие от большинства окрестных селений, которые были поместьями и вотчинами русских служивых людей, не имеется сведений о поместным владением селом Ардатово, которе всегда оставалось в казённом ведении.
Легенда имеет широкое хождение, и местные историки и краеведы предпочитают считать датой основания Ардатова 1552 год — год похода Ивана Грозного на Казань. Первое документальное упоминание Ардатова под названием «Ордатова деревня» встречается в Арзамасских поместных актах за 1578 год. Деревня была смешанной русско-мордовской, в то время как татары преимущественно покинули эти места после присоединения земель к России.

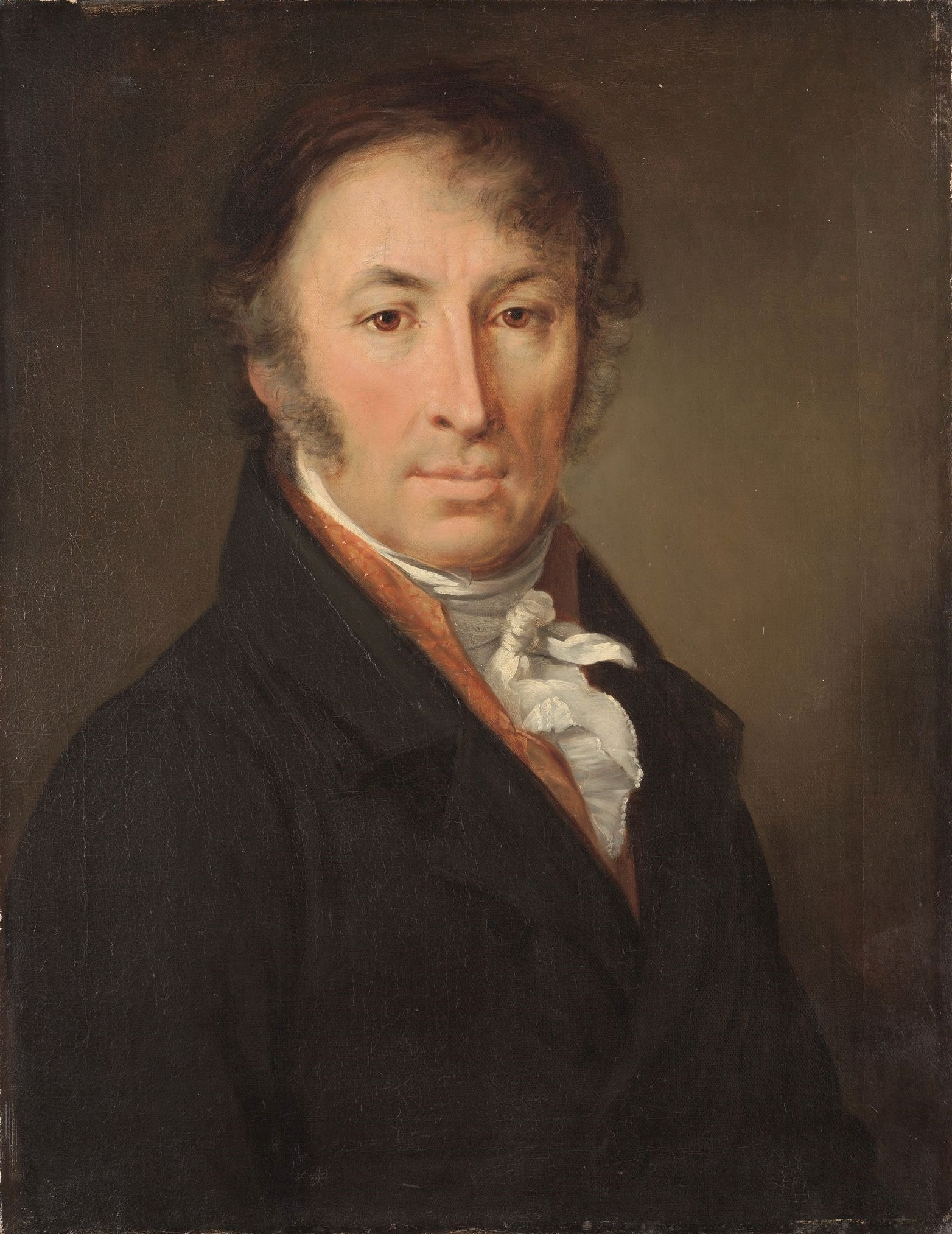
Николай Михайлович Карамзин — помещик Ардатовского уезда

Военные действия времён Смутного времени в начале XVII века, по-видимому, мало коснулись ардатовского края — несмотря на то, что столкновения были и в районе Мурома, и в районе Арзамаса, данных о боевых действиях в районе Ардатова нет. Вместе с тем, Ардатов был среди тех русских земель, которые отказались приносить присягу царю Василию Шуйскому. Историк Николай Михайлович Карамзин, сам владевший поместьем в Ардатовском уезде, приводил в своей книге «История государства Российского» документ эпохи, в котором говорилось: «…Орзамас и Олатырь… и с уездами были в измене, от царя Василья отложилися…» В двух решающих битвах, состоявшихся 1 (11) января и 10 (20) марта 1610 года, восставшие потерпели сокрушительное поражение от царских войск, однако уже через год, нижегородский староста Кузьма Минин обращался в ардатовцам с призывом вступать в народное ополчение, то есть жители села не воспринимались им как бунтовщики.
В дальнейшем Ардатов часто упоминается в различных документах: в 1628 году он указан как ясашное село Знаменское (это наименование говорит о том, что до этого момента уже была построена первая Знаменская церковь), в том году отмечается наличие в селе 21 одного двора, где проживали 13 бортников (как именовали в то время этнических русских, занимавшимся этим промыслом, в то время как мордва занимались охотой) и 23 человека мордвы. Постепенно как общее количество жителей, так и процент русских села Ардатова росли. Это было связано как с прибытием новых жителей (преимущественно русских), так и с христианизацией и последующим обрусением многих мордовских семей. К 1721 году в селе проживали 143 бортника и 144 новокрещена, что говорит о полной христианизации населения к этой дате.
Два крупных крестьянских восстания XVII и XVIII веков — под предводительством Степана Разина и Емельяна Пугачёва — непосредственно затронули жителей села Ардатова. Одно из последних и решающих сражений восстания Разина произошло под близлежащим Арзамасом. После поражения войск восставших тысячи людей были казнены. Несмотря на отсутствие точных данных, краевед Александр Базаев предполагает, что среди погибших могли быть и жители близлежащего Ардатова. Основные сражения восстания Пугачёва, напротив, происходили вдали от этих мест, но итогом восстания была реформа, напрямую затронувшая село и его жителей.

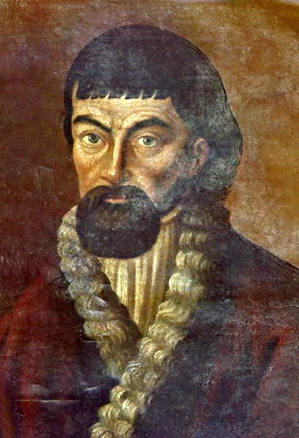
Емельян Пугачёв никогда не бывал в Ардатове, но его восстание изменило жизнь населённого пункта

### Уездный город
После подавления восстания Пугачёва, императрицей Екатериной II была задумана масштабная реформа административно-территориального управления Российской империей. Одной из главных мер, предусмотренных реформой, было укрепление власти на местах. Огромные губернии и уезды были разделены на более компактные, центром каждого уезда становился уездный город. Одним из таким городов должен был стать Ардатов, поэтому в 1779 году бывшее село получило статус уездного города. Его первым градоначальником стал князь Иван Фёдорович Звенигородский. 30 декабря 1779 (10 января 1780) года правителем Нижегородского наместничества Фёдором Васильевичем Обуховым были открыты уездные присутственные места (судебные учреждения), чуть позднее был построен деревянный уездный «тюремный за́мок». Для того, чтобы обеспечить лояльность новых горожан, власти предоставили ардатовцам целый ряд привилегий, которых не имели жители окрестных сёл и деревень — почти треть из жителей была записана в купцы, остальные — в мещане. В 1781 году был высочайше утверждён герб города.
В подготовленном для императрицы в 1784 году «Экономическом примечании Ардатовского уезда» содержится достаточно подробное описание новообразованного города по состоянию на тот момент. В частности, там перечисляются имевшиеся в городе здания: 2 церкви, из которых одна каменная, присутственные места, острог, винный и соляной магазины (то есть, склады), 2 питейных дома и 147 домов жителей (которых, согласно описанию, в городе 658). Из промышленных предприятий отмечено только наличие двух кожевенных заводов. Несмотря на то, что бо́льшая часть жителей записана купцами, большой экономической активности в городе не фиксировалось.
Тогда же был подготовлен регулярный план перестройки уездного города. Однако город по-прежнему оставался почти сплошь деревянным, что способствовало сильным пожарам — 1826 года (после которого архитектором Прокофием Семёновичем Фомченковым был подготовлен новый регулярный план города) и особенно 1837 года, в котором сгорел почти весь город, за исключением семи каменных строений.

Город развивался медленно и больше напоминал село. Многие жители, произведённые в купцы при создании города, опустились в мещанское сословие, большого развития торговли и тем более промышленности не вышло. Основным занятием большинства горожан оставалось сельское хозяйство. Проезжавший в 1850-х годах через Ардатов писатель Павел Иванович Мельников-Печерский таким образом описывал увиденное: 
«Три церкви, семь каменных домов, тротуарные столбики да две—три будки с заржавевшими алебардами у дверей напоминали, что это не простая деревня. Грязь, дома, крытые соломой, заросшие травой улицы и площадки, огромные лужи [...] силились доказать всю негодность этого города [...] Словом сказать, Ардатов — город, каких на матушке святой Руси довольное количество.
Жители, кромѣ зѣмледелія, не занимаются никакимъ другимъ замѣчательнымъ промысломъ. Заводовъ въ Ардатовѣ 3 кожевенныхъ и 1 поташный; ремесленниковъ считается до 100 чел. Іюля 26 бываетъ здесь незначительная ярмарка, на которую крестьяне привозятъ свои произведенія. Капиталовъ въ 1860 г. было объявлено по 2 гильдіи 1 и по 3-й — 67, сверхъ того было выдано свидѣтельствъ крестьянамъ 3 и приказчикамъ 15. Въ Ардатовѣ есть уѣздное училище и городская больница на 10 кроватей.
Вместе с тем, в отличие от обычного села, Ардатов всё же был городом и уездным центром. По этой причине в нём имелся довольно значительный штат чиновников, занимавшихся организацией жизни подведомственной территории. Местное самоуправление было предствалено Дворянским собранием, объединявшим землевладельцев уезда; во главе его стоял председатель, которому помогали несколько заседателей. Думу возглавлял городской голова — мещанин Н. С. Куров, помимо него, в её состав входил один купец и пятеро мещан. Полицию возглавлял городничий в звании подполковника, а его помощник — ратман, назначался из мещан. Во главе квартирной комиссии стоял тот же городничий, ему помогали два заместителя — от дворян и от купцов и мещан. В городе были два суда: уездный, который решал уголовные и гражданские дела и надзирал за передачей имущества от одного владельца к другому, а также земский, следивший за соблюдением законов. В городе была своя тюрьма, которой руководил попечительный комитет, во главе которого стоял предводитель дворянства, а в состав входило большинство других заметных в городе людей — от городского головы и уездного судьи до уездного врача и настоятеля Знаменского собора. Наконец, в городе находилось уездное казначейство в составе казначея и бухгалтера, а также винного пристава — государственная монополия на винную торговлю была заметной статьёй дохода бюджета.
В 1861 году произошли два заметных события, повлиявшие на развитие Ардатова в последовавшие десятилетия. 19 февраля (3 марта) 1861 года в России было отменено крепостное право, послужившее толчком экономическому развитию города. Жители Ардатова и традиционно занимались сельским хозяйством, но реформа дала толчок развитию промышленности. Вторым событием стало основание 1 (13) мая 1861 года Покровского женского монастыря, выросшего из основанной в 1808 году религиозной общины.

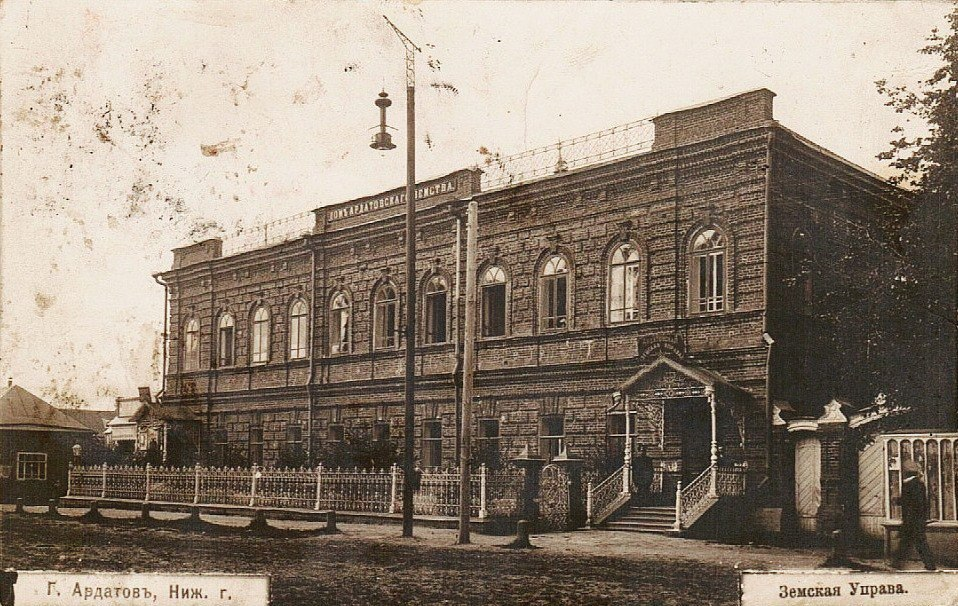
Земская управа. Между 1907 и 1917 годами

Толчком к развитию Ардатова в социальной сфере стала земская реформа 1864 года. В результате реформы в городе, как и по всей России, появился орган местного самоуправления — земство, решавший насущные вопросы местной жизни. Во главе земства стоял предводитель уездного дворянства, избиравшийся на 3 года. В земском собрании состояли в разные годы от 25 до 35 гласных, ведавших вопросами бюджета и налогообложения, образования и медицины, строительства и содержания дорог и мостов, содержания тюрем, назначения чиновников, мировых судов, выплаты пенсий и стипендий, организации сельскохозяйственных выставок, сбор и публикация статистики. Собрание собиралось один раз в год на 5—7 дней и обсуждало основные вопросы, после чего проводило голосования по наиболее важным из них. Постоянно действовавшим исполнительным органом земства была земская управа. Несмотря на заметный положительный вклад земства в жизнь города, в последние годы своего существования эффективность этого органа существенно снизилась. Многие важные проекты не получали должного внимания, обсуждение других длилось годами. Финансирование большинства земских организаций было недостаточным. В отличие от других быстро развивавшихся русских городов, в Ардатове не было сильного купечества, поэтому ключевые посты в городе занимали дворяне. Среди них выделялась семья князей Звенигородских, члены которой заняли почти все ключевые должности. Земство просуществовало в Ардатове 53 года и было упразднено после Октябрьской революции 1917 года. Последним председателем земской управы стал князь Иван Дмитриевич Звенигородский — правнук первого градоначальника Ардатова Ивана Фёдоровича Звенигородского.

### Потрясения начала XX века
Хотя революция 1905—1907 годов оказала заметное влияние на жизнь Ардатовского уезда, она затронула больше промышленные центры (особенно Выксу и Кулебаки) и сельские регионы, чем мещанский Ардатов. Гораздо больше на город повлияла начавшаяся в 1914 году Первая мировая война. Многие ардатовцы были призваны в действующую армию. Значительное их число погибло на фронтах. Эта страница истории изучена относительно слабо, но в начале 2000-х годов ардатовским краеведом Александром Базаевым был составлен список из 121 погибшего уроженца Ардатовского уезда, из которых 9 — уроженцы города Ардатова. В вышедшей в 2017 году «Книге памяти нижегородцев — нижних чинов российской армии и флота, убитых, умерших, пропавших без вести в годы Первой мировой войны» содержатся имена уже 859 погибших нижних чинов — уроженцев уезда (и ещё для 18 из-за омонимии топонимов в Ардатовском и соседних уездах невозможно установить точно происхождение). Из них 11 уроженцев города Ардатова. 5 ушедших на войну жителей Ардатовского уезда за время войны стали полными кавалерами Георгиевского креста, а всего этой наградой различных степеней были награждены 128 жителей уезда, включая трёх, ушедших на войну из уездного центра.
Февральская революция заметно оживила жизнь в Ардатове. 3 (16) марта 1917 года (по другим данным — 4 (17)) в уезд пришло сообщение из Нижнего Новгорода об отречении императора Николая II и о создании в Петрограде Временного правительства. В тот же день нижегородский комиссар Временного правительства Павел Аркадьевич Демидов назначил комиссаром Ардатовского уезда председателя земской управы Ивана Дмитриевича Звенигородского. 4 (17) марта в Ардатове была ликвидирована полиция, на её месте была создана милиция, во главе которой стал прапорщик Владимир Семёнович Кислухин. В Нижегородской губернии, как и по всей стране, начало складываться положение двоевластия — 8 (21) марта Объединённый Совет рабочих и Совет солдатских депутатов начали создавать по уездам собственные органы управления, получившие название исполкомов. Такой исполком был создан и в Ардатове, в его состав вошли представители оппозиционных старому режиму партий — прежде всего меньшевиков, кадетов и эсэров. В то же время, руководителями земства продолжали оставаться люди из состава старой имперской бюрократии. 18 (31) марта Звенигородский запросил у начальства 50 солдат «для установления порядка», в ответ на это исполком сместил председателя управы с должности комиссара и избрал на его место И. В. Галкина — председателя уездного союза мелких кредиторов. Это был первый такой опыт в Нижегородской губернии, в последующие месяцы новые комиссары были избраны и в других уездах.

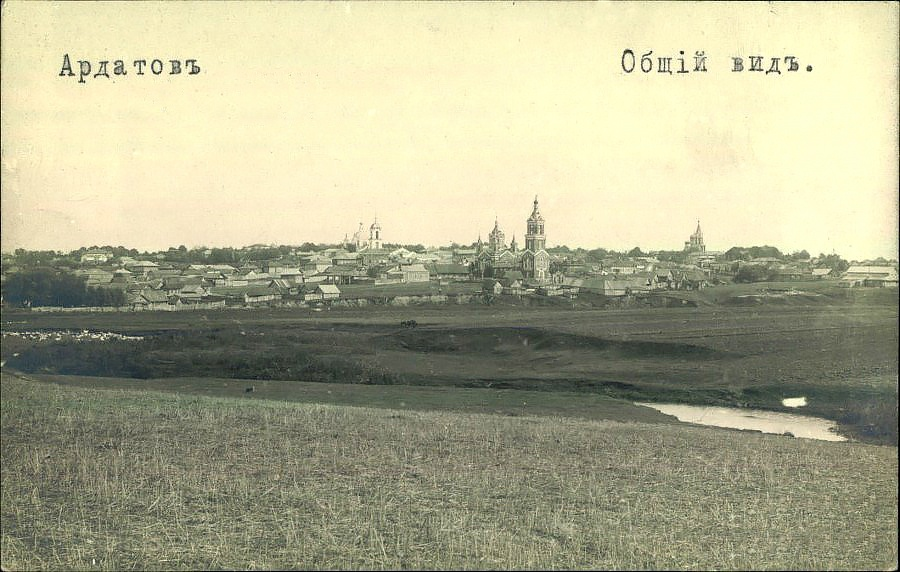
Панорама Ардатова в начале XX века

В условиях, когда Временное правительство откладывало решение насущных проблем до конца войны и созыва Учредительного собрания, резко усилился продовольственный кризис. Попытки установления регулируемых «справедливых» (то есть, низких) цен на хлеб сократили предложение, вызвав отсутствие заинтересованности со стороны многих крестьян в увеличении или хотя бы сохранения объёма производства. В результате этого площадь засеянных земель в уезде оказалась на 27 % меньше, чем за год до того. 5 (18) апреля на базаре в Ардатове начался стихийный митинг, в котором приняли участие сотни человек. Митинг принял решение закрыть управу как старорежимное учреждение. Собравшихся попытался вразумить свежеизбранный комиссар Галкин, после чего властями были арестованы «зачинщик» — бывший политический ссыльный А. Е. Куров вместе с женой, но уже 8 (21) апреля толпа их освободила. 16 (29) апреля Галкин был смещён с поста комиссара и его место занял поручик П. В. Жилинский. Однако замена комиссара не исправила продовольственную ситуацию. 4 (17) мая нижегородская газета «Волгарь» писала из Ардатова о «голодовке вследствие недостатка хлеба и отсутствия семян». На следующий день газета «Нижегородский листок» сообщала со слов председателя Ардатовского продовольственного комитета Прокошева о том, что в уезде начался голод. Чтобы прокормиться, толпы людей захватывали казённые, церковные и частные амбары и растаскивали запасы хлеба. В деревнях крестьяне делили землю, расхищали и жгли помещичьи усадьбы; в рабочих посёлках пролетариат пытался брать в свои руки руководство промышленными предприятиями. Особенно досталось лесам — с одной стороны лесопромышленники массово скупали их у помещиков и спешно вырубали, с другой — леса подвергались бесконтрольной вырубке самими крестьянами на дрова. Фронт рушился, в уезде появилось множество бежавших из зоны боевых действий дезертиров. Насилие со всех сторон стало обыденным. Правительство называло этот процесс анархией, правые эсеры — аграрным терроризмом, большевики — революционным движением. В сентябре комиссар Жилинский обратился к губернским властям с просьбой прислать «сотню солдат […] для подавления беспорядков на почве самоуправства», 6 (19) октября он повторно просил «сотню солдат и хотя бы десяток кавалеристов». Однако Жилинский не получил требуемого — беспорядки возникали не только в Ардатове, но и по все стране.
25 октября (7 ноября) 1917 года в Петрограде большевиками была осуществлён переворот, отстранивший от власти Временное правительство.

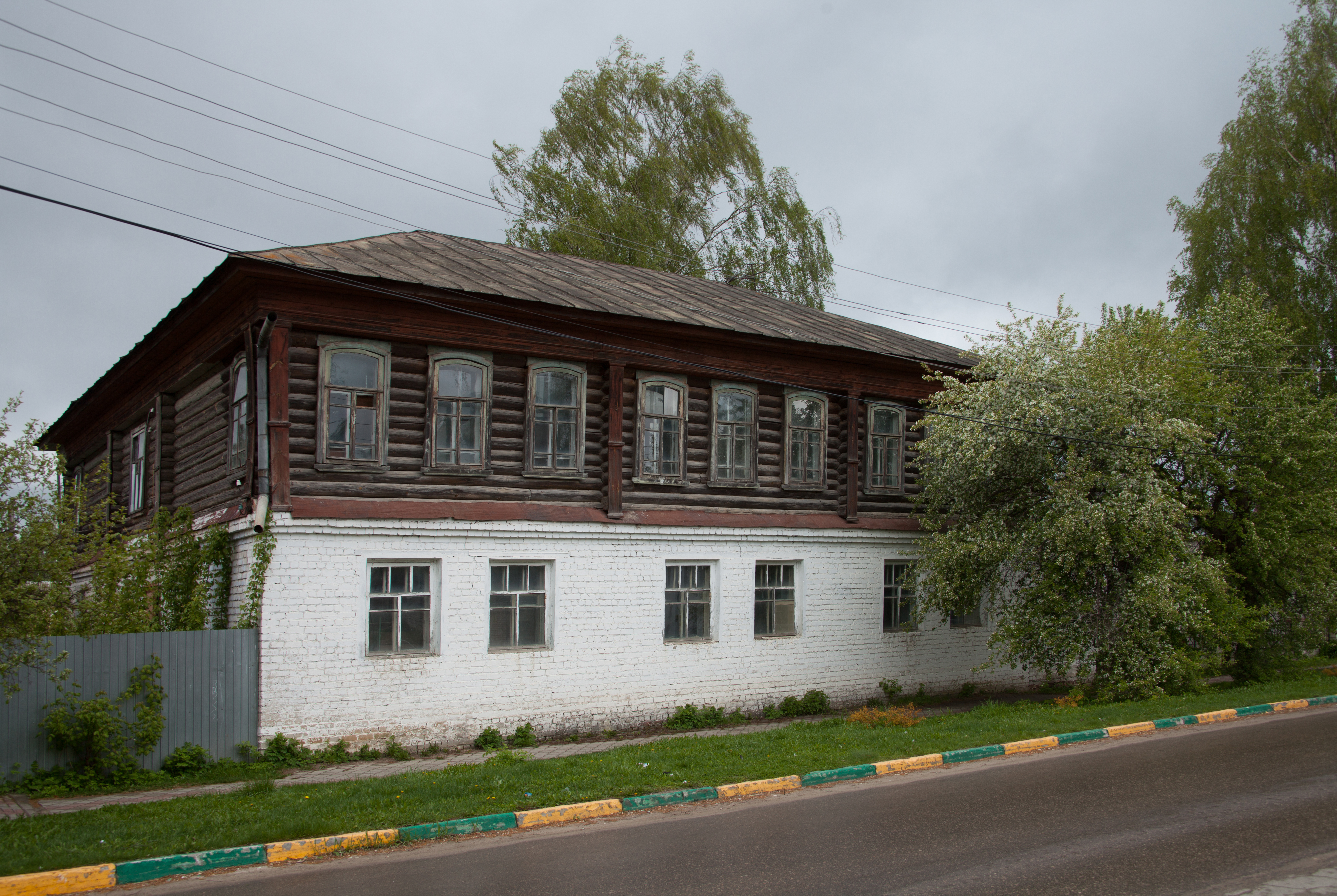
Здание первого уездного комитета РКП (б)

По всей стране власть переходила в руки советов. В Ардатовском уезде это случилось позднее, чем во многих других местах, причём первыми о поддержке советской власти заявили рабочие посёлки: 31 октября (12 декабря) — Выкса, а 1 (13) декабря — Кулебаки. В Ардатове уездный съезд советов собрался только 5 (18) января 1918 года, причём его законность оставалась под вопросом — на нём присутствовали только 18 делегатов, из которых 12 были солдатами ардатовского гарнизона, а крестьян, составлявших бо́льшую часть населения уезда, было лишь двое. Этого не скрывал даже организатор съезда Василий Михайлович Дулин, специально присланный из Нижнего Новгорода для «советизации» Ардатова. Отсутствие легитимности у съезда вызвало проблемы — так, член кулебакского совета Михаил Васильевич Бандин сообщал 9 (22) января о протестах среди кулебакских рабочих. 28 января (10 февраля) был созван второй уездный съезд советов, на котором уездный комиссар Степан Иванович Мусатов сообщил, что из 30 волостей уезда советы были организованы в 21. Именно 10 февраля, а не 18 января следует считать датой установления советской власти в Ардатове, поскольку в январе оно было только декларировано.
Главной сложностью для установления советской власти Мусатов называл сопротивление земства, особенно уездного. Здесь пришлось применить силу — 4 (17) февраля 1918 года здание управы было занято сторонниками советской власти, комиссар эсэр И. С. Рожнов был отстранён от должности. Таким же силовым образом — куда жёстче, чем Временное правительство, новые власти расправлялись крестьянскими выступлениями в сёлах уезда, не стесняясь отправлять против них войска. 23 мая уездный комиссар Мусатов рапортовал комиссару губернии, что «во всех волостях сорганизованы волостные советы, заменившие волостные земства». В деревнях и сёлах новые власти активно организовывали сельскохозяйственные коммуны, даже ардатовский Покровский монастырь был преобразован в сельскохозяйственную артель во главе с бывшей настоятельницей Татьяной Николаевной Горюновой (в монашестве — матушкой Тарасией). Начавшаяся весной 1918 года Гражданская война привела к тому, что Ардатов оказался прифронтовым городом. В самом Ардатове крупных боевых действий не велось, однако в июле вооружённые столкновения шли в Муроме, город был на осадном положении. В окружавших Ардатов лесах обосновалось огромное количество дезертиров, что даже вызвало необходимость введения 14 июля 1919 года в Ардатовском уезде военного положения с комендантским часом.

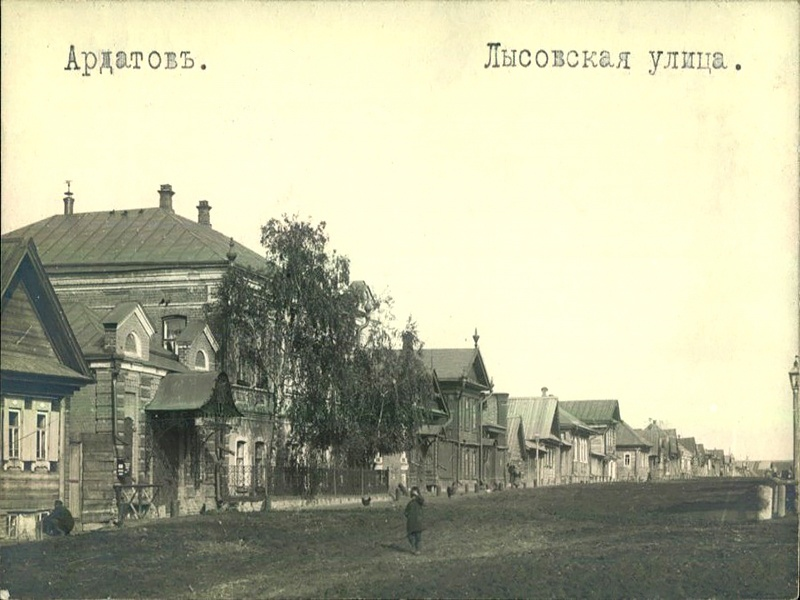
В советское время Лысовская улица стала улицей Труда

В само́м Ардатове новые власти активно насаждали новые порядки, которые выражались даже во внешней атрибутике — уже 29 октября 1918 года 7 улиц были лишены своих исторических названий, которые были заменены на новые, советские: так Арзамасская улица стала улицей Ленина, Струнная — Пролетарской, Прогонная — Красной и так далее. Через год были переименованы ещё 3 улицы. С самого начала 1918 года дома и здания в городе начали захватываться и муниципализироваться — к середине лета 1922 года таких зданий в небольшом городе оказалось не менее 88. В 1919 году, основываясь на статье 65 Конституции РСФСР, из 4110 жителей, проживавших в Ардатове, врагами советской власти с лишением права голоса были объявлены около 1800 человек (30 %).
С провозглашением в 1921 году правительством страны Новой экономической политики жизнь в Ардатове начала оживляться. Вновь появилась частная торговля и кустарное производство, впервые начала издаваться собственная городская пресса. В Ардатове снова начал действовать театр, давно заброшенный городской сад перешёл в муниципальную собственность, гимназии и училище были объединены в школу 2-й ступени. Вместе с тем, усилилось давление на церковь — Покровский монастырь был преобразован в кустарную артель, кладбище со Скорбященской церковью было закрыто.

### Советское село
В 1923 году был ликвидирован существовавший с конца XVIII века Ардатовский уезд, его территория была разделена между Арзамасским и Лукояновским уездами. 10 января 1925 года Арзамасский уездисполком принял решение № 9464 о преобразовании города Ардатова в село Ардатово. 10 июня 1929 года был создан Ардатовский район, однако его районный центр остался селом.
В 1927 году на XV съезде ВКП(б) правительство страны в очередной раз решило изменить экономическую политику. Был провозглашён отход от НЭПа и переход к индустриализации и коллективизации сельского хозяйства. На Ардатов, как сельскохозяйственный регион, больше всего повлияло последнее. Коллективизация предполагала объединение личных крестьянских хозяйств в колхозы и совхозы, которые должны были работать под государственным контролем и сдавать свою продукцию государству по фиксированным ценам. 13 декабря 1929 года бюро Нижегородского крайкома ВКП(б) приняло постановление «О темпах коллективизации». Это постановление разделило территорию края на три зоны, для которых были определены разные сроки проведения коллективизации. Муромский округ, в востав которого входил Ардатовский район, был отнесён к третьей, наиболее длительной, где коллективизация должна была быть завершена в течение трёх лет — вероятно, руководство предполагало трудности с осуществлением решений в этой части края.

Митинг у Знаменского собора, 1920-е годы

Тем не менее, уже 1930 году в Ардатове был организован колхоз «Наш ответ кулаку», переименованный в 1936 году в «Имени Л. М. Кагановича». К 1934 году в колхоз вступили 46 % ардатовцев. Колхоз просуществовал до 1951 года, после чего был распущен. Власти предпринимали усилия по привлечению в колхозы крестьян и в награждении передовиков. Колхозы снабжались в первую очередь сельскохозяйственной техникой — в частности, тракторами «Фордзон», позднее — «Сталинец». В 1934 году в Ардатове была организована первая в районе машинно-тракторная станция, чуть позднее открыты курсы по подготовке трактористов (обучение длилось 4 месяца) и бригадиров тракторных бригад (с обучением 8 месяцев).
В 1925 году был закрыт Знаменский собор, в котором разместился кинотеатр, в 1928 году — Покровский монастырь, где разместилась детская колония, в 1933 — Ильинская церковь, в стенах которой была запущена электростанция. В 1930 году начала издаваться районная газета «Колхозная правда», в 1933 году Ардатов был подключён к Всесоюзной радиосети.
Одновременно с этим 1930-е годы стали годами жёстких политических репрессий. В 1932 году была проведена паспортизация, причём колхозники паспортов не получили и не имели права покидать место жительства. Преследованию — вплоть до уголовного, с конфискацией имущества и высылкой в другие регионы — подвергали не только тех, кто не желал присоединяться к колхозам, но и тех, кто был приверженцем существовавшего строя. Так, только в 1937 году были последовательно репрессированы три секретаря Ардатовского районного комитета ВЛКСМ — Константин Петрович Липов (секретарь с января 1935 по январь 1937), Трофимов (имя и отчество не указаны, январь—июнь 1937) и Морозов (июнь—декабрь 1937). Краеведом Александром Базаевым составлен список из 740 подвергшихся с 1918 по начало 1950-х годов необоснованным репрессиям и позднее реабилитированных уроженцев и жителей Ардатовских уезда и района. Из них 87 — собственно из Ардатова, причём 11 были расстреляны. Многие из репрессированных скончались в тюрьмах и лагерях, судьба многих других неизвестна.

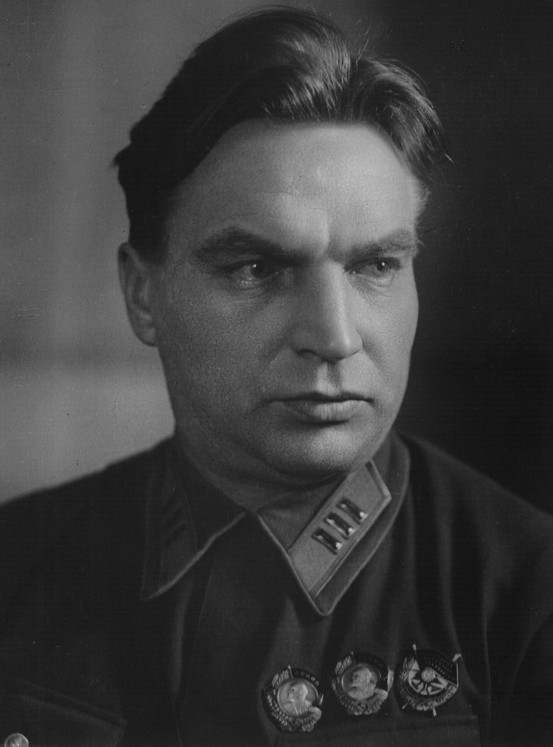
Валерий Чкалов — кандидат от Ардатова на первых выборах в Совет Национальностей в 1937 году

После введения в действие 5 декабря 1936 года Конституции СССР, в 1937—1939 годах в Ардатове, как и по всей стране, прошло несколько выборов в советы различных уровней. Выборы были безальтернативными, выбирали из одного кандидата, который всегда побеждал. 12 декабря 1937 года состоялись выборы в Верховный Совет СССР — Ардатовский район относился к Арзамасскому избирательному округу № 123. Район был разделён на 53 избирательных участка, из них три (№ 71—73) находились в Ардатове и ещё один (№ 74) — в фактически слившейся с ним деревне Тоторшево. Кандидатом в Совет Союза был выдвинут чекист Иван Яковлевич Лаврушин, а в Совет Национальностей — лётчик Валерий Павлович Чкалов. Аналогично проходили и другие выборы: в Верховный совет РСФСР 26 июня 1986 года (избран председатель ризадеевского колхоза Николай Кузьмич Гордеев), в Горьковский областной совет 24 декабря 1939 года (избран секретарь Ардатовского райкома ВКП(б) Павел Яковлевич Лобанов) и в Ардатовские районный и сельский советы, состоявшиеся в тот же день.
22 июня 1941 года началась Великая Отечественная война — нацистская Германия напала на СССР. Только с 23 по 25 июня 1941 года ардатовским военным комиссариатом были призваны 498 ардатовцев. Всего из Ардатовского района за годы войны было призвано в действующую армию 10,5 тысяч человек, в том числе — 500 женщин. Из них 5,5 тысяч погибли. Основной задачей Ардатова как преимущественно сельскохозяйственного региона была поставка в действующую армию и в другие регионы страны продовольствия, в том числе — из личных запасов. На фронт было отправлено множество автомобилей, тракторов и лошадей, одежды и обуви, различных бытовых предметов. Ардатовцы активно собирали деньги на покупку военной техники и оружия — так за один день 12 декабря 1942 года жителями села было собрано 34 114 рублей. Места ушедших на фронт мужчин заняли женщины: в 1942 году 6 женщин были председателями колхозов, 66 — заведующими фермами, 570 — звеньевыми. На ардатовской машинно-тракторной станции 75 % всех работ выполнялись женщинами. С 1942 по 1945 годы в ардатовском детском доме проживало до 280 детей, в том числе эвакуированных из блокадного Ленинграда.
В ноябре 1944 года решением Верховного Совета РСФСР из состава Ардатовского района был выделен Мухтоловский район с центром в расположенном к северу от Ардатова селе Мухтолове, преобразованном в начале 1946 года в рабочий посёлок. В ноябре 1957 года Мухтоловский район был ликвидирован, а его территория вернулась в состав Ардатовского района.

### Рабочий посёлок
В 1959 году село Ардатово было преобразовано в рабочий посёлок Ардатов. В 1962 году в состав Ардатова были включены деревни Тоторшево и Мошколей, с которыми он на тот момент фактически слился.
Начиная с 1960-х годов Ардатов стал приобретать черты городского поселения, в нём начала активнее развиваться промышленность. В 1966 (по другим данным — в 1969) году в посёлке был открыт филиал московского военного завода «Мосдеталь» (ставший со временем градообразующим предприятием); основателем и первым директором предприятия был Иван Алексеевич Хрипунов. Появление промышленности потребовало новых рабочих рук, что привело к увеличению населения посёлка — на протяжении нескольких лет оно выросло с 4500 до 10 500 человек. Развивалась пищевая промышленность — молокозавод и хлебозавод. Появление дополнительных жителей вызвало необходимость развития инфраструктуры посёлка.

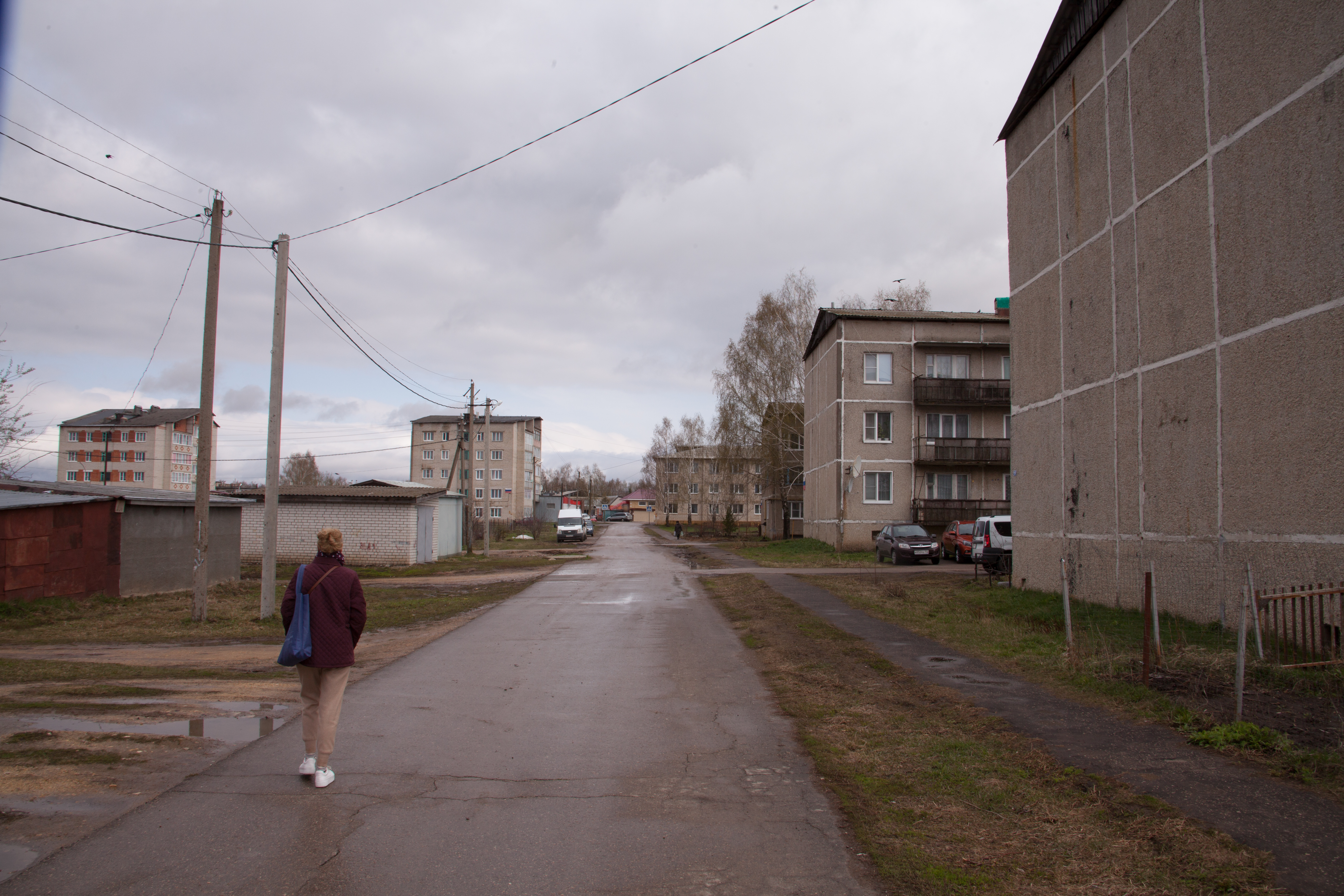
Многоквартирные дома в микрорайоне имени Суслова

1960-е — 1980-е годы — годы активного строительства в Ардатове. Для сотрудников завода были построены десятки многоквартирных домов, расположенных прежде всего в южной части посёлка. В конце 1960 — начале 1970-х были возведены новые корпуса для поселковой больницы на 250 коек и поликлиники на 600 посещений в смену. В 1968 году на углу улиц 30 лет ВЛКСМ и Ленина был открыт кинотеатр «Звезда» (до этого он размещался в закрытом в 1925 году Знаменском соборе). В 1975 году было построено новое здание для средней школы № 2, в 1973 году — автостанция, в 1978 году — дом культуры, 1983 году — здание Государственного банка (ныне — здание суда). Вместе с тем, как и до Октябрьской революции, посёлок больше напоминал сельский населённый пункт, чем городской. По проведённым в начале 1960-х годов журналистом Константином Буковским подсчётам, в городе было 1100 домов, из них только 96 — многоквартирных. Из 969 домовладений в 792 держали скот: коров, свиней, овец, коз, а также кур и уток.
Во второй половине 1980-х годов в Ардатове, как и во всей стране, наметились явственные признаки кризиса существовавшей экономической системы. На пленуме Ардатовского райкома правившей коммунистической партии отмечалось отсутствие успехов в сельском хозяйстве в 1986 году и что показатели района «по ряду показателей хуже прошлых лет». Отмечалось, что в колхозах и совхозах района не было прироста продукции животноводства уже на протяжении десяти лет.
23 августа 1991 году указом президента Российской Федерации № 79 был запрещена деятельность КПСС, на протяжении 75 лет бывшей фактически правившим органом страны. Её имущество и полномочия в Ардатове были переданы вновь образованным местным органам самоуправления: земскому собранию и поселковой администрации, а в Ардатовском районе — районной администрации. Первым главой местного самоуправления и председателем земского собрания стал в декабре 1991 года Николай Иванович Курицын.

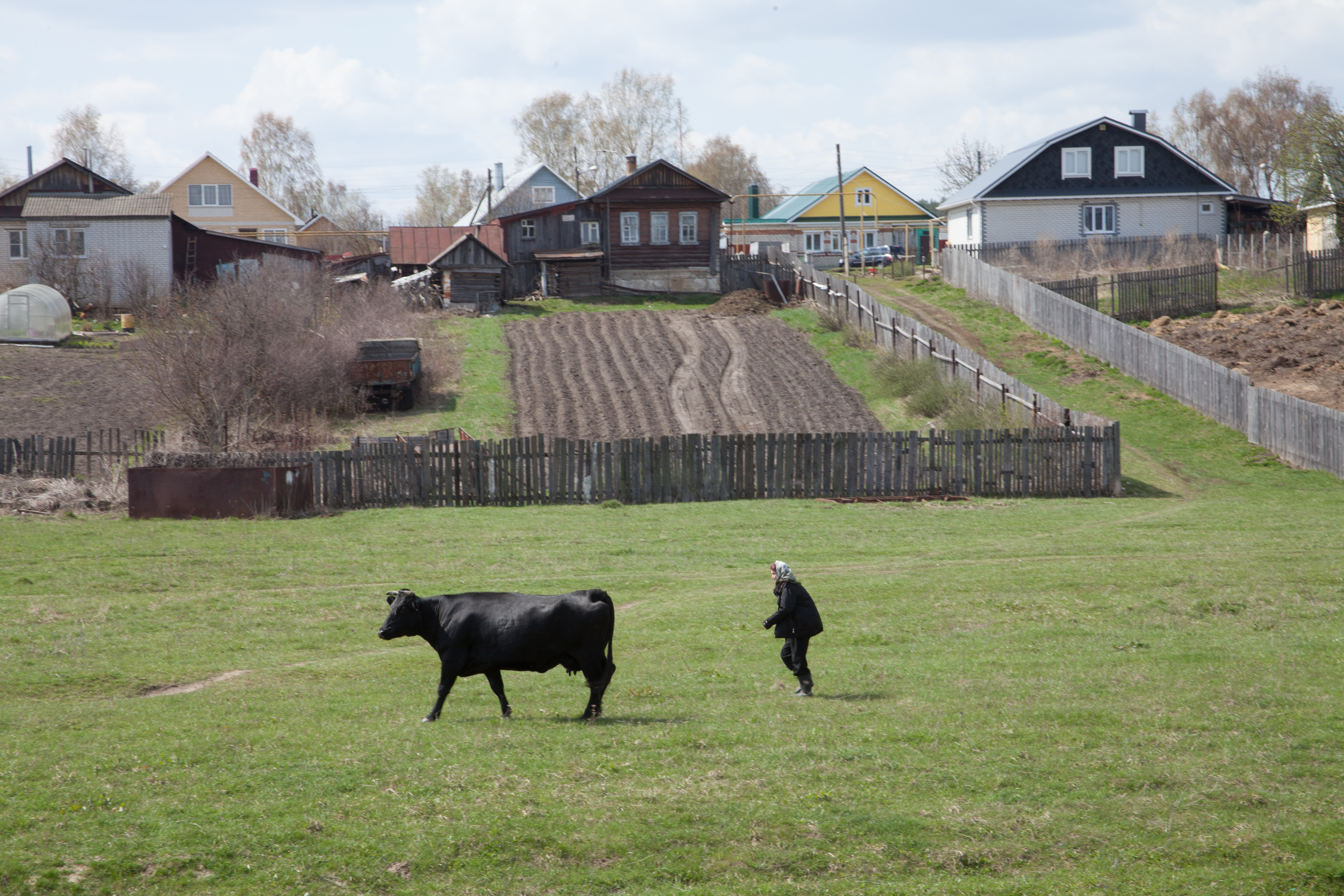
Ардатов продолжает во многом оставаться сельским населённым пунктом

В 1990-е годы в сложном положении оказалось большинство промышленных предприятий Ардатова. Однако ардатовский филиал завода «Мосдеталь», потерявший заказы из-за сокращения военного производства, был преобразован в акционерное общество «Сапфир» и смог перепрофилироваться на производство изделий для стоматологии и нестандартные изделия из металла.
Одновременно с этим в 1990-х годах началось восстановление православных церквей Ардатова, все из которых были закрыты в советское время. В 1992 году в Ардатов приехал священник Михаил Семёнович Резин, ставший настоятелем Знаменского собора, в котором в то время размещался один из цехов завода «Сапфир». В 1994 году здание было передано церкви и постепенно восстановлено.
15 июня 2004 года Законом Нижегородской области № 60-З «О наделении муниципальных образований — городов, рабочих посёлков и сельсоветов Нижегородской области статусом городского, сельского поселения» было образовано городское поселение Рабочий посёлок Ардатов, в состав которого помимо собственно Ардатова (с учётом последующих изменений) вошли 21 сёл и деревень.

## Физико-географическая характеристика

### Географическое положение
Рабочий посёлок Ардатов является административным центром Ардатовского муниципального округа и городского поселения Рабочий посёлок Ардатов. Он находится юго-западной части Нижегородской области России, в 165 километрах от Нижнего Новгорода, в 430 километрах к востоку от Москвы.
Посёлок расположен на реке Леметь, в месте впадения в неё ручья Сиязьма, после которого Леметь изменяет направление своего течения с северного на северо-восточное. Бо́льшая часть посёлка находится на правом берегу Лемети; на левом берегу находятся Заречная слобода (в северной части) и район Мошколей (в юго-западной части). В Ардатове сходятся автомобильные дороги, на Арзамас, Выксу, Муром/Павлово и Дивеево/Саров. Площадь посёлка составляет 1198,52 гектаров.
Ближайшая железнодорожная станция Мухтолово находится в 28,5 километрах к северу от Ардатова.
Ардатов находится в часовой зоне МСК (московское время). Смещение применяемого времени относительно UTC составляет +3:00.

### Климат
Рабочий посёлок Ардатов находится в зоне умеренно-континентального климата, который характеризуется холодной продолжительной зимой и тёплым, но достаточно коротким летом. За год выпадает в среднем 450—550 мм осадков, из них 68 % — в виде дождя и 32 % — в виде снега. Среднегодовая относительная влажность воздуха — 76 %. Снежный покров достигает 50 см, а в особо снежные зимы может достигать одного метра и более.
Весна приходит резко, обычно к середине апреля, при этом вплоть до середины мая нередки заморозки. Лето сравнительно короткое и достаточно жаркое — в отдельные годы температура может достигать 36 °C. Шапка лета приходится на июль. В конце весны и лета нередки грозы — их может случаться до 20 за год, почти каждый год выпадает град. Осень приходит в сентябре и стоит до начала ноября, но уже в сентябре нередки заморозки. Зима наступает в начале ноября и продолжается до середины марта. Обычно первый снег выпадает в октябре и держится в течение пяти месяцев, сходит к 10—15 апреля. Почва промерзает на глубину 70—90 см.
Вегетационный период составляет 189 дней, продолжительность безморозного периода — 137 дней.
| Показатель                    | Янв.  | Фев.  | Март  | Апр. | Май  | Июнь | Июль | Авг. | Сен. | Окт. | Нояб. | Дек.  |
| ----------------------------- | ----- | ----- | ----- | ---- | ---- | ---- | ---- | ---- | ---- | ---- | ----- | ----- |
| Средний суточный максимум, °C | −5    | −5    | 1     | 11   | 19   | 22   | 24   | 22   | 15   | 8    | 0     | −4    |
| Средняя температура, °C       | −9    | −8    | −3    | 7    | 13   | 17   | 19   | 17   | 11   | 5    | −2    | −6    |
| Средний суточный минимум, °C  | −12   | −12   | −7    | 1    | 7    | 11   | 13   | 11   | 6    | 1    | −5    | −10   |
| Средняя облачность, окты      | 79    | 78    | 69    | 58   | 48   | 45   | 40   | 43   | 56   | 67   | 75    | 78    |
| Норма осадков, мм             | 170,1 | 151,2 | 101,6 | 49,6 | 38,3 | 58   | 57,1 | 50,0 | 44,0 | 65,3 | 130,0 | 188,5 |
| Источник: Weather Spark       |       |       |       |      |      |      |      |      |      |      |       |       |

### Геологическое строение и рельеф
Ардатов находится в зоне равнинного Арзамасского остепнённого плато. Арзамасское плато является приподнятой полого-волнистой равниной, сложенной преимущественно из сульфатно-карбонатных пород пермского периода, коренные породы которого сравнительно устойчивы к размывам, покрыты суглинками и в отдельных случаях моренными отложениями. Среди пермских пород встречаются вкрапления среднего и верхнего юрского периода и нижнего мелового периода.

### Полезные ископаемые
- На северной окраине Ардатова находится месторождение суглинков, его запасы оцениваются в 302 тысячи кубических метров[122]. Ещё одно месторождение суглинков находится в 9 километрах южнее Ардатова, его объём оценивается в 1604 тысячи кубических метров[123].
- В 1,2 километрах к северу от Ардатова находится месторождение доломитов, балансовые запасы которого составляют 1069 тысяч кубических метров. Месторождение используется для производства щебня марок «400—600»[122].
- В 3 километрах к северу от Ардатова находится месторождение карбонатных пород, запасы которых оцениваются в 303 тысячи кубических метров[122].

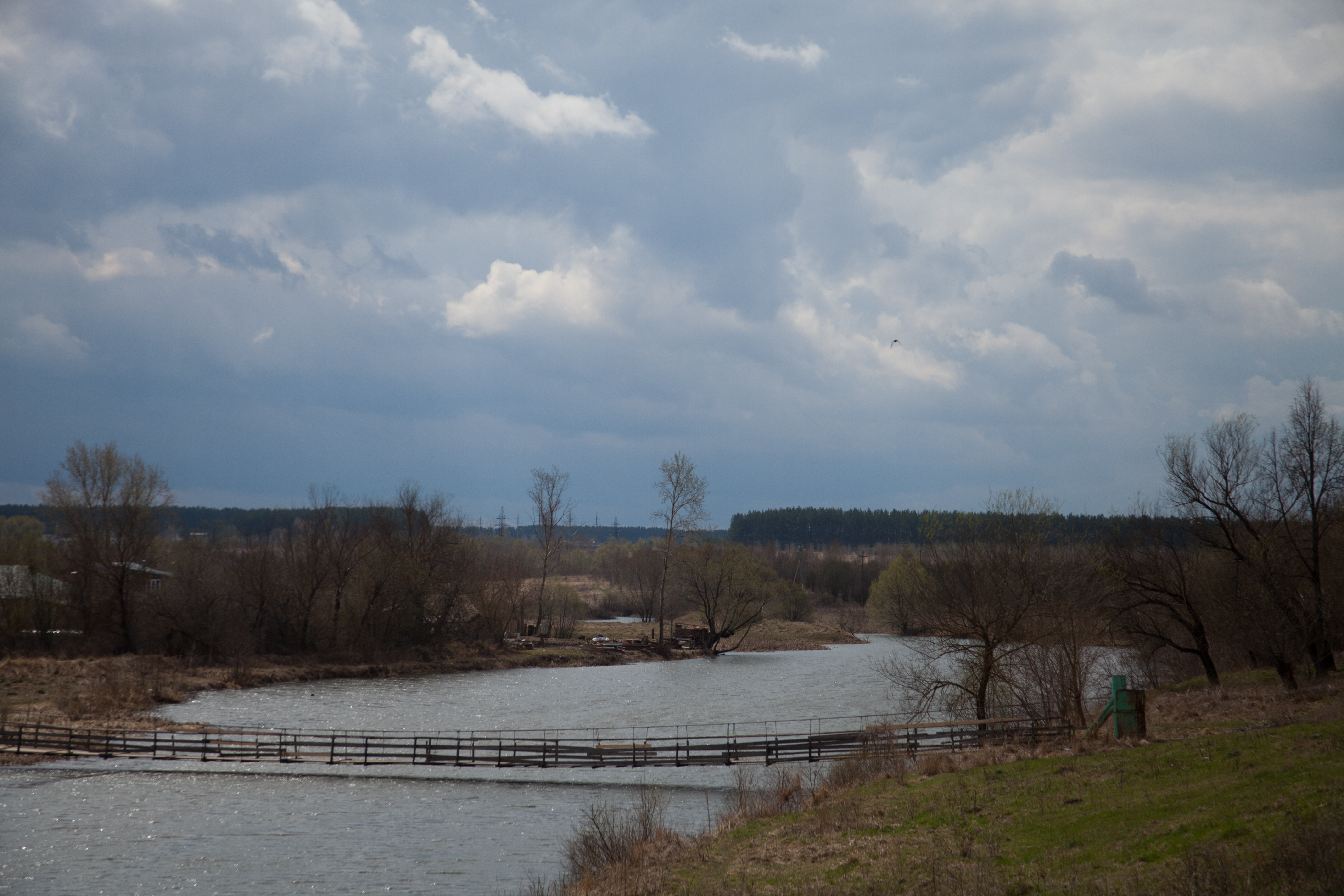
Пешеходный подвесной мост через реку Леметь

### Гидрография
Территория Ардатова и его ближайших окрестностей характеризуется относительно развитой гидрографической сетью. По территории посёлка протекает река Леметь, на его границе находится устье левого притока Лемети — ручья Сиязьма. Не позднее 1770-х годов на реке Лемети была сооружена плотина с мукомольной мельницей, повысившая уровень воды в границах посёлка, в 1950-х годах плотина была перестроена. Также в окрестностях Ардатова имеется множество пересыхающих ручьёв и речек, значительная часть из которых являются безымянными. Все эти водотоки относятся к равнинному типу. Грунтовые воды залегают на глубине до 40 метров.
Основными загрязнителями водоёмов и грунтовых вод являются предприятия промышленности, жилищно-коммунального хозяйства, энергетики и сельского хозяйства. Местными властями предпринимаются меры по организации санитарных зон по течению рек и вблизи водозаборов, что должно помочь решить существующие экологические проблемы.

### Почвы
Почвы в районе Ардатова в основном представлены серыми лесными почвами на суглинках с песчаными и супесчаными отложениями. Около 70 % земли в окрестностях посёлка используется под сельское хозяйство — выращиваются пшеница, картофель, овощи, технические культуры. На территории самого посёлка земля используется под огороды местных жителей, занимающие около 15 % от общей площади населённого пункта.
Основной причиной загрязнения почв в посёлке и его окрестностях являются наличие многочисленных несанкционированных свалок бытовых и промышленных отходов, особенно вблизи промышленных предприятий, а также выбросы токсичных веществ вблизи транспортных магистралей. Местными властями предпринимаются меры по ликвидации несанкционированных свалок и рекультивации загрязнённых почв.

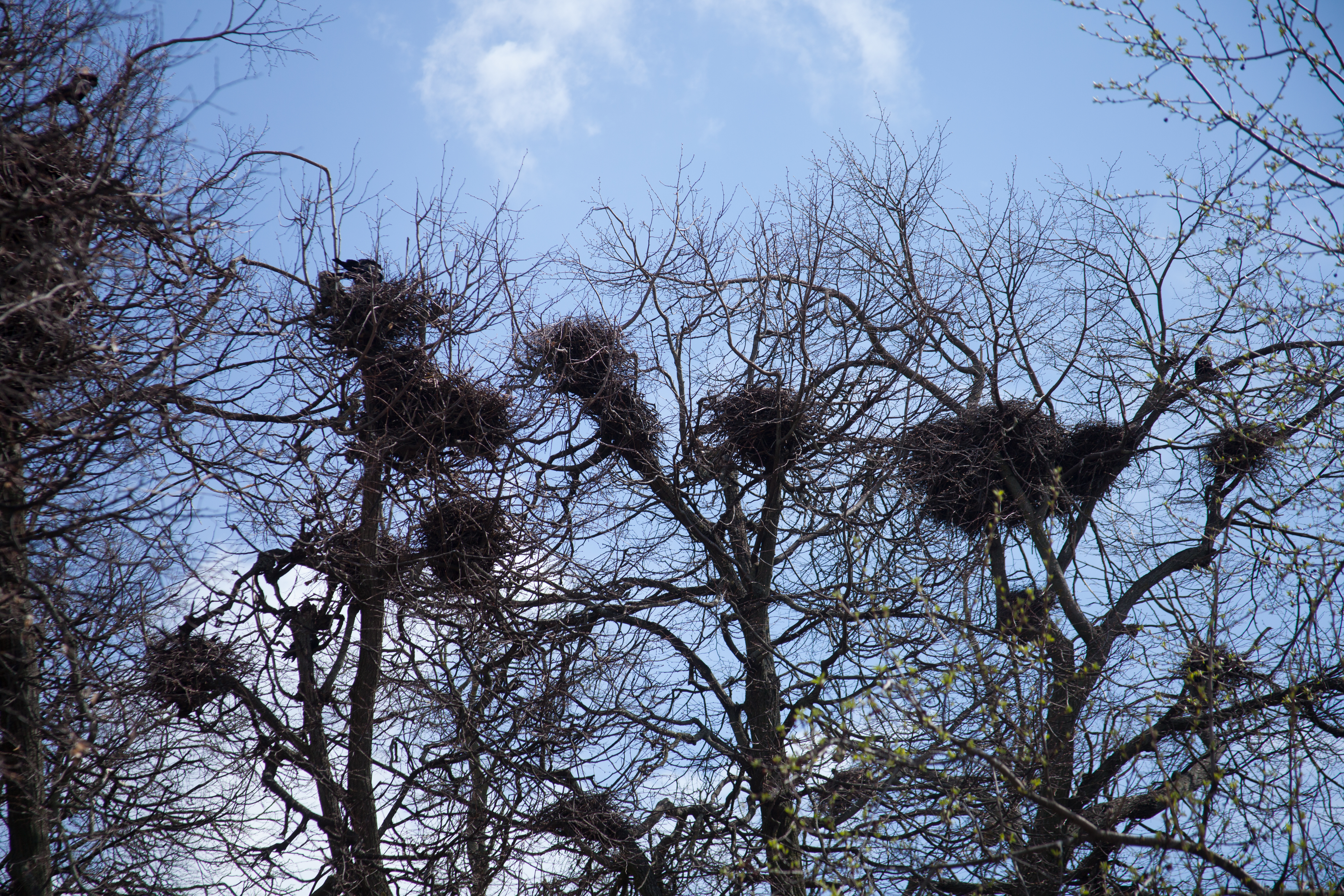
Многочисленные гнёзда грачей в Ардатовском парке

### Растительность
В прошлом растительный покров был представлен дубравными лесами, почти полностью уничтоженными в результате хозяйственной деятельности человека вокруг Ардатова и в южной части Ардатовского муниципального округа, но сохранившимися на его севере — по правому берегу реки Тёши. Сегодня для окрестностей посёлка характерна лесостепная растительность.
На территории самого посёлка находится парк, признанный в 1986 году памятником природы регионального значения. Площадь парка составляет 2 гектара, он делится на 2 части — старую и новую. В старой части произрастают липы возрастом более ста лет, в новой части — берёзы, липы, клёны возрастом 20—30 лет. Кроме того, в парке находятся несколько видов кустарников, среди которых жимолость татарская, лох узколистный, пузыреплодник амурский и некоторые другие.

### Животный мир
Животный мир достаточно разнообразен. Ещё пару сотен лет назад в окрестностях Ардатова в изобилии водились белки, бобры, куницы, лоси, медведи и другие промысловые животные. 6 (18) февраля 1897 года нижегородская газета «Волгарь» писала: 
Г. Ардатов, Нижег. губ. Местным охотником г. Комаровым на днях убиты три медведя, из которых один весит более 15 пудов. В последнее время здесь замечается небывалое количество волков; нередки случаи, когда волки стаями по 10—12 голов разгуливают близ селений.
Из птиц в лесах водились глухари, рябчики, тетерева, в степной зоне — дрофы и стрепеты. В начале XX века из-за хозяйственной деятельности и бесконтрольной охоты поголовье животных резко сократилось, многие были на грани исчезновения. Позднее были предприняты меры по восстановлению популяции, что привело к существенным положительным изменениям.

## Административно-территориальное устройство

### Административная принадлежность
Ардатов впервые упоминается в 1578 году как дворцовая «Ордатова деревня», которая находилась в ведении приказа Казанского дворца. В 1708 году Российская империя была разделена на губернии, и село Ардатово оказалось в составе Казанской губернии. В 1719 году Казанская губерния была разделена на три провинции, одна из них имела свой административный центр в Ардатове. В 1779 году было образовано Нижегородское наместничество, через несколько лет переименованное в губернию. Наместничество было разделено на 13 уездов, в том числе Ардатовский, село Ардатово было преобразовано в уездный город. Уезд охватывал обширную территорию в составе современных Ардатовского, Выксунского, бо́льшую часть Дивеевского и Кулебакского и западную часть Арзамасского районов. Такое административное деление сохранялось в общем до 1917 года.
В 1923 году Ардатовский уезд был ликвидирован, его территория разделена между Арзамасским и Лукояновским уездами. 10 июня 1929 года был образован Ардатовский район в составе Муромского округа Нижегородского края, в состав района вошли 27 сельсоветов из состава Ардатовской и 4 — из состава Дивеевской волостей. С сентября 1930 года район был напрямую включён в состав Нижегородского края. В дальнейшем границы района многократно менялись как в пользу его укрупнения, так и уменьшения. С января 1954 по март 1957 годов входил в состав Арзамасской области, после её ликвидации — снова в составе Горьковской (Нижегородской) области.

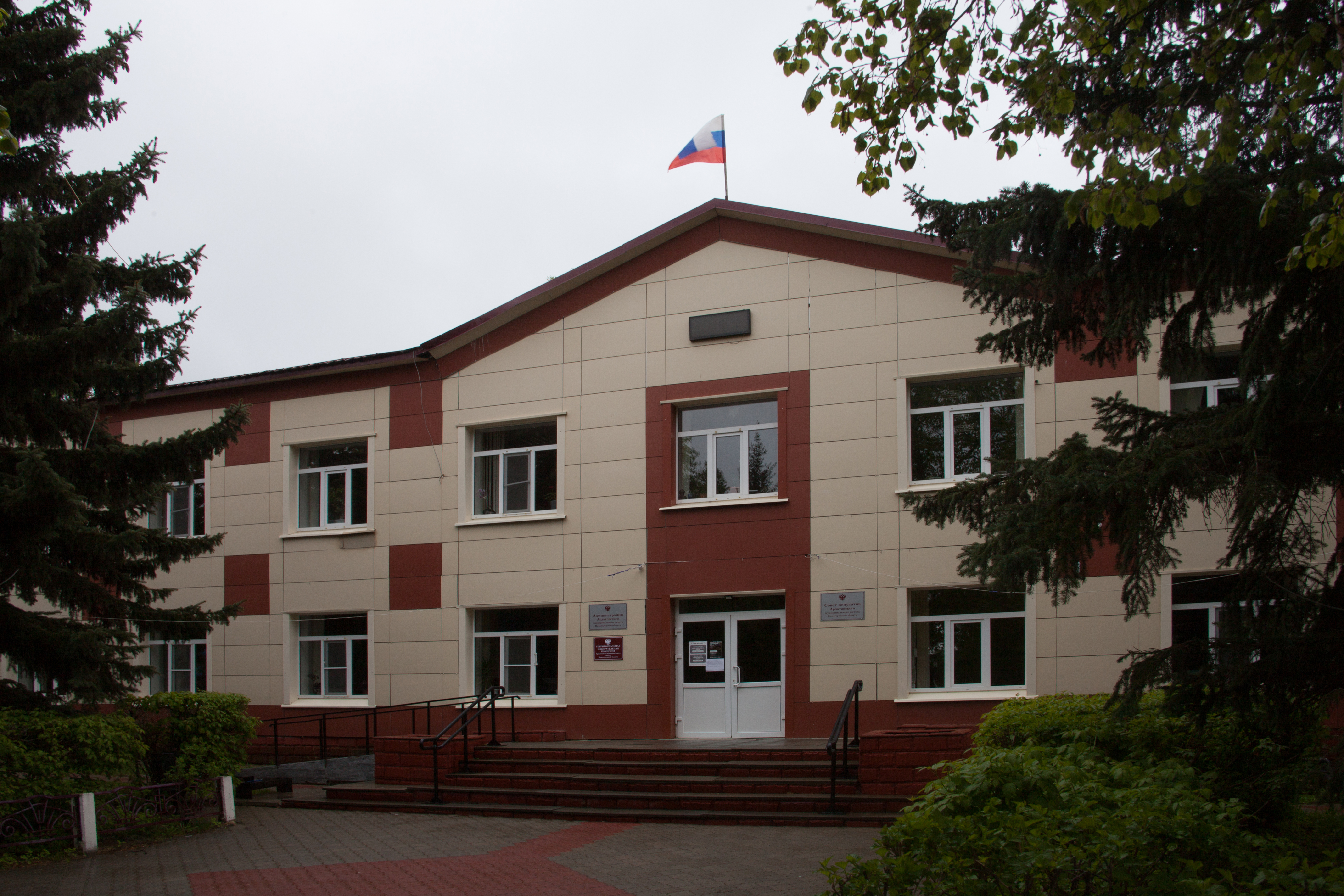
Администрация Ардатовского муниципального округа

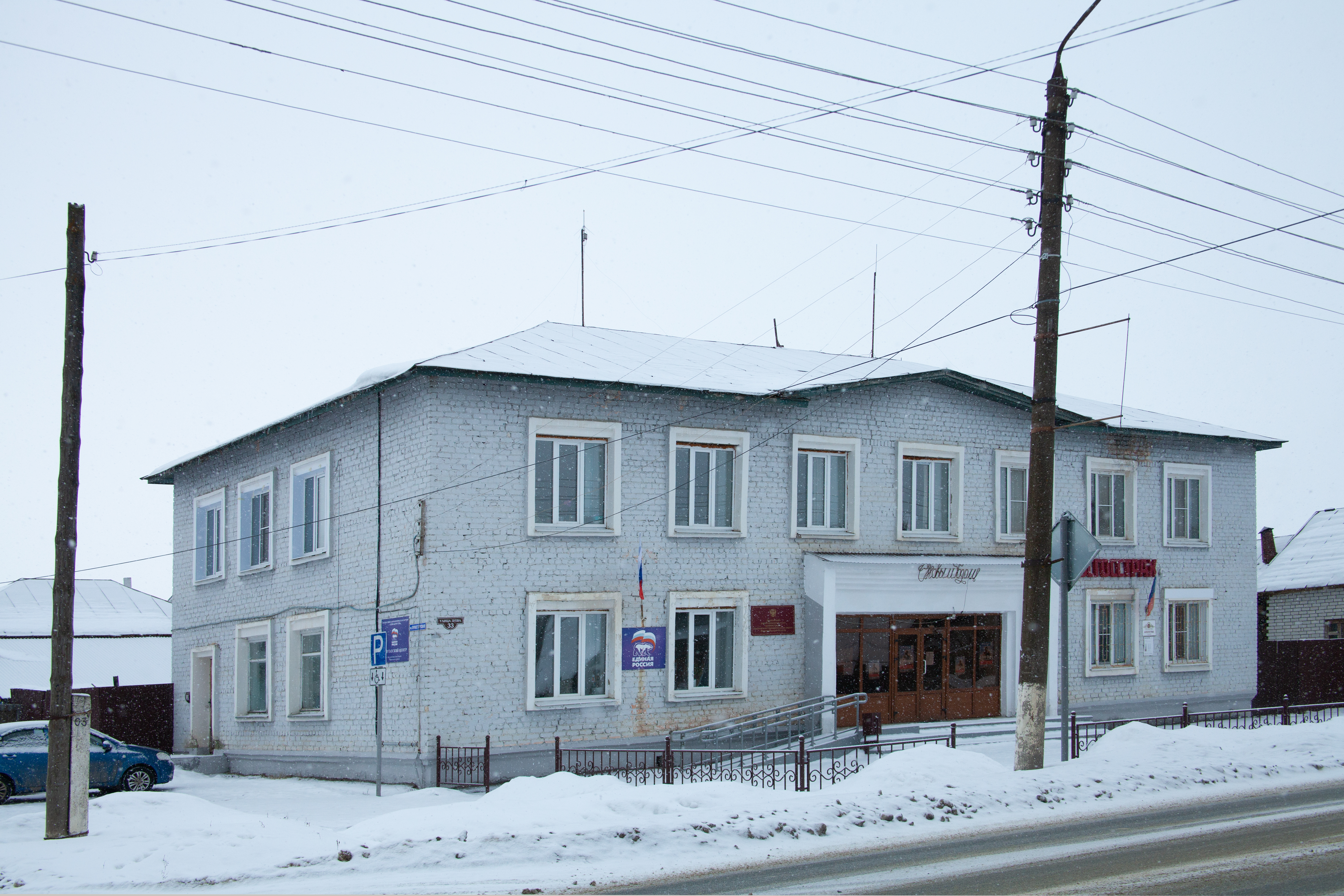
Администрация Ардатовского территориального отдела

24 октября 2005 года в рамках реформы местного самоуправления был создан в Ардатовский муниципальный район с центром в Ардатове, определены его границы, совпадающие с границами Ардатовского района, и составляющие его муниципальные образования. 4 мая 2022 года муниципальные образования были объединены в Ардатовский муниципальный округ с сохранением существовавших границ.

### Органы власти
Согласно части 1 статьи 21 принятого 15 февраля 2019 года «Устава рабочего посёлка Ардатов Ардатовского муниципального района Нижегородской области», представительным органом рабочего поселка являлся Поселковый совет, во главе которого стоял глава муниципального образования — глава местного самоуправления. Согласно той же статье устава, исполнительно-распорядительным органом являлась администрация рабочего посёлка.
4 мая 2022 года муниципальные образования Ардатовского муниципального района, включая рабочий посёлок Ардатов, были объединены и преобразованы в Ардатовский муниципальный округ; органами власти посёлка стали соответствующие органы муниципального округа: администрацией руководит Глава местного самоуправления, а органом местного самоуправления является Совет депутатов Ардатовского муниципального округа.
24 ноября 2022 года был принят новый «Устав Ардатовского муниципального округа Нижегородской области», отменивший действие «Устава рабочего посёлка Ардатов»
. Руководство административно-территориальным образованием рабочий посёлок Ардатов, включая собственно Ардатов, осуществляется Ардатовским территориальным отделом администрации Ардатовского муниципального округа. По состоянию на начало 2025 года должность руководителя этого отдела занимает Ирина Васильевна Жукова.

### Официальные символы

Герб 1781 года

Первый герб посёлка (в то время — уездного города Нижегородской губернии) Ардатова был высочайше утверждён 16 (27) августа 1781 года:
Въ верхней части щита гербъ Нижегородскій. Въ нижней — желѣзные два молота, въ зеленомъ полѣ, положенные крестообразно означающіе находящіеся въ окрестностяхъ города желѣзные заводы.

В 1861 году был подготовлен новый герб, который должен был соответствовать принятым в 1857 году правилам составления территориальных гербов. Этот герб описывался следующим образом: 
Зелёный щит, разделённый серебряным стропилом, сопровождаемым 3 такими же молотками.
В вольной части располагался герб Нижегородской губернии, поверх щита — стенчатая корона, позади щита — два перекрещённых золотых молотка, обвитые Александровской лентой. Данных об официальном утверждении этого герба нет.

В советское время герб у Ардатова отсутствовал. 26 сентября 2012 года поселковый совет принял решение о восстановлении герба 1781 года, который описывался так: 
В верхнем, белом поле изображён олень красного цвета, рога о шести отростках и копыта чёрные. В нижней части герба – скрещённые, лежащие на зелёном поле,  рудодобывающие инструменты.

Герб 2012 года

Однако уже 24 декабря того же 2012 года поселковый совет Ардатова отменил собственное решение 3-месячной давности и постановил считать гербом посёлка герб Ардатовского муниципального района.

Герб Ардатовского района, который с этого момента стал считаться и гербом рабочего посёлка Ардатов, был утверждён решением Земского собрания Ардатовского муниципального района 22 июня 2007 года и внесён в Государственный геральдический регистр Российской Федерации под № 3531. Герб описывается следующим образом: 
В золотом поле над ельчатой зелёной оконечностью — червлёный (красный) скачущий олень настороже, имеющий чёрные копыта и на чёрных рогах — лазоревые (синие, голубые) цветки льна без числа.

В том же решение приводились следующие обоснования использованных цветов: 
Золото — символ урожая, богатства, стабильности, уважения и интеллекта, солнечного тепла. Красный цвет — символ мужества, силы, трудолюбия, красоты. Синий цвет — символ чести, благородства, духовности и возвышенных устремлений. […] Зелёный цвет — символ природы, здоровья, молодости, жизненного роста.

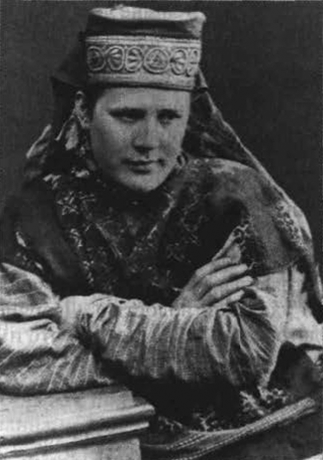
Ардатовская мещанка. Конец XIX века

## Население

### Численность населения
Согласно первому известному подсчёту численности населения Ардатова, относящемуся к 1628 году, население на тот момент составляло 39 человек. Через полвека, в 1677 году, население составляло уже 311 человек. На протяжении всего XVIII века население постепенно росло, процесс особенно ускорился после преобразования села Ардатово в уездный город в 1779 году. «Энциклопедический словарь» 1863 года указывал не только общие количественные данные, но и некоторые дополнительные сведения. Согласно словарю, в Ардатове в 1861 году проживали 1303 мужчины и 1458 женщины, однако общее количество там же указывается как 3761 (а не 2761, как должно быть согласно арифметике). Словарь приводит некоторые данные по социальному составу населения уездного города: дворян и чиновников — 177, духовенства — 228, купцов — 110, мещан — 1400, крестьян разных наименований — 16, дворовых людей — 113, военного звания — 703, разночинцев — 14. Тот же словарь даёт картину религиозного состава населения города, в котором наблюдается абсолютное преобладание православных. В XIX и особенно XX веке рост населения продолжался, достигнув по некоторым данным своего пика в 10 500 человек к 1960-м годам, что было вызвано появлением в посёлке нескольких промышленных предприятий, прежде всего — градообразующего завода «Сапфир». В дальнейшем количество населения стабилизировалось. По состоянию на 2022 год, население Ардатова составляло 9768 человек.
Согласно подготовленной в 2013 году «Схеме территориального планирования Ардатовского района Нижегородской области», Ардатов относится к населённому пункту активного градостроительного развития (один из трёх населённых пунктов в районе — наряду с рабочим посёлком Мухтолово и селом Кужендеево). Вместе с тем, отмечается сокращение населения работоспособного возраста, вызванное недостаточным количеством рабочих мест на территории посёлка, что вызывает отток населения — прежде всего в Нижний Новгород и Москву.
| Численность населения | Численность населения | Численность населения | Численность населения | Численность населения | Численность населения | Численность населения | Численность населения | Численность населения |
| 1628                  | 1677                  | 1751                  | 1784                  | 1797                  | 1810                  | 1850                  | 1859                  | 1867                  |
| --------------------- | --------------------- | --------------------- | --------------------- | --------------------- | --------------------- | --------------------- | --------------------- | --------------------- |
| 39                    | ↗311                  | ↗914                  | ↘658                  | ↗1425                 | ↗1823                 | ↗2444                 | ↗3861                 | ↘2962                 |
| 1890                  | 1897                  | 1916                  | 1959                  | 1970                  | 1979                  | 1989                  | 1999                  | 2002                  |
| ↗3300                 | ↗3546                 | ↗4269                 | ↗6264                 | ↗6887                 | ↗7917                 | ↗9353                 | ↗10 300               | ↘10 117               |
| 2008                  | 2009                  | 2010                  | 2011                  | 2012                  | 2013                  | 2014                  | 2015                  | 2016                  |
| ↘9872                 | ↘9758                 | ↘9566                 | ↗10 153               | ↗10 501               | ↘10 271               | ↘10 056               | ↘9787                 | ↘9778                 |
| 2017                  | 2018                  | 2019                  | 2020                  | 2021                  | 2022                  |                       |                       |                       |
| ↘9753                 | ↗10 301               | ↘10 183               | ↘10 058               | ↘9942                 | ↘9768                 |                       |                       |                       |

### Национальный и религиозный состав
После присоединения Ардатова к Русскому государству в 1552 году в течение значительного времени его население оставалось смешанным как в этническом, так и в религиозном отношении: в нём совместно проживали православные русские и язычники-мордва. Согласно первому известному подсчёту численности населения Ардатова, относящемуся к 1628 году, процент русского населения составлял 36 %. В 1677 году в селе было уже 80 % русских, что происходило как за счёт прибытия переселенцев, так и за счёт крещения и последующего обрусения мордвы. Полная христианизация местного населения была завершена не позднее 1721 года. «Энциклопедический словарь» 1862 года даёт картину религиозного состава населения города: православных — 2665, раскольников — 77, протестанов — 7, евреев — 10, мухаммедан — 2 (православные составляли 97 %).
Согласно Всероссийской переписи населения России 2020—2021 годов, из 9188 жителей Ардатова 8741 указали свою этническую принадлежность. Ответы распределились следующим образом: русские — 8584 человек, армяне — 26, цыгане — 21, татары — 7, украинцы — 4, азербайджанцы, молдаване, мордва и чуваши — по 3, лезгины — 2, грузины, казаки, латыши, марийцы, немцы, осетины и таджики — по 1 человеку. 67 человек указали иную национальность, отсутствующую в переписных листах, 11 указали «нет национальной принадлежности». Таким образом, из ответивших на вопрос о своей национальности, 98 % назвали себя русскими.

### Почётные граждане
Ниже приводится список почётных граждан города и рабочего посёлка Ардатова по годам присуждения звания:
1. 1813 — Веселовский, Иван Иванович — судебный пристав.
2. 1850 — Визгалин, Фёдор Михайлович — купец 2-й гильдии.
3. 1870 — Твердов, Павел Петрович — служащий Земской управы.
4. 1880 — Крашенинников, Иван Павлович — купец 2-й гильдии.
5. 1887 — Щеглов, Иван Николаевич — священник больничной церкви.
6. 1890 — Педевтов, Николай Михайлович — служащий Земской управы.
7. 1897 — Монахов, Дмитрий Фёдорович — служащий Земской управы.
8. 1898 — Введенский, Иван Георгиевич (по другим данным — Васильевич) — настоятель Знаменского собора.
9. 1898 — Покровская, Агриппина Алексеевна — учительница.
10. 1898 — Пузанов, Василий Степанович — секретарь Полицейского управления.
11. 1898 — Садовников, Исай Абрамович — чиновник.
12. 1898 — Южилин, Иван Петрович — служащий Земской управы.
13. 1900 — Покровский, Фёдор Дмитриевич — священник.
14. 1901 — Иванов, Иван Иванович — мировой судья.
15. 1904 — Колвайц, Макрина Ивановна — дворянка.
16. 1904 — Попов, Владимир Александрович — статистик Нижегородского губернского земства.
17. 1905 — Секретова, Агриппина Алексеевна — купчиха.
18. 1905 — Симаков, Сергей Васильевич — чиновник Уездного казначейства.
19. 1910 — Покровский, Дмитрий Фёдорович — священник.
20. 1910 — Стеклов, Иван Петрович — чиновник Уездного казначейства.
21. 1911 — Шустиков, Иван Иванович — купец.
22. 1912 — Грацианов, Вячеслав Михайлович — врач Земской больницы.
23. 1915 — Троицкий, Семён Григорьевич — начальник мужской гимназии.
24. 1987 — Лютин, Тимофей Степанович — первый тракторист Ардатовского района.
25. 1987 — Новикова, Надежда Иосифовна — врач Ардатовской районной больницы.
26. 1987 — Сучков, Василий Павлович — бригадир строительной бригады.
27. 1987 — Турутов, Иван Васильевич — второй секретарь Ардатовского районного комитета КПСС.
28. 1997 — Зельина, Антонина Ивановна — директор Ардатовского молокозавода.
29. 1997 — Иванченко, Юрий Николаевич — главный врач Ардатовской центральной районной больницы.
30. 1997 — Касаткин, Иван Андреевич — директор Ардатовского совхоза-техникума имени 40-летия ВЛКСМ.
31. 1997 — Корниясова, Александра Ивановна — учительница Ардатовской средней школы № 2.
32. 1997 — Новиков, Евгений Васильевич — секретарь Ардатовского районного исполнительного комитета Совета народных депутатов.
33. 1997 — Фиров, Михаил Андреевич — председатель Ардатовского районного исполнительного комитета Совета народных депутатов.
34. 2002 — Князева, Лидия Михайловна — учительница Ардатовской средней школы № 1.
35. 2007 — Кузнецова, Рената Павловна — учительница Ардатовской средней школы № 1.
36. 2009 — Левин, Николай Васильевич — заведующий детским отделением Ардатовской центральной районной больницы[166]
37. 2009 — Шишкин Анатолий Клементьевич — лесовод[167].
38. 2012 — Резин, Михаил Семёнович — настоятель Знаменского собора.
39. 2013 — Юшков Константин Николаевич — настоятель храма Пресвятой Живоначальной Троицы в селе Саконы[168].
40. 2020 — Мозонов, Виктор Юрьевич — главы администрации района[169].
41. 2025 — Валова, Ольга Евгеньевна — врач-педиатр Ардатовской центральной районной больницы[170].
42. 2025 — Михеев, Виктор Иванович — политик[171].
43. ? — Князева, Лидия Михайловна — организатор внеклассной и внешкольной работы Ардатовской средней школы[172].

## Памятники истории и культуры
В Ардатове нет значительных архитектурных и культурных памятников международного или федерального масштаба, по этой причине за всю историю не было издано ни одного путеводителя по городу, а затем — посёлку. Тем не менее, на территории Ардатова находится несколько памятников регионального значения. Уже в изданном в 1981 году справочнике «Памятники истории и культуры Горьковской области» отмечаются и детально описываются следующие достойные внимания объекты:

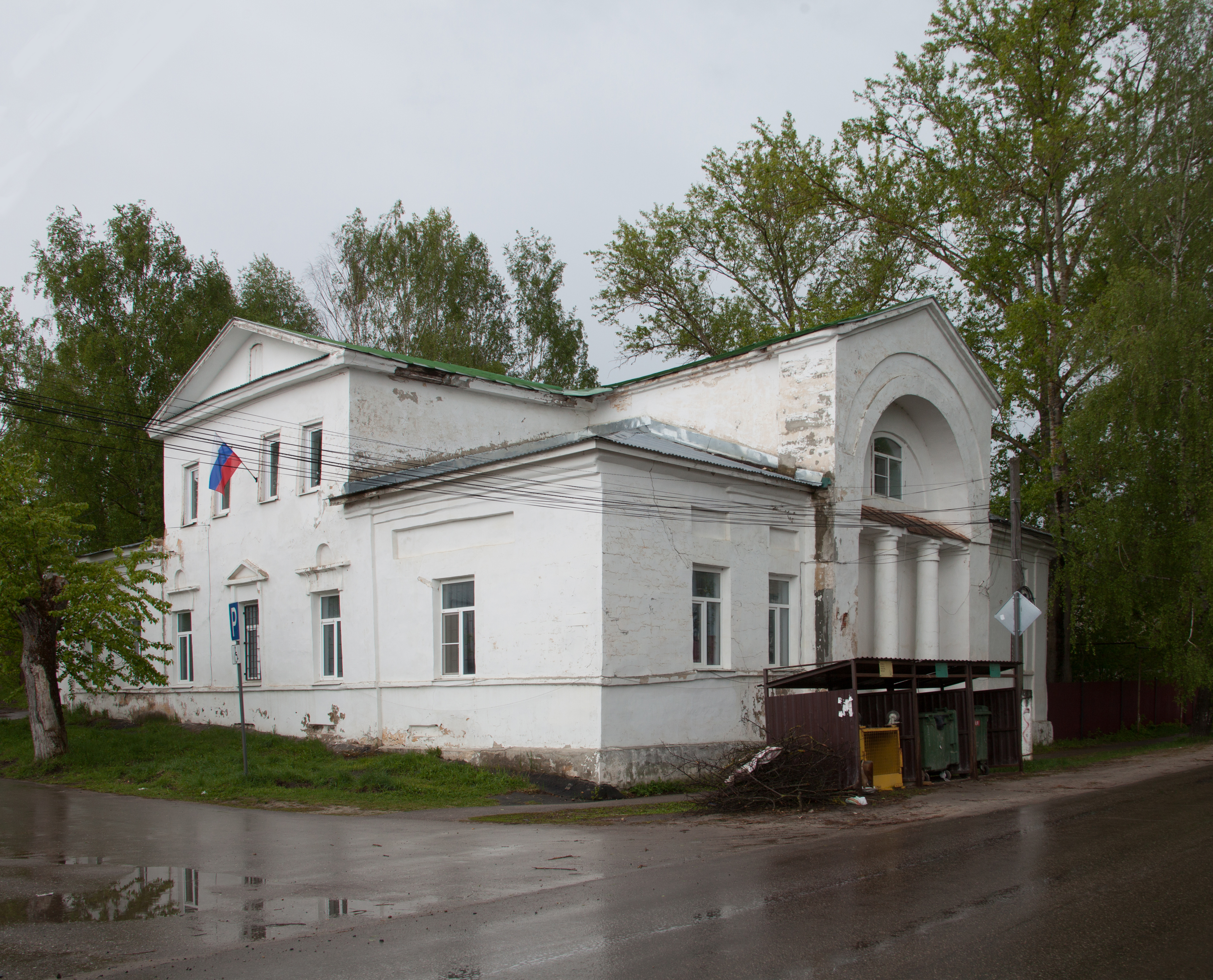
Жилой дом 1834 года, архитектор Михаил Петрович Коринфский

- Здание, в котором находился первый уездный Совет рабочих, крестьянских и солдатских депутатов (дом купца Золкина; улица 1 Мая, 25)[174].
- Здание первого уездного комитета РКП (б) (улица 30 Лет ВЛКСМ, 22)[175].
- Обелиск на братской могиле борцов за Советскую власть (на выезде из посёлка, около дороги в сторону села Поляна)[176].
- Бюст комиссара И. В. Зуева (ул. Зуева, 57, перед средней школой № 2)[177].
- Жилой дом конца XVIII — начала XIX века (улица Свердлова, 14)[178][b].

3 ноября 1983 года было решением Горьковского облисполкома № 559 все объекты из справочника 1981 года, кроме бюста Зуева, были приняты на государственную охрану. 20 июля 1993 Нижегородский областной совет народных депутатов принял постановление № 228-м, в котором объявил некоторое количество находящихся в Ардатове объектов памятниками истории и культуры областного значения. К включённым ранее в списки объектам были добавлены:

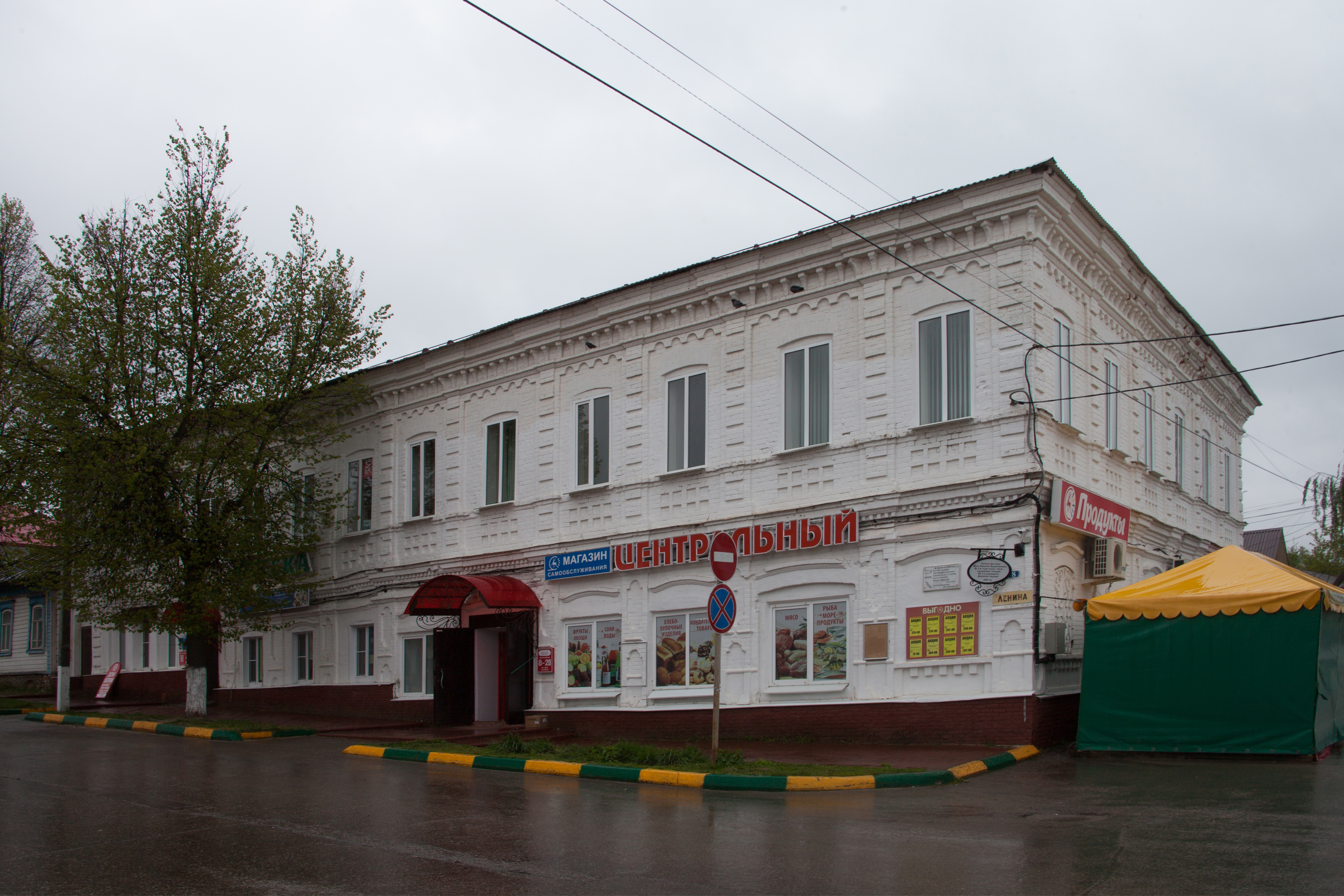
Дом купца Крашенинникова

- Здание уездной тюрьмы (1856—1858, архитектор Афанасий Ермилович Турмышев; улица Ленина, 32).
- Торговая лавка (конец XIX века; улица Ленина, 2).
- Жилой дом (вторая половина XIX века; на пересечении улица Ленина и улица 1 Мая, 4).
- Дом Крашенинникова (вторая половина XIX века; улица Ленина, 6 и 8).
- Дом Зельина (вторая половина XIX века; улица 1 Мая, 16).
- Торговая лавка «Городской ломбард» (конец XIX века; улица 1 Мая, 25).
- Торговые лавки (конец XIX века; улица Свердлова, 8а и 10а).
- Женская гимназия (1909; улица Свердлова, 42).
- Уездное казначейство с кованой металлической решёткой (конец XIX века; улица 30 Лет ВЛКСМ, 8).
- Земская управа (1897; ул. 30 Лет ВЛКСМ, 28).
- Городская усадьба — жилой дом Аргентова и торговая лавка (вторая половина XIX века; улица Труда, 7).
- Жилой дом (конец XIX века; улица Труда, 37).
- Знаменский собор (1802; улица Ленина, 16).
- Ильинская церковь (1876; Октябрьская площадь, 1).
- Скорбященская церковь (1829; Советская улица, 15).

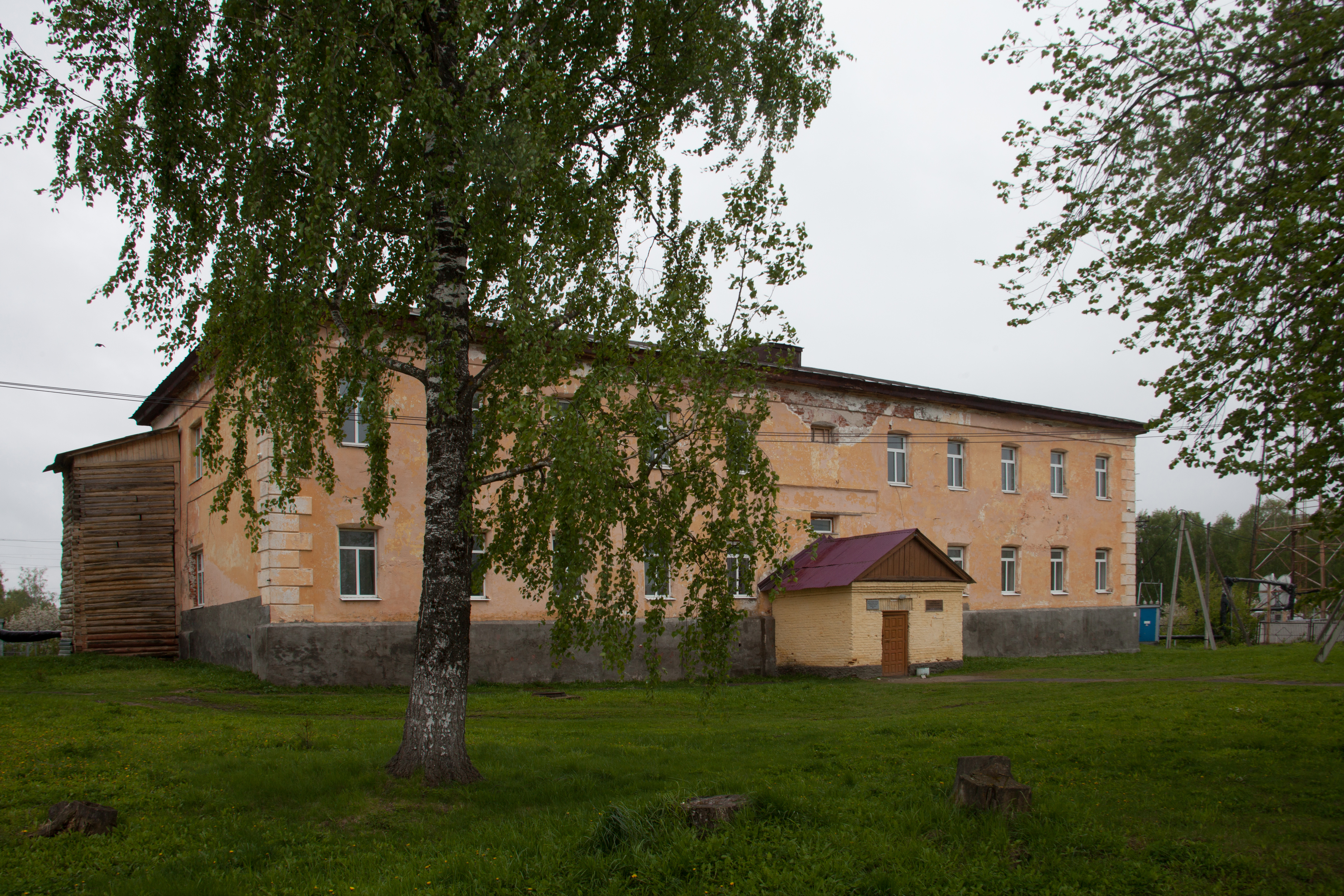
Бывший тюремный замок

Кроме того, постановление № 228-м установило единую охранную зону в центральной части рабочего посёлка Ардатов, предусматривавшую сохранение красных линий исторически сложившейся планировочной структуры и воссоздание ранее утраченных элементов и параметров, а также определявшую порядок использования зданий в её черте с целью сохранения исторического ландшафта Ардатова.
24 апреля 2000 года Департамент охраны историко-культурного наследия Нижнего Новгорода и Нижегородской области выпустил приказ № 5-од, согласно которому к объектам историко-культурного наследия был дополнительно отнесён комплекс бывшего Покровского монастыря, территория которого находится в ведении Федеральной службы исполнения наказаний. Однако 20 октября 2014 года Управлением государственной охраны объектов культурного наследия Нижегородской области был издан приказ № 159, которым приказ № 5-од признан утратившим силу.
В юго-западной части Ардатова, на территории бывшего села Тоторшева (в районе современных улиц Октябрьской и Комсомольской), ещё в XIX веке был обнаружен могильник, относящийся к XIV—XVII векам. В дальнейшем были проведены дополнительные археологические раскопки — А. Е. Алиховой в 1926 и 1928 годах, М. Ф. Жигановым в 1955 году и А. Ф. Богачёвым в 1975 году. В результате проведённых исследований на площади 103 м2 было обнаружено большое количество бронзовых ювелирных украшений, бус, ножи, серпы, остатки кожаной обуви, серебряные монеты XVII века и другие предметы. Согласно проведённым исследованиям, могильник принадлежал эрзянам. Находки хранятся преимущественно в Музее антропологии МГУ и в Нижегородском историко-бытовом музее. В 2002 году могильник был принят на государственную охрану.

## Инфраструктура

### Жилой фонд
В первом историческом источнике, относящемся к 1628 году, указано, что в селе Ардатове имеются 21 дом. В 1677 году в селе уже было 100 дворов, в 1797 году — 195 дворов, 1859 году — 425 домов. По проведённым в начале 1960-х годов журналистом Константином Буковским подсчётам, на тот момент в Ардатове было 1100 домов, из них только 96 многоквартирных. В 1960—1970-х годах для сотрудников завода «Сапфир» были построены десятки многоквартирных домов, расположенных прежде всего в южной части посёлка.
По данным на 2024 год значительная часть жителей посёлка продолжает проживать в частных домах. Имеются 94 многоквартирных дома высотой от 2 до 5 этажей, построенных между 1917 и 2017 годами.

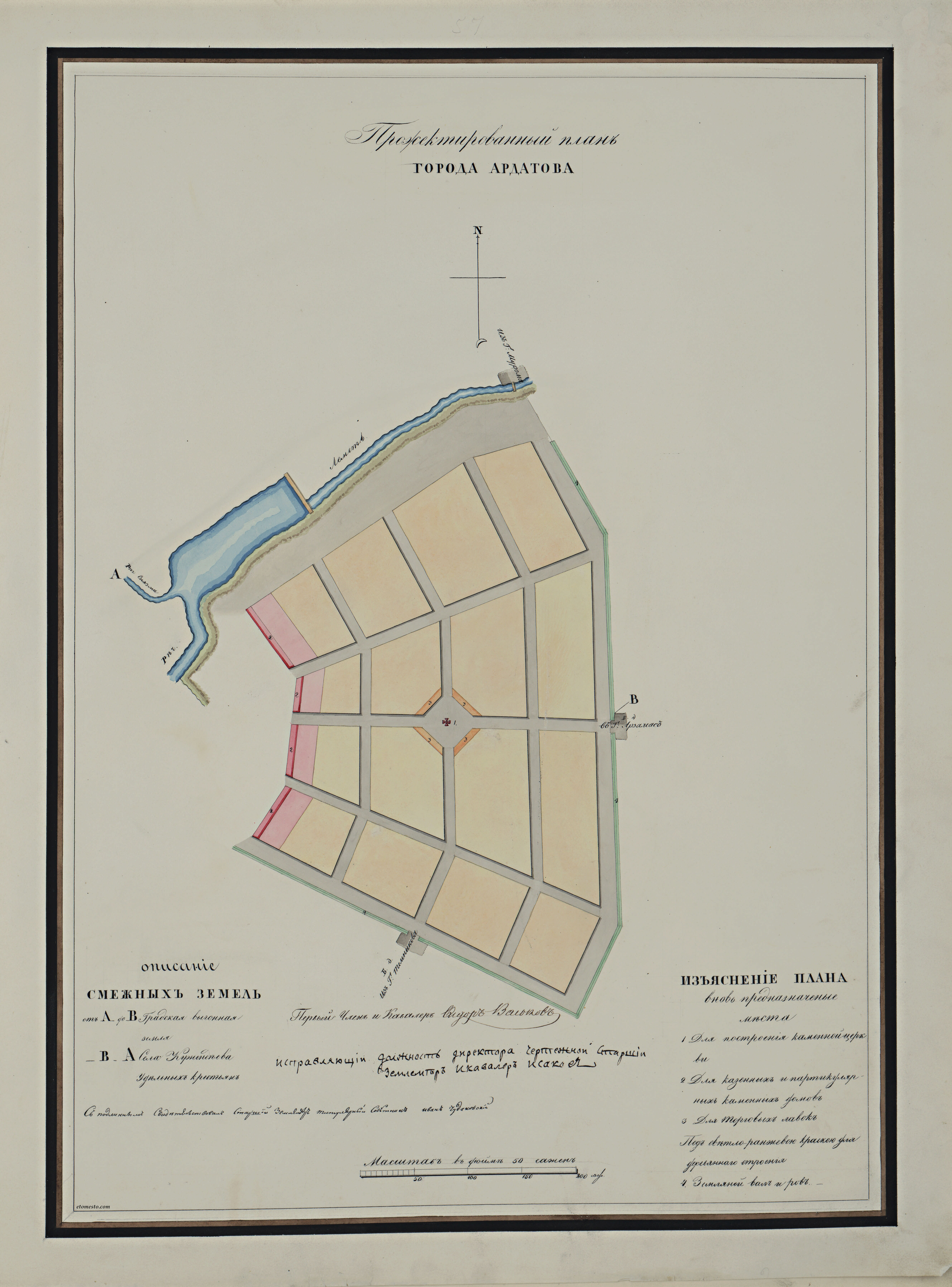
Прожектированный план Ардатова 1800 года заложил до сих пор существующую трассировку улиц

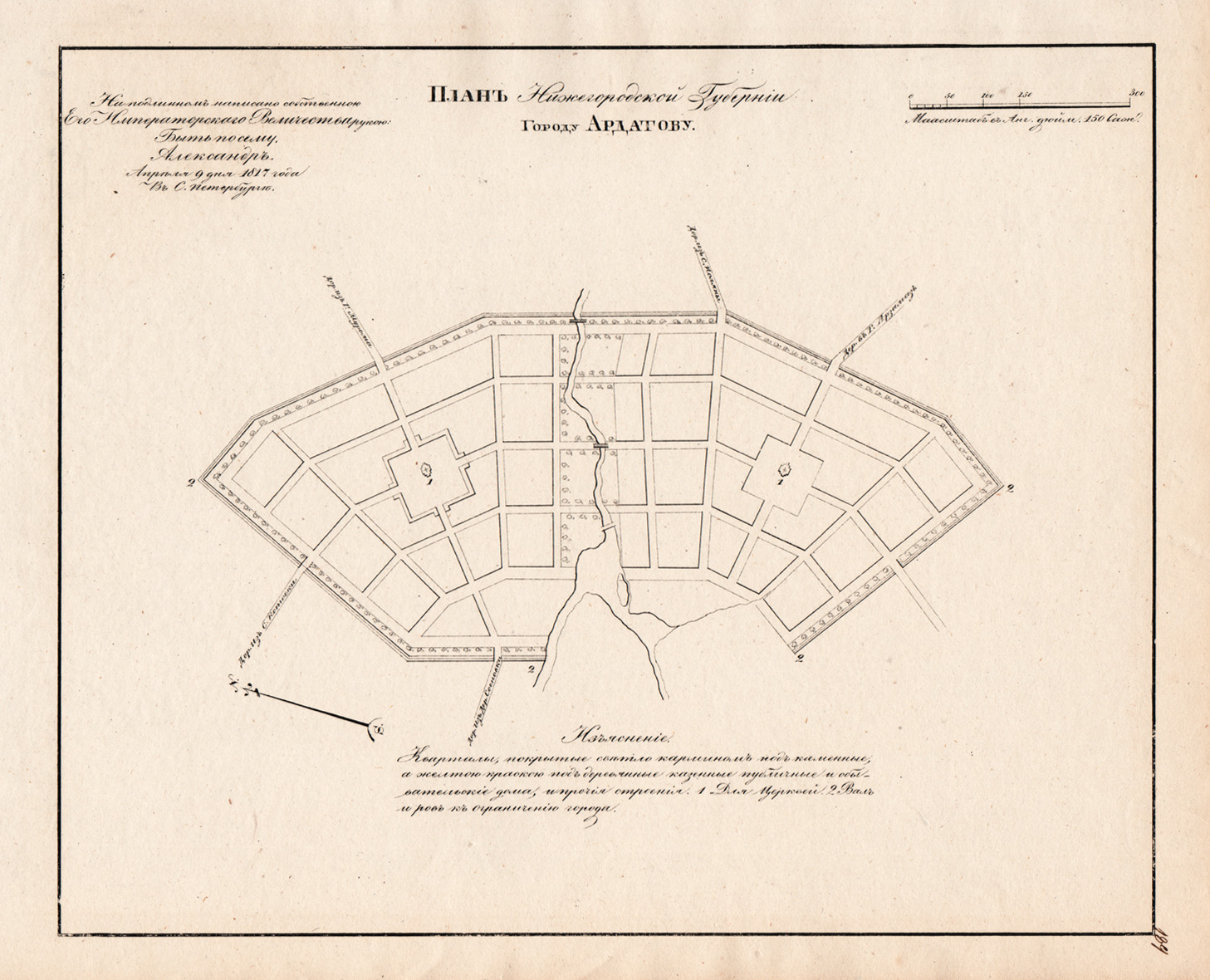
Не реализованный план Ардатова 1817 года предусматривал создание на левом берегу реки Лемети кварталов, симметричных кварталам правого берега

### Улично-дорожная сеть
В ходе реформы административно-территориального управления Российской империей в 1779 году село Ардатово было преобразовано в уездный город. В 1781 году был подготовлен первый регулярный план городской застройки Ардатова. План предполагал прокладку прямых и широких улиц, все строящиеся дома должны были выходить на них своими фасадами, быть выстроенными по красным линиям и соответствовать «образцовым» проектам, присылаемым из столицы. План включал в себя строительство каменных зданий присутственных мест и собора, а также оборонительных валов с двух строн — восточной и южной (с севера и запада обороне города должны были способствовать река Леметь и безымянный овраг). Согласно плану, в центре города намечалось создание площади, на которой должен был размещаться каменный собор, от которого веером расходились улицы. Реализация видна уже на «Плане генерального межевания Ардатовского уезда» 1800 года — согласно подсчётам, площадь города на тот момент составляла 97,46 га, а заложенная тогда планировка сохранилась в центральной части Ардатова до наших дней. 9 (21) апреля 1817 года императором Александром II был утверждён новый «Нижегородской губернии план городу Ардатову», предполагавший возведение симметричного уже построенному района в Заречной части (на противоположном берегу реки Леметь), однако он никогда не был выполнен.
Дальнейшее развитие улично-дорожной сети Ардатова шло по мере увеличения населения, по мере постройки новых домов развивалась улично-дорожная сеть. В связи с увеличением населения росла и площадь Ардатова — до 493 гектаров в 1969 и до 1198,52 гектаров в 2007 году.
По состоянию на начало 2025 года в Ардатове имеются 94 улиц, переулков и площадей общей протяжённостью 123,3 километра, из них 79,6 километров — с твёрдым покрытием и 55,8 километра — с усовершенствованным покрытием.

### Электроснабжение
В ноябре 1937 года в здании закрытой Ильинской церкви была пущена электростанция, мощности которой хватало на освещение всего Ардатова.
Электроснабжение посёлка осуществляется компанией «Нижновэнерго». Поставка электричества происходит по воздушным линиям электропередачи на понизительную подстанцию, расположенную на территории завода «Сапфир», откуда оно разводится по территории посёлка. Мощность подстанции составляет 10+10 МВа, резерв мощности 5,83 МВа. Годовое потребление электроэнергии в 2012 году составляло 10 466 150 кВт∙ч.

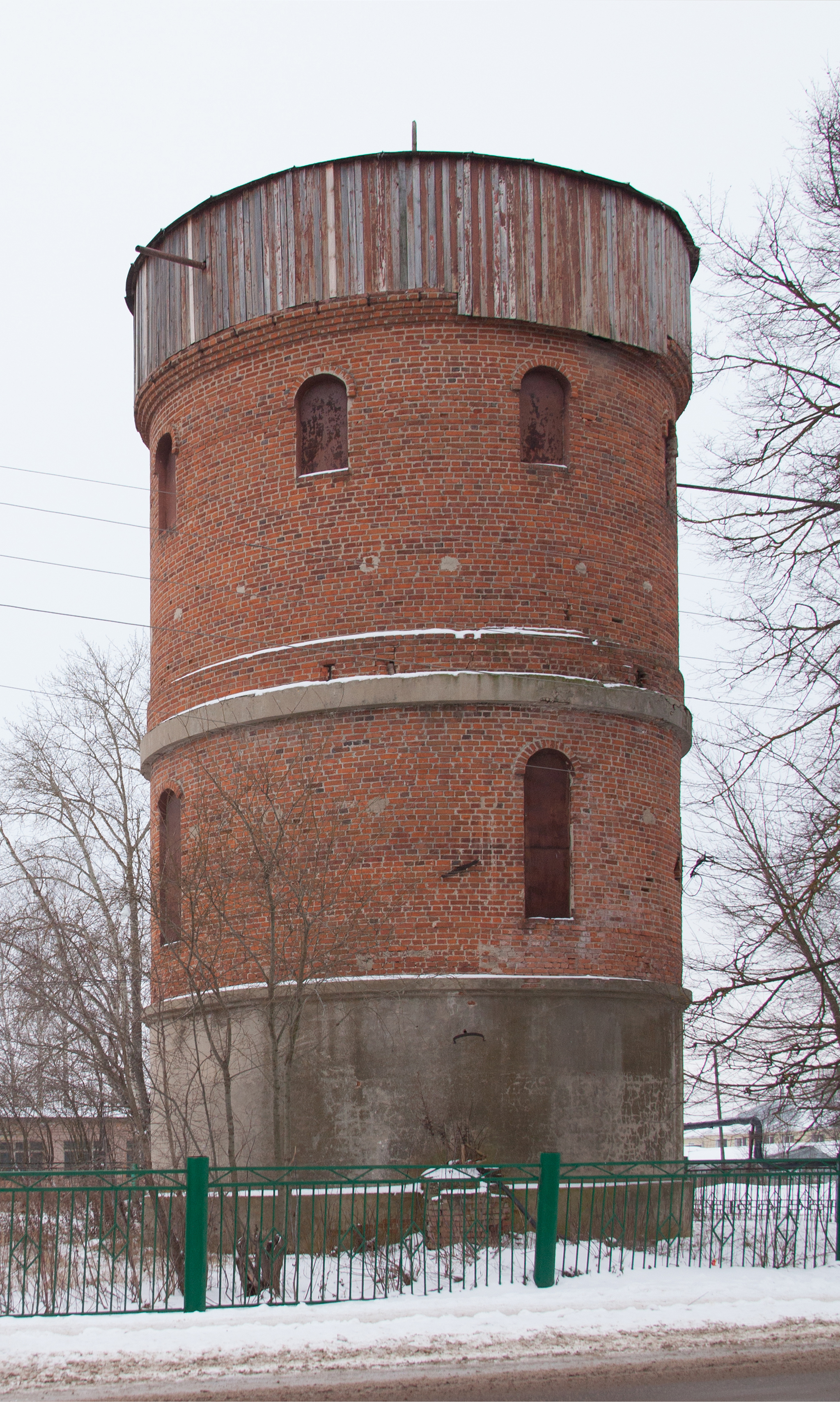
Водонапорная башня

### Водоснабжение и водоотведение
Поставка питьевой воды в многоквартирные дома и учреждения Ардатова осуществляется компанией «Райводоканал». Вода добывается посредством 11 артезианских скважин из Ардатовского месторождения подземных вод. Среднее количество добываемой воды составляет 12 312 м3/сутки, что является достаточным для обеспечения хозяйственных, бытовых и частично промышленных потребностей. Водопроводная сеть охватывает всю территорию посёлка, однако часть жителей частных жилых домов предпочитает пользоваться водой из индивидуальных артезианских скважин. Качество воды соответствует действующим нормативам. Вся территория посёлка обеспечена водоотведением, для очистки бытовых сточных вод имеются очистные сооружения, однако по состоянию на 2013 год их износ составлял 53 %.

### Газоснабжение и теплоснабжение
Газификация Ардатова была проведена в период с 1975 по 1981 годы. До этого в посёлке использовался преимущественно баллонный газ, имелся один газораспределительный пункт и один газовый котёл в школе. За указанный период были проложены газопроводы по всему посёлку, к которым были подключены все многоквартирные и частные жилые дома, общественные здания и промышленные предприятия.
Газораспределительную систему Ардатова обслуживает местный филиал компании «Нижегородоблгаз». В посёлок проложен отводной газопровод от магистрального газопровода «Ярославль — Починки» длиной 13,3 км; на территории Ардатова имеется газораспределительная станция, от которой потребителям поставляется газ низкого давления.
Бо́льшая часть Ардатова отапливается за счёт газовых котельных. В некоторых частных домах имеются индивидуальные нагреватели, работающие на природном газе.

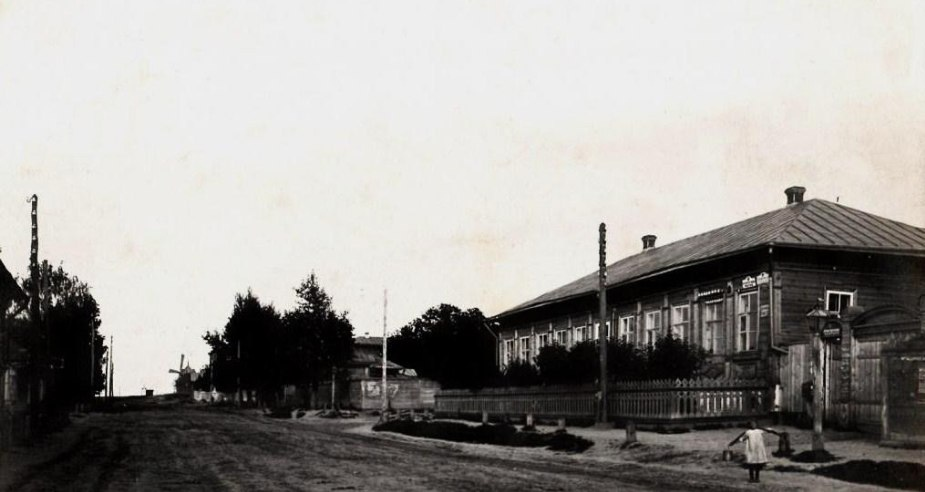
Ардатовская почтово-телеграфная контора. Фото начала XX века

### Связь
После преобразования села Ардатово в уездный город в 1779 году в Ардатове была организована почтовая служба во главе с почтмейстером, через город проходили почтовый тракты из Арзамаса на Тамбов и его ответвление на Муром и Темников. Однако и в 1855 году темп жизни в уездном городе оставался неторопливым — почта доставлялась раз в неделю (по субботам) и отправлялась также раз в неделю (по четвергам). Центру огромного уезда были положены по штату всего 2 почтовые лошади. По состоянию на 1878 год в город уже был проложен телеграф, действовала почтовая станция. В 1933 году Ардатов был подключён к Всесоюзной радиосети.
По состоянию на 2024 год в посёлке имеется отделение Почты России (индекс 607130). Имеется система проводной телефонной связи, эксплуатируемая по одноступенчатой схеме. Мобильная сеть представлена операторами «Билайн», «Мегафон», «МТС» и «T2». Проводной доступ в интернет обеспечивает провайдер «Ростелеком», беспроводной — операторы мобильной связи.

## Экономика

### Промышленность
В подготовленном для императрицы Екатерины II в 1784 году «Экономическом примечании Ардатовского уезда» содержится достаточно подробное описание города по состоянию на тот момент. Из промышленных предприятий отмечено только наличие двух кожевенных заводов (на которых «выробатывается разныхъ кожь до 2700 штукъ цѣною 3700᛭, въ годъ») и, несмотря на то, что бо́льшая часть жителей записана купцами, большой экономической активности в городе не фиксируется.

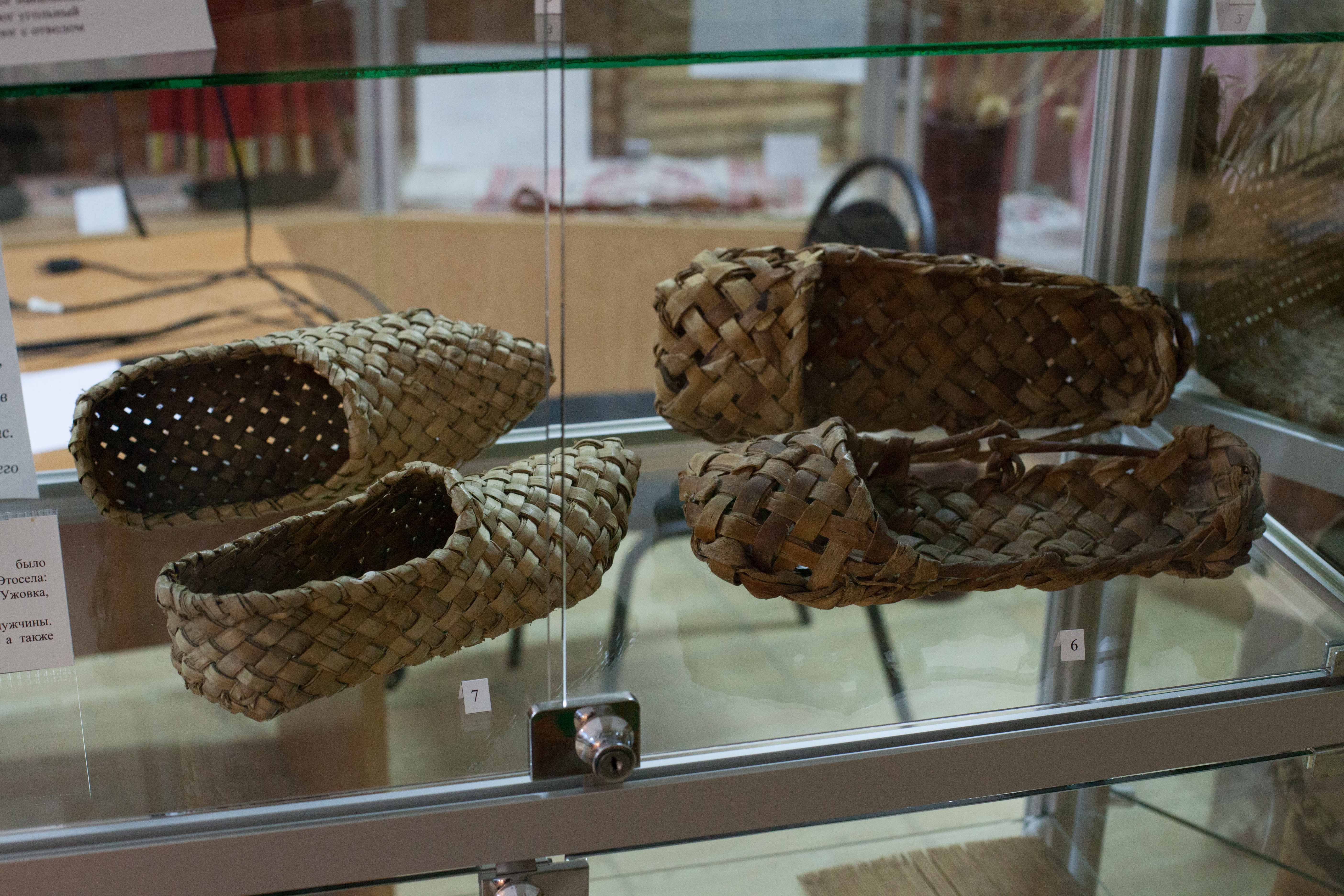
Ардатовские лапти в местном краеведеском музее

Жители Ардатова традиционно занимались сельским хозяйством, но реформы 1860-х годов дали толчок развитию пищевого производства, прежде всего — мукомольного. К началу XX века в Ардатове и практически слившихся с ним к тому моменту деревнях Мошколей и Тоторшево были одна водяная, 19 ветряных мельниц и четыре круподелки. Тогда же в городе появилось 2 винокуренных завода, принадлежавших купцам И. Лакшину и С. Старову — на них выпускалось в год до 1550 вёдер водки марок «Лакшинская», «Старовская», «Городская», «Ардатовская» и других; оба завода и имевшиеся при них склады были разрушены в годы революции. Другими направлениями промышленности в Ардатове этого периода были крахмальное производство и изготовление растительного масла — на территории Ардатова и ближайших к нему сёл и деревень имелось 250 маслобоен, которые производили 40 000 пудов продукции в год.
Помимо этого, в городе активно развивалось кузнечное дело — на начало XX века в нём было не менее 21 кузницы. Было развито ремесленное и кустарное производство — крестьяне и мещане плели лапти (часть которых купцы вывозили в безлесые губернии Российской империи — Астраханскую, Царицынскую и другие). В год жители Ардатова и ближайших окрестностей изготавливали до миллиона пар лаптей. Из других промыслов имелись производство точёной деревянной посуды и печатных пряников с надписью «Ардатовъ» или «Ардатовскій пряникъ», а также особых ардатовских разновидностей повойников и рушников, мыла на топлёном сале.

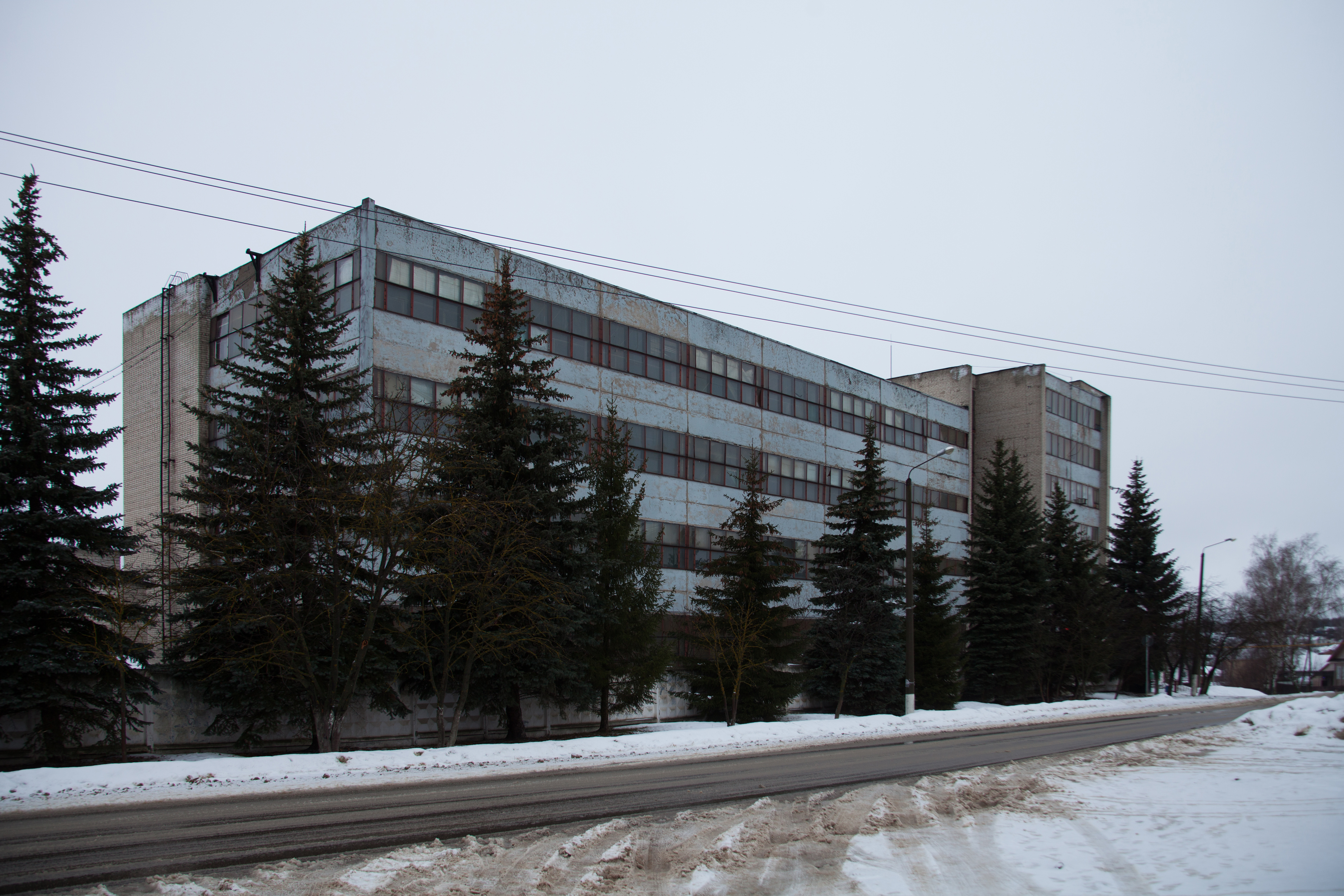
Завод «Сапфир»

В советское время в Ардатове продолжали работать, а также были открыты заново несколько промышленных предприятий, занимавшихся прежде всего обработкой продуктов сельского хозяйства: крахмальный завод, льноперерабатывающий завод, хлебопекарный завод, молочный завод, кирпичный завод, типография, несколько деревообрабатывающих предприятий. В 1934 году в Ардатове была организована машинно-тракторная станция, преобразованное позднее в предприятие «Сельхозтехника».
14 июня 1969 года был открыт Ардатовский филиал московского оборонного завода «Мосдеталь», ставший со временем градообразующим предприятием. В 1972 году предприятие было переименовано в «Сапфир» и начало выпуск гражданской продукции — стоматологических наконечников, а также комплектующих для Горьковского автомобильного завода, Павловского автобусного завода и других предприятий. С 1992 года завод полностью перешёл на выпуск гражданской продукции и выпускает изделия для стоматологии, различные детали и компоненты для приборов, машин и механизмов, а также нестандартное металлическое оборудование.

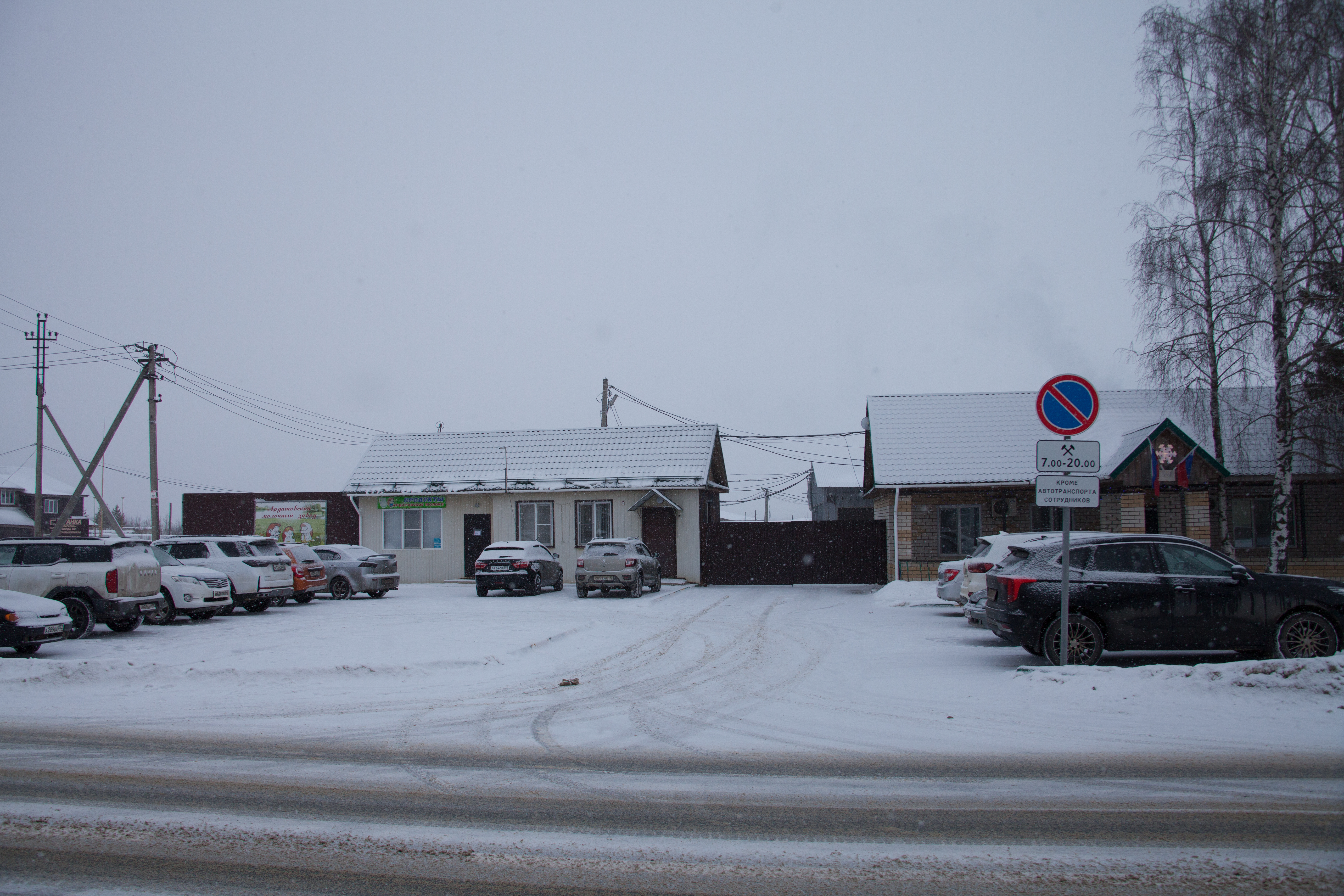
Молокозавод

В Ардатове действуют следующие промышленные предприятия:
- АО «Сапфир» — производство медицинских инструментов и оборудования, металлообработка.
- ООО «Ардатовский молочный завод» — производство масла, творога, молока.
- ООО «Ардатовский пищекомбинат» — производство хлеба и мучных кондитерских изделий, тортов и пирожных
- ПО «Уют» — производство пищевой продукции.
- ООО «Древпромдеталь» — производство пиломатериалов и бруса.
- ООО «Веста» — производство металлоизделий.

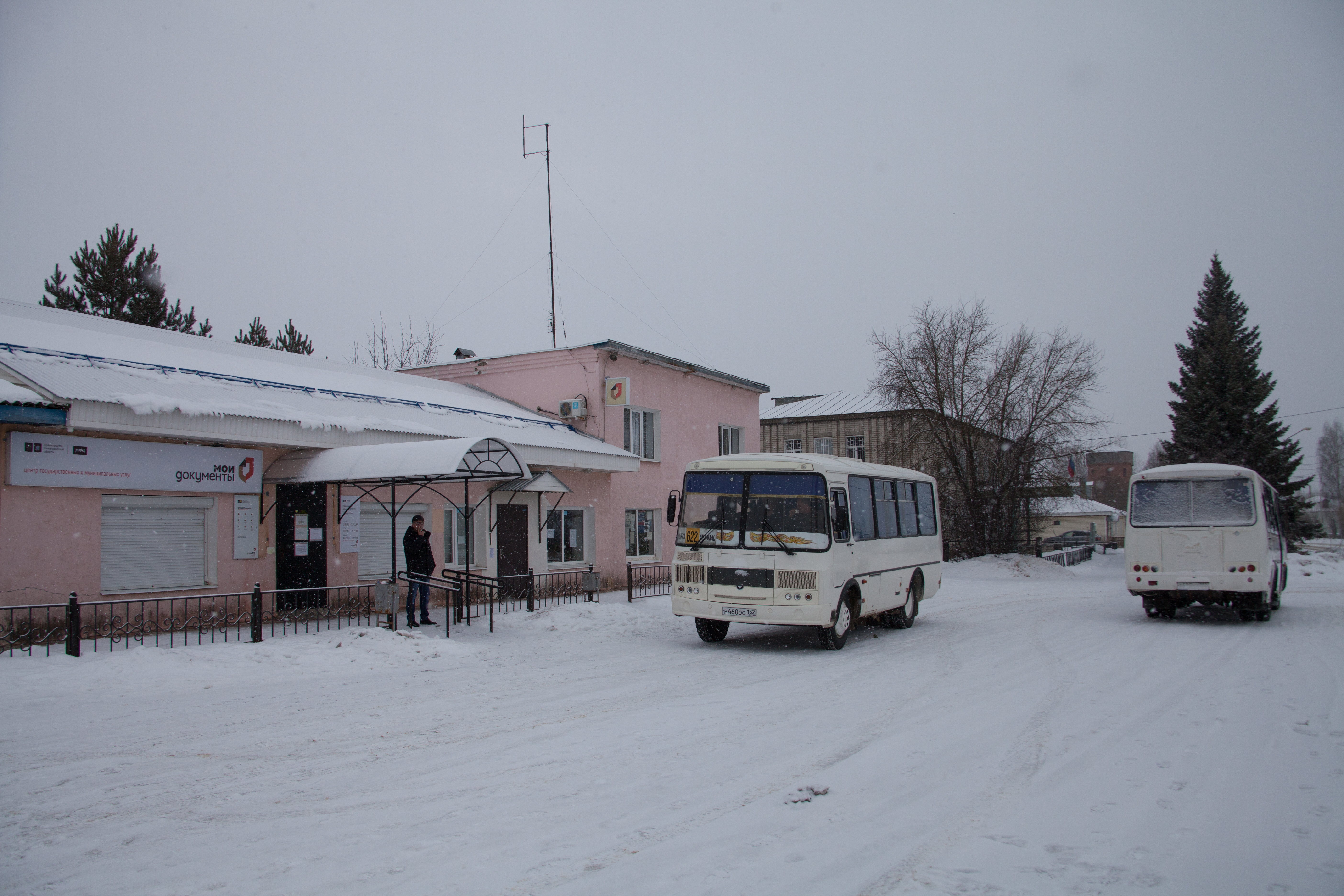
Автобусная станция

### Транспорт
Ардатов находится вдали от крупных судоходных рек, поэтому издревле его сообщение с внешним миром осуществлялось по земле. Ещё до присоединения к Русскому государству земель, на которых позднее был построен Ардатов, в этих местах проходила дорога («сакма»), соединявшая русский город Муром с ордынским Темниковым. В начале XIX века через уездный город Ардатов был проложен почтовый тракт, соединявший Арзамас и Тамбов.
В 1891 году были построены железнодорожные ветки к входившим в состав Ардатовского уезда металлургическим заводам в Выксе и Кулебаках. В 1892 году руководство Московско-Казанской железной дороги обратилось к уездному земскому собранию с предложением продолжить железнодорожную ветку до Ардатова. Однако земское собрание должно было выпустить гарантийные обязательства на 360 000 рублей с доходностью 5 % годовых. Земское собрание отказалось, и железная дорога Москва — Казань прошла к северу от Ардатова через село Мухтолово. Это дало значительный толчок его развитию, а уездный центр остался без железной дороги.
В апреле 1920 года Ардатовский уисполком принял решение о строительстве железнодорожной ветки Арзамас — Ардатов, которая должна была быть присоединена к линии Брянск — Арзамас. Уездный центр должна была обслуживать станция «Тоторшево», которую предполагалось построить на правом берегу Сидяевского оврага. Однако по неизвестной причине железная дорога не была построена, и по-прежнему ближайшая к посёлку железнодорожная станция Мухтолово находится примерно в 28,5 километрах от Ардатова..
В 1930-х годах вместо старинной дороги от Кулебак до Арзамаса через Туркуши была проложена новая мощёная дорога через Саконы, а старая трасса захирела и превратилась в грунтовку местного значения. 3 августа 1938 года по вновь построенной дороге было открыто автобусное движение по маршруту Ардатов—Мухтолово.
В 1960 году в Ардатове был открыт пассажирский аэропорт 4-й категории, осуществлявший ежедневные авиарейсы по маршруту Ардатов — Вознесенское — Горький и Ардатов — Кулебаки — Выкса. В качестве транспортных средста использовались самолёты Ан-2. Из-за некачественных дорог и сравнимой с автобусом стоимостью полётов при существенном выигрыше по времени аэропорт пользовался достаточно большой популярностью. С середины 1960-х годов он стал использоваться также как база сельскохозяйственной авиации. Однако, к концу 1980-х годов в связи с улучшением дорожной сети и резким удорожанием авиационного топлива полёты стали нерентабельными, и в 1989 году аэропорт был закрыт. Оборудование было вывезено в Горький, земля продана и застроена частными домами.
В июне 1973 года открыта новая типовая автостанция на улице Ленина. По состоянию на 2024 год с неё отправляются принадлежащие различным перевозчикам автобусы в Москву, Нижний Новгород, Арзамас, Саров и другие населённые пункты, а также автобусы местных (внутрирайонных) маршрутов.

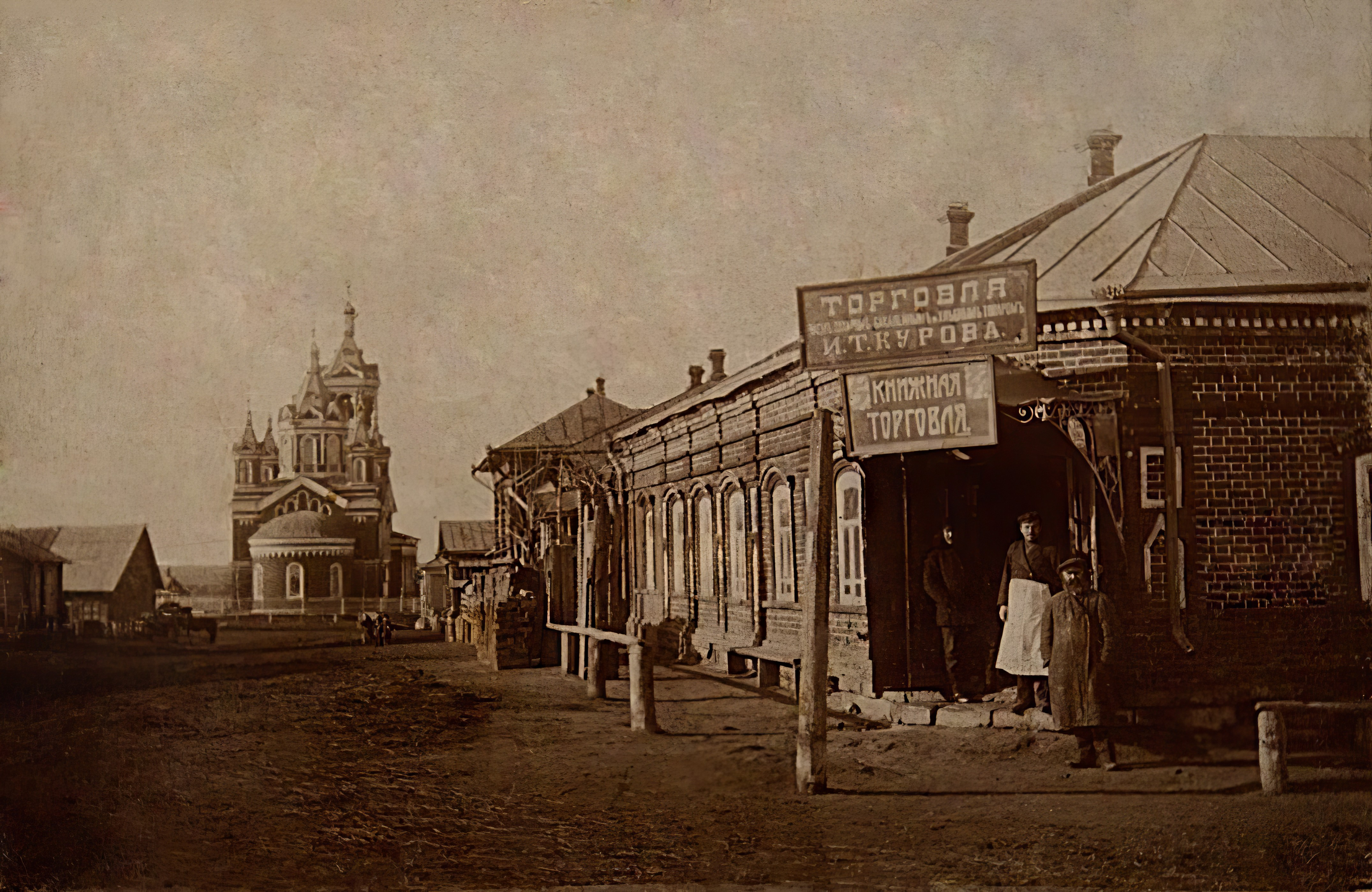
Дореволюционный Ардатов — церковь и лавка

### Торговля
Основным местом торговли в Ардатове издревле были базар и ярмарки. Уже в написанном для императрицы Екатерины II в 1784 году «Экономическом примечании Ардатовского уезда» отмечалось:
Изъ городскихъ жителей Купцы и Мѣщане производятъ торгъ в семъ городѣ на ярмонкахъ, которые бываютъ Іюля 20- продолжается одинъ день и еженедельно въ торговые дни по Середамъ, разными мѣлочными крестьянскими товарами и съѣстными припасами; Протчиіежь товары какъ то сукна шелковыи и бумажныи матеріи доставляются изъ Арзамаса и другихъ городовъ [...] Мещанежь большею частію занимаются хлѣбопашествомъ.
Примерно такое же описание содержится в «Статистическом описании Нижегородской губернии» 1827 года, где отмечается наличие в Ардатове еженедельного и еженедельного «торга», на которые Однако приходят и приезжают лишь местные жители и крестьяне из ближайших сёл и деревень для занятия «мелочною торговлею своих произведений». Некоторое развитие торговля получила лишь к середине XIX века, когда в Ардатове, согласно «Памятной книжке Нижегородской губернии на 1855 год» имелось 14 лавок с 19 торгующими в них людьми. Но всё равно основным местом товарообмена оставались, как и за полвека до этого, еженедельный базар и проходившая 20 июля (1 августа) ярмарка, на которую доставлялось товаров на 20 000 рублей. Реформы Александра II начала 1860-х годов привели к значительному оживлению торговли — за 10 лет в Ардатове появилось более 250 человек, указывавших в качестве своей профессии слово «торговец». На центральных улицах Ардатова появились купеческие дома с лавками, некоторые из которых существуют и поныне и признаны памятниками архитектуры. Тем не менее, основная торговля всё так же происходила на базаре и на ярмарке, которая была знаковым событием для города — её ряды занимали Ильинскую и Соборную площади и все прилегающие улицы. Однако всё равно это было событием местного масштаба, поэтому вышедший в 1890 году «Энциклопедический словарь Брокгауза и Ефрона» в статье об Ардатове сообщал: «Город не имеет ни промышленного, ни торгового значения, жители занимаются земледелием».

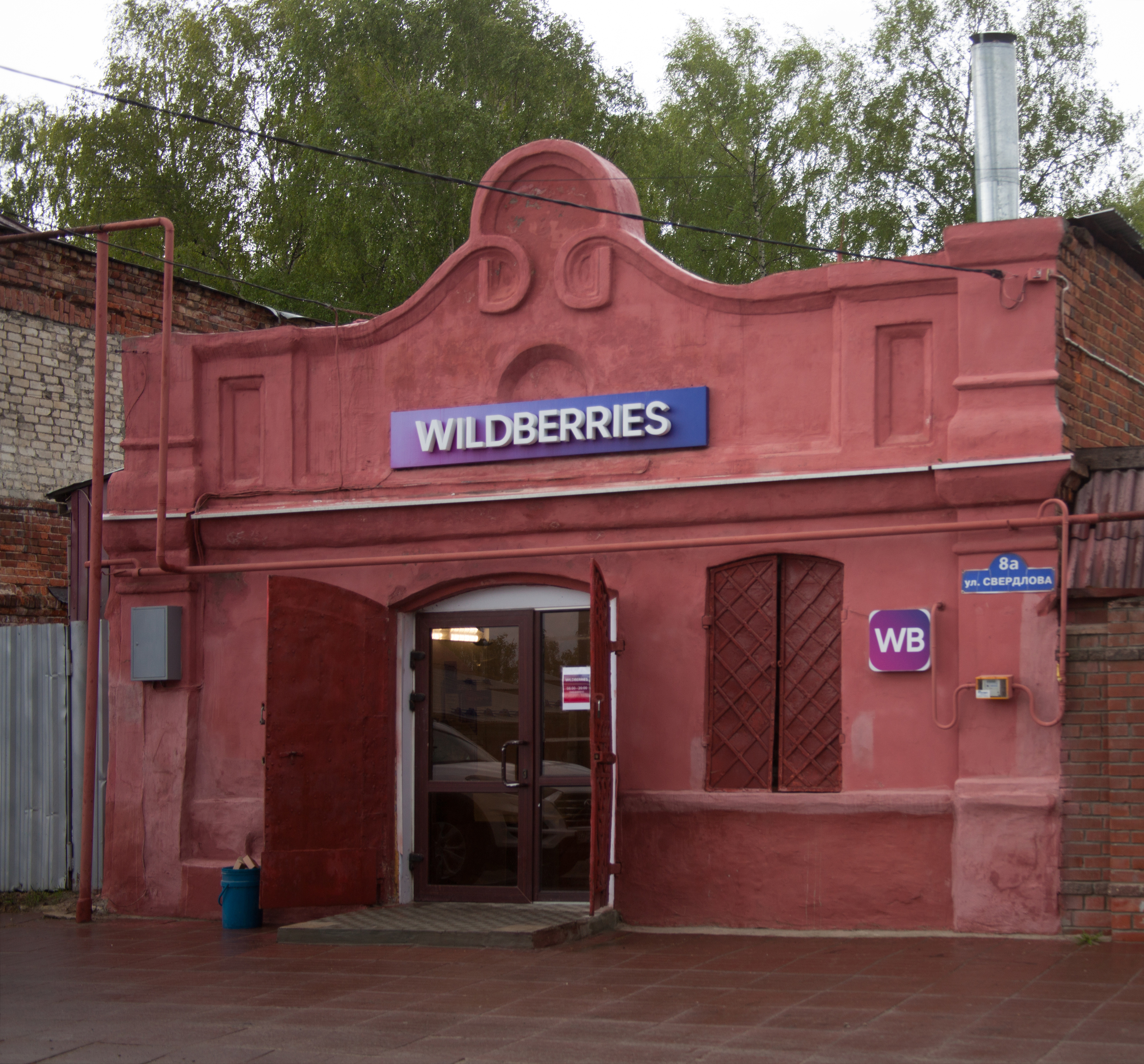
Пункт выдачи Wildberries в старинной купеческой лавке

После Октябрьской революции 1917 года вся частная торговля в городе была ликвидирована и перешла в руки государственных предприятий, разместившихся в бывших купеческих лавках. Со временем в посёлке появились специально выстроенные торговые площади, как например универмаг на улице Зуева. Приезжавший в 1960-х годах в Ардатов журналист Константин Буковский рассказывал о наличии в нём следующих торговых предприятий: мясного, хлебного, строительного, хозяйственного, комиссионного, двух продовольственных магазинов, универмага, культмага, детского и книжного магазинов, а также столовой и чайной. Вместе с тем, тот же Буковский отмечал, что куда бо́льшую значимость для Ардатова, как и за без малого 200 лет до того, играл базар. Он писал, что базар в те годы стал не просто местным, каким он был до 1917 года, но что на него съезжались продавцы и покупатели не только из окрестных сёл и деревень, но даже из многих других районов и городов — Выксы, Мухтолова, Мурома, Павлова. Особенностью ардатовского базара, по словам Буковского, было огромное количество продававшейся там скотины (особенно поросят), но на нём также можно было приобрести продукты питания, самодельную одежду и даже игрушки.
После распада СССР в Ардатове снова появилась частная торговля. В 1992 году первый частный магазин открыл будущий ардатовский краевед Александр Базаев. В дальнейшем появились и другие, причём среди них оказались наследники дореволюционных купеческих династий Ардатова — например, Александр Полыгалин (купец Егор Никифорович Полыгалин упоминается в 1802 году как один из жертвователей на постройку Знаменского собора), открывший в 1995 году фотомагазин или Татьяна Владимировна Королёва, урождённая Зельина (родственница знаменитого ардатовского купца), создавшая в 1996 году в продовольственный магазин «Меркурий».
По состоянию на конец 2022 года в Ардатове имеются 127 магазинов общей торговой площадью 11 642,1 квадратных метров, в том числе 7 супермаркетов, 27 минимаркетов, 11 специализированных продовольственных магазинов и 63 специализированных непродовольственных магазина. В посёлке присутствуют магазины таких торговых сетей, как «Авокадо», «Бристоль», «Красное и белое», «Магнит», «Магнит Косметик», «Пятёрочка» и других; пункты выдачи маркетплейсов «Озон», «Wildberries» и «Яндекс Маркет». Имеются также 11 предприятий общественного питания (не считая столовых при учебных заведениях, организациях, промышленных предприятиях).

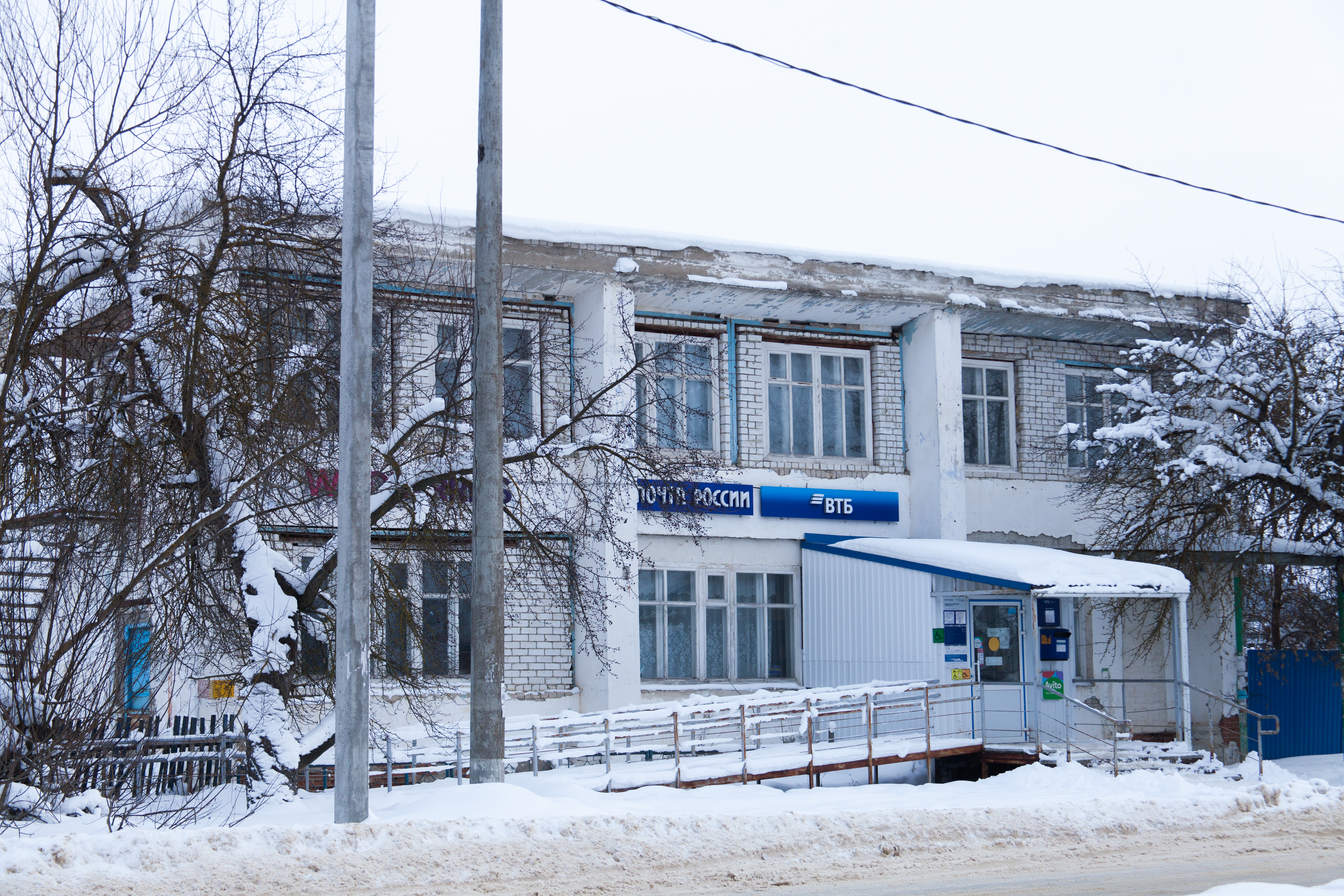
Отделение почты и «Почта Банка»

### Финансы
В конце XIX века в Ардатове начали действовать банковские организации — первой был Крестьянский поземельный банк, учреждённый в 1882 году. Этот банк занимался предоставлением крестьянам ссуд для покупки земли — он выдавал кредиты на срок до 52 лет в объёме от 60 до 90 % от стоимости земли. Ардатовское отделение банка были открыто в 1897 году, его офис размещался в здании Уездной земской управы. В 1898 году банк выдал крестьянам 33 ссуды на 341 510 рублей, а в 1899 году — уже 42 ссуды на 3 134 600 рублей, в 1901 году количество выданных за год ссуд увеличилось до 48. Постепенно количество кредитных организаций в городе увеличивалось, к 1915 году в Ардатове открыли свои отделения Общество потребителей, Уездная касса мелкого кредита, Общество взаимного кредита и Ссудо-сберегательное товарищество. Всего в 1916 году в Ардатовском уезде 20 кредитных товариществ и 9 ссудо-сберегательных касс. В городе открылись отделения многочисленных страховых компаний, в 1915 году там имели свои филиалы «Волга», «Второе российское страховое от огня общество», «Московское страховое от огня общество», «Петроградское страховое общество», «Российское транспортное общество», «Россия», «Русское страховое общество», «Саламандра», «Северное страховое общество», «Якорь».
После Октябрьской революции 1917 года существовавшая до этого банковская система Российской империи была разрушена — уже 14 (27) декабря 1917 года пришедшие к власти большевики приняли Декрет о национализации банков. В годы Военного коммунизма и Гражданской войны страна практически перешла на натуральное хозяйство, банковская система была полностью разрушена. После провозглашения Новой экономической политики в 1921 году был создан Государственный банк РСФСР, преобразованный в 1923 году в Государственный банк СССР. Вплоть до 1988 года Госбанк оставался фактически единственным советским банком, обслуживавшим предприятия и организации, а для частных лиц была организована единая система Сберегательных касс. Аналогичная ситуация была и в Ардатове — в 1928 году у местной сберегательной кассы было уже 568 вкладчиков. В 1983 году для Ардатовского отделения Государственного банка СССР было построено новое здание на улице Ленина. Позднее в этом здании размещался расчётно-кассовый центр, а по состоянию на 2025 год — Ардатовский суд.
По состоянию на 2025 год банковское обслуживание в Ардатове развито слабо, в посёлке имеются офисы лишь двух банков: «Почта Банка» и «Сбербанка». Имеются офисы четырёх страховых компаний: «Ингосстрах», «Капитал Медицинское Страхование», «Росгосстрах», «Согаз», а также Фонда обязательного медицинского страхования.

## Социальная сфера

### Образование

#### Исторический экскурс
Первым учебным заведением Ардатова было приходское училище при Знаменской церкви, открытое в 1807 год для детей прихожан священником Петром Осиповым. По состоянию на 1900 год в городе действовали следующие учебные заведения:
- Ардатовское мужское приходское училище (основано в 1841).
- Ардатовское мужское начальное училище (основано в 1879).
- Ардатовское женское начальное училище (основано в 1872).
- Ардатовское мужское земское училище (основано в 1880).
- Ардатовское церковноприходское училище (основано в 1807).
- Ардатовская женская церковноприходская школа (основана в 1871).
- Ардатовское городское 3-классное училище (основано в 1816).

В 1934 году из Мурома в Ардатов был переведён краевой медицинский факультет Горьковского медицинского института, ежегодно выпускавший 100 человек среднего медицинского персонала.

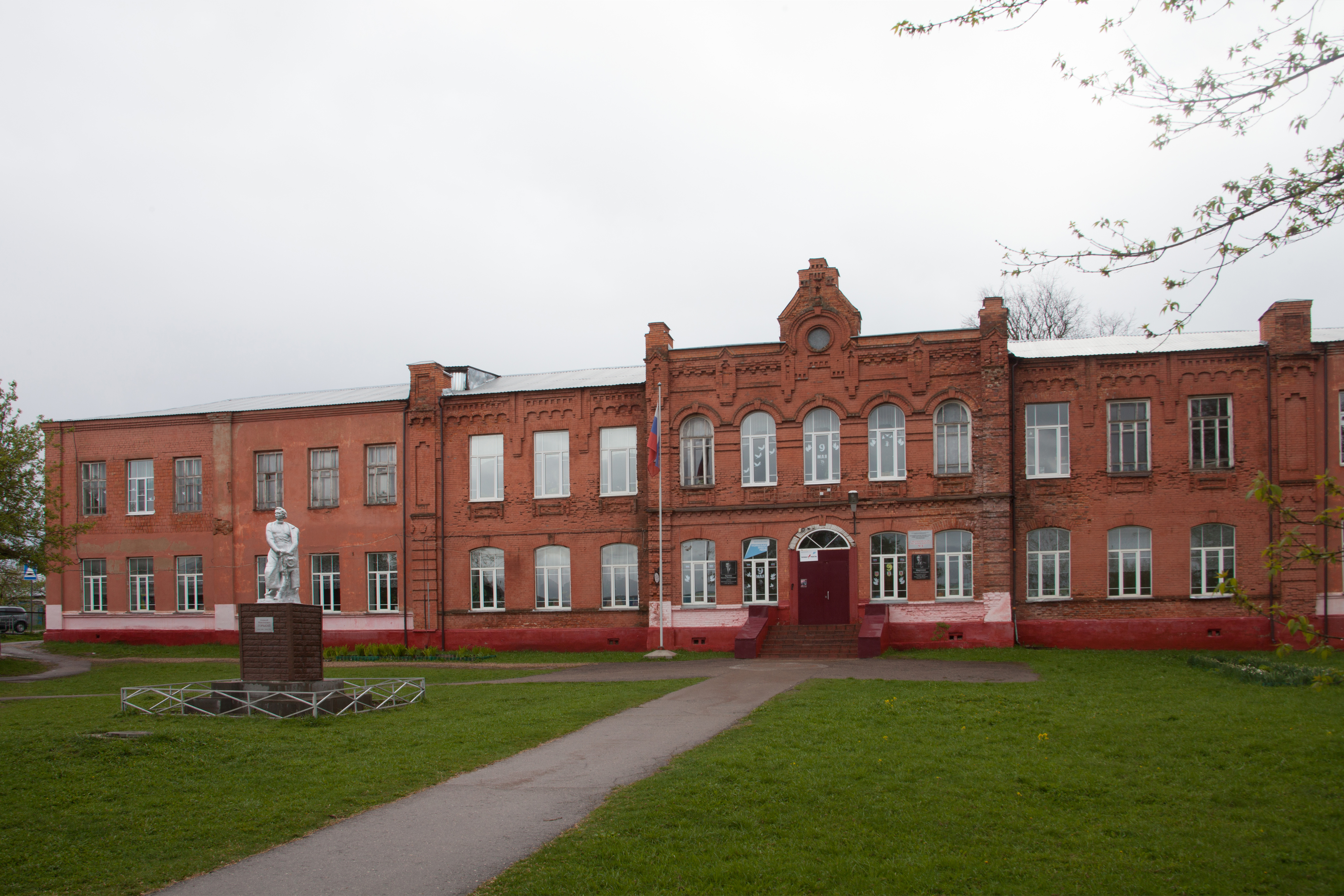
Средняя школа № 1

#### Действующие учебные заведения
В посёлке Ардатов действуют следующие учебные заведения:
- Ардатовский аграрный техникум (2 корпуса: улица 30 лет ВЛКСМ, 28 и улица Ленина, 48) на 565 учащихся[245]. Открыт в 1930 году под названием Ардатовский сельскохозяйственный техникум[246] в здании бывшего Земского собрания. К 1940 году техникум выпустил уже 236 агрономов, в нём обучались 310 студентов[67]. В 1978 году техникум был объединён с несколькими хозяйствами района и преобразован в Ардатовский совхоз-техникум[247]. В 2000 году переименован в Ардатовский аграрный техникум, с 2005 года в подчинении Министерства образования и науки Российской Федерации[248].
- Областной многопрофильный техникум (улица Ленина, 75) на 270 учащихся[245]. Создан в 1936 году как школа механизации, размещён в бывшем купеческом особняке. В 1955 году объединён с ремесленным училищем. С 1962 года — сельское профессионально-техническое училище № 4, с 1976 года — СПТУ № 104, с 1984 года в ПТУ № 104, в 1986 году училище переехало в новое здание на выезде из Ардатова. С 1994 года — ПУ № 104, с 2012 года — Ардатовский коммерческо-технический техникум. В 2014 году объединён с несколькими другими учебными заведениями Нижегородской области в Областной многопрофильный техникум[249].

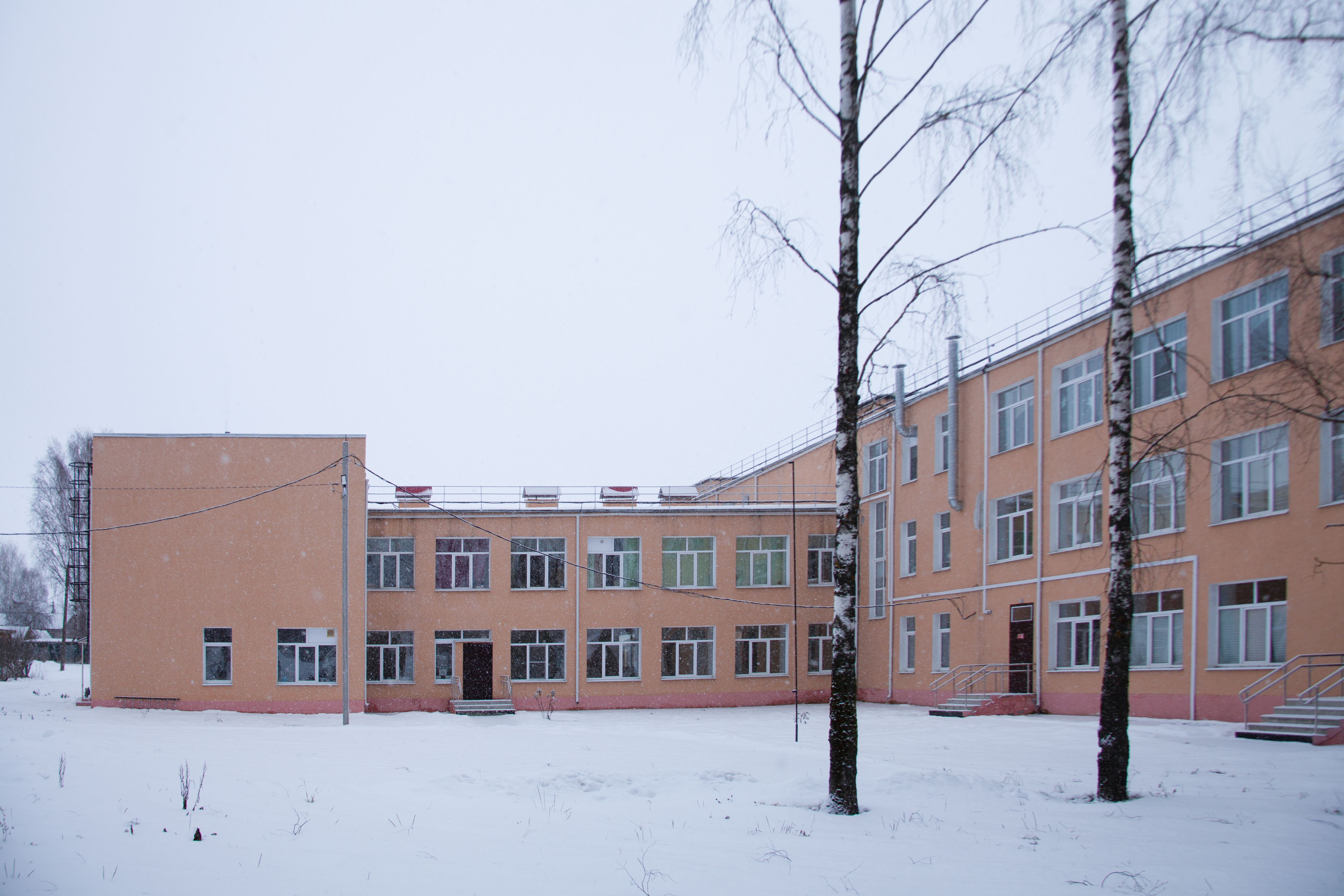
Средняя школа № 2 имени Образумова

- Две общеобразовательные средние школы:
  - № 1 на 844 места (улица Свердлова, 42)[250]. Предшественником школы стало Ардатовское женское начальное училище, открытое в 1872 году по инициативе члена земского собрания Ф. Бабенышева, поддержанного председателем земского собрания Александром Николаевичем Карамзиным. В 1902 году на его базе было открыто 2-классное женское училище. В 1906—1909 годах для училища было построено кирпичное здание, после окончания которого оно было преобразовано в прогимназию, с 1911 года — гимназию. В 1921 году на основе женской гимназии, части коллектива мужской гимназии и высшего начального училища была создана опытно-показательная школа II ступени имени Некрасова. С 1935 года — средняя школа имени 15-летия комсомола, с 1975 года — Ардатовская школа № 1[251].
  - № 2 имени С. И. Образумова (улица Зуева, 57) на 640 мест[250]. Основана в 1879 году как мужское начальное училище, срок обучения в котором составлял 2 года. Сперва размещалось в наёмном помещении, в конце XIX века для него было построено здание на Нижегородской улице (ныне улица Свердлова). В 1921 году на основе земского начального училища, мужского приходского 2-классного училища и женского начального училища была образована школа I ступени. В 1975 году для школы было построено новое здание на улице Зуева. В начале 2000-х годов школе было присвоено имя Семёна Ивановича Образумова — директора этой школы с 1962 по 1987 годы[252].
  - В 2024 году начато строительство нового школьного здания на 700 учащихся в Заречной части посёлка, на улице Карла Маркса. Строительство планируется завершить до конца 2025 года[253][254].
- 4 детских сада[250]:
  - № 1 (улица 1 Мая, 37) на 75 мест.
  - № 2 (улица Ленина, 45) на 75 мест.
  - № 3 «Солнышко» (улица Солнечная, 1/2) на 90 мест.
  - № 4 комбинированного вида «Ромашка» (улица Победы, 6) на 205 мест.

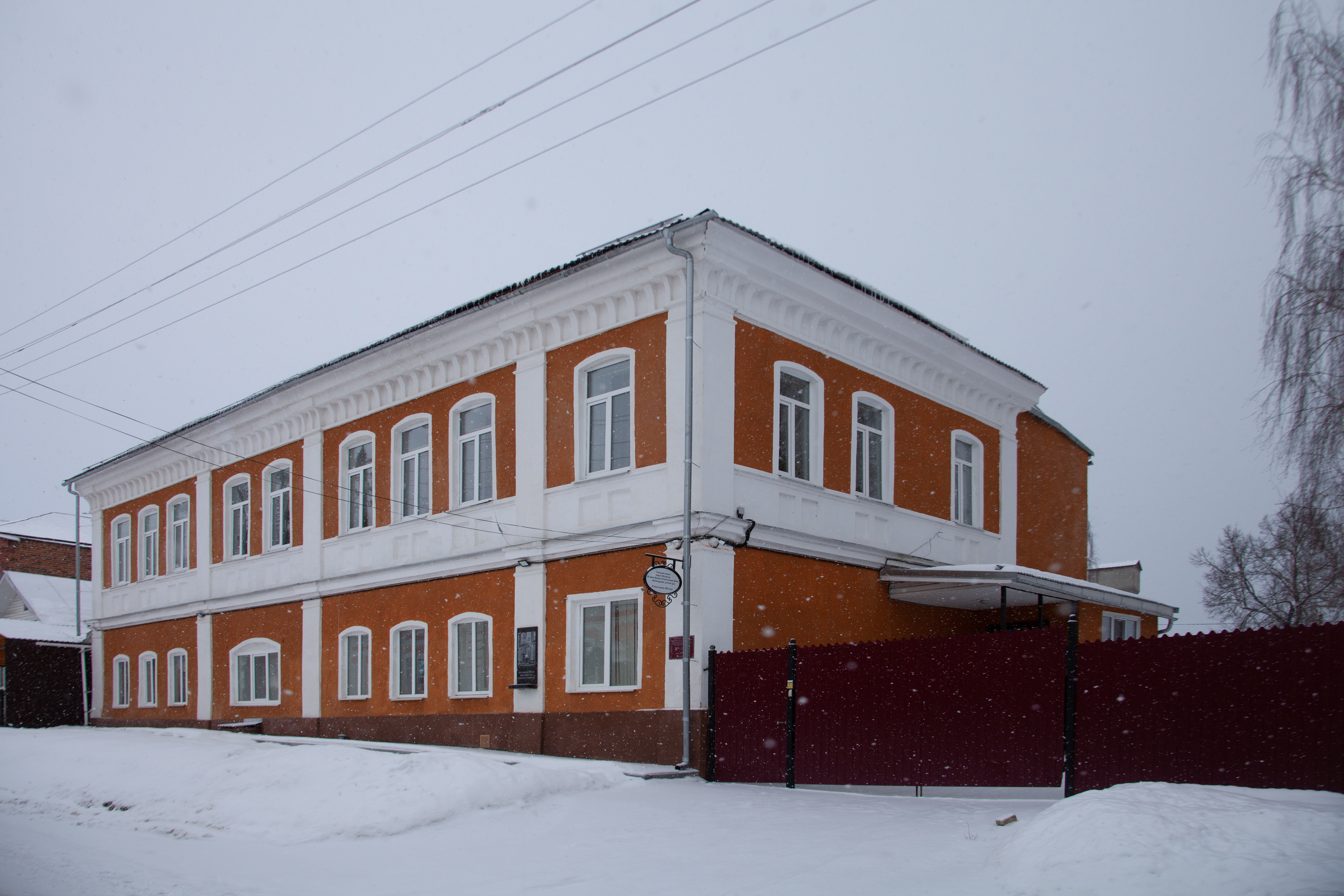
Краеведческий музей

### Культура
Первый театр в Ардатовском уезде был основан графом Николаем Григорьевичем Шаховским в его имении Юсупово и составлен из графских крепостных. В 1798 году театр был переведён в Нижний Новгород, где стал первым городским театром и после ряда реорганизаций превратился в ныне существующий Нижегородский академический театр драмы имени М. Горького.
Первым театром собственно в Ардатове стал основанный в 1882 году музыкально-драматический кружок в усадьбе врача Грацианова, который просуществовал до 1950-х годов. Летом спектакли ставились в специально выстроенном павильоне в городском саду, зимой — на втором этаже существующего до сих пор дома купца Крашенинникова (современный адрес — улица Ленина, 21).
В 1874 году в Ардатове была открыта библиотека для сельских учителей, в 1896 году — публичная уездная библиотека, в фонд которой была передана часть книг из учительской библиотеки.
В начале 1930-х в закрытом к тому моменту Знаменском соборе открыт кинотеатр. В 1953 году для него было выстроено новое здание, он получил название «Звезда» (современный адрес — улица 30 лет ВЛКСМ, 33). Кинотеатр был закрыт в 1990-х годах. В 2013 году в физкультурно-оздоровительном центре «Рубин» открылся новый кинотеатр.

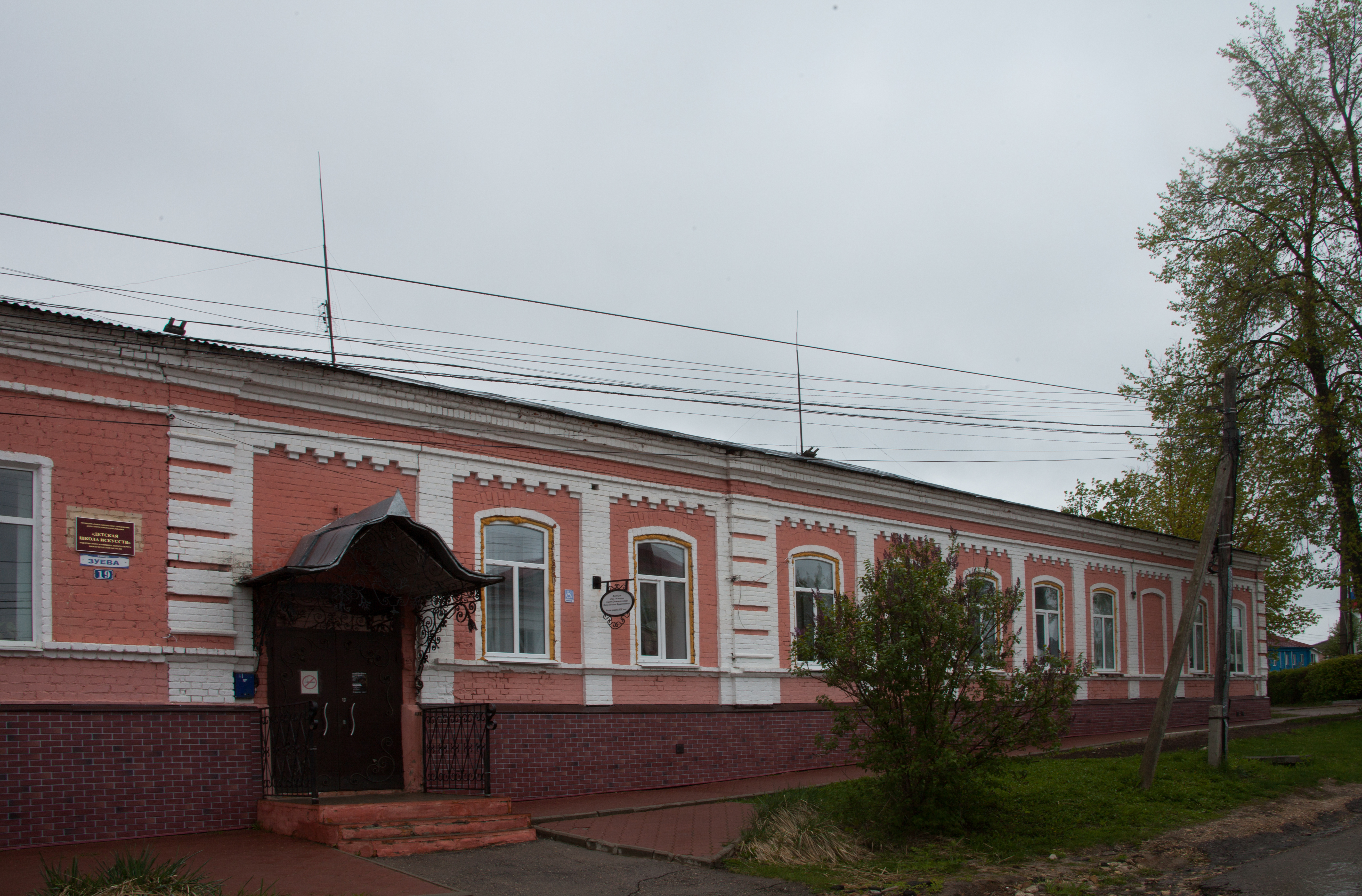
Детская школа искусств

В Ардатове действуют следующие учреждения культуры:
- Ардатовский районный Дом культуры на 377 мест (улица 30 лет ВЛКСМ, 35). Типовое здание, открыт в 1978 году[260][261].
- Кинотеатр «Рубин»[258].
- Центральная библиотека (улица Ленина, 35). Основана в 1896 году[260][258].
- Центральная детская библиотека (улица Ленина, 35). Открыта в 1949 году[260][262].
- Ардатовский краеведческий музей (улица Зуева, 10)[263][264]
- Детская школа искусств (улица Зуева, 19)[263]

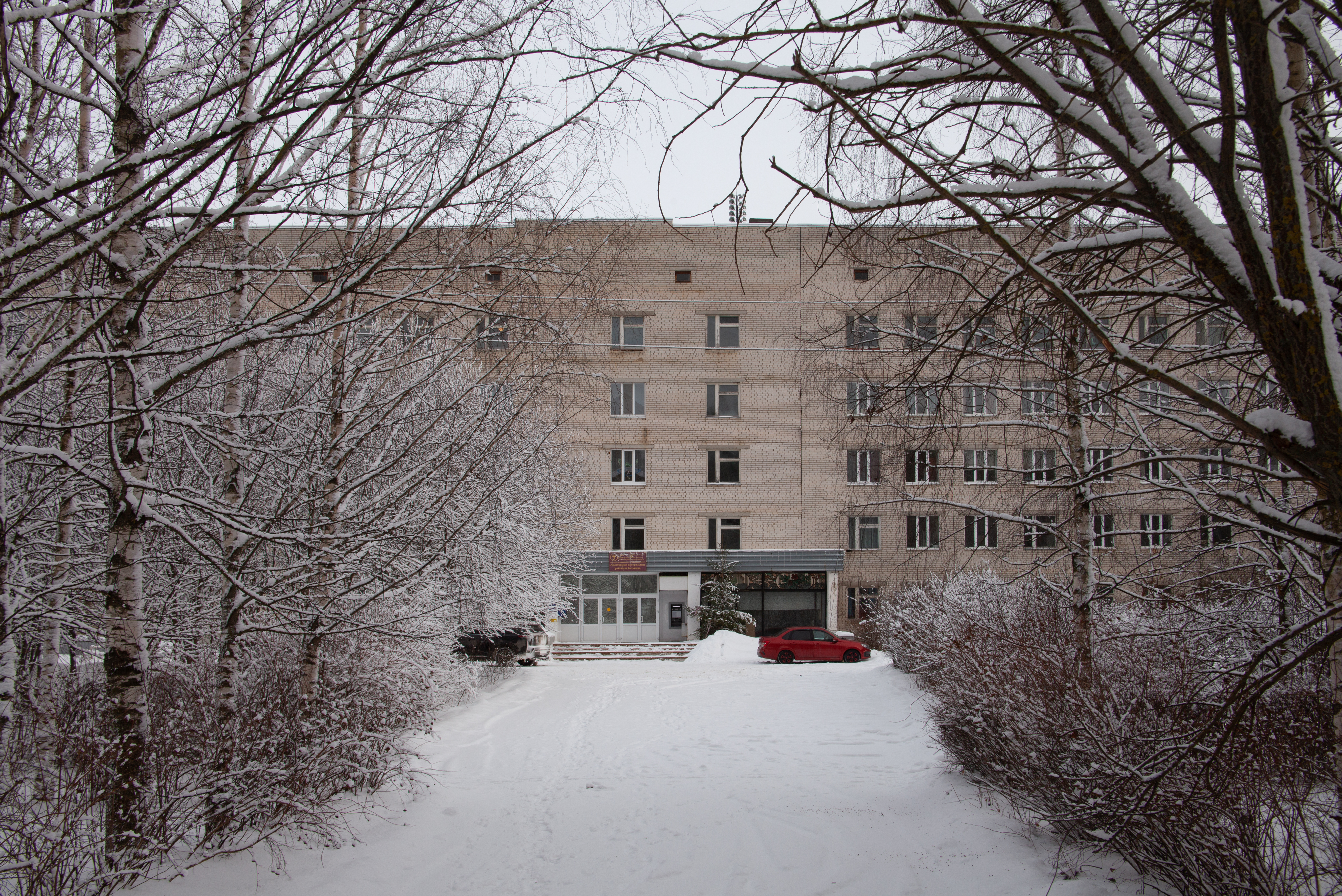
Больница

### Здравоохранение
Первые упоминания об учреждениях здравоохранения в Ардатове относятся к 1817 году — в документах отмечается наличие больницы на 10 кроватей, которая в то время была единственной в уезде (при населении около 120 000 человек. Развитие здравоохранения началось после Земской реформы — в 1864 году открылась больница на 60 коек. В 1883 году была открыта земская аптека. По состоянию на 1871 год в больнице были два врача. Согласно описанию 1910 года, больница представляла собой двухэтажное здание, располагавшееся вблизи тюремного замка. В 1901 году был дополнительно построен инфекционный барак на 6 палат по 10 кроватей. Дополнительно в мезонинах основного корпуса больницы размещались два заразных отделения (мужское и женское). Здание старой земской больницы Ардатова сгорело в 1980-х годах.
В 1930-х годах в школах и дошкольных учреждениях были введены меры по профилактике заболеваний, прививки стали обязательными для детей. В 1940 году открыта амбулатория, построено новое помещение для больницы и родильный дом. В 1940—1960-х годах происходило активное развитие здравоохранения Ардатова — появилось множество врачей-специалистов, в 1949 году была закуплена рентгеновская установка, количество коек в больнице выросло до 62 к 1948 и 75 к 1952 году. В 1986—1990 годах в посёлке был построен новый больничный комплекс, рассчитанный на 200 коек и поликлиника на 600 посещений в смену.
В настоящее время в посёлке имеются следующие виды медицинских учреждений:
- Ардатовская центральная районная больница (Спортивная улица, 1) на 200 койко-мест и 600 посещений в смену[270].
- Станция скорой помощи с двумя медицинскими автомобилями[271].
- 8 аптек и 2 аптечных киоска[194].

### Средства массовой информации
Собственные ардатовские средства массовой информации появились в Ардатове после Октябрьской революции 1917 года. В 1921 году в городе издавались газеты «Крастный вестник», «Набат», «Биллетаж», «Красный пахарь». В 1930 году была основана газета «Колхозная правда», имевшая подзаголовок Орган Ардатовского райкома ВКП(б) РИК’а и райсовпрофа. В 1963 году название газеты сменилось на «Знамя победы», в 1991 году — «Наша жизнь». По состоянию на 2024 год учредителем газеты является администрация Ардатовского муниципального округа.

### Спорт

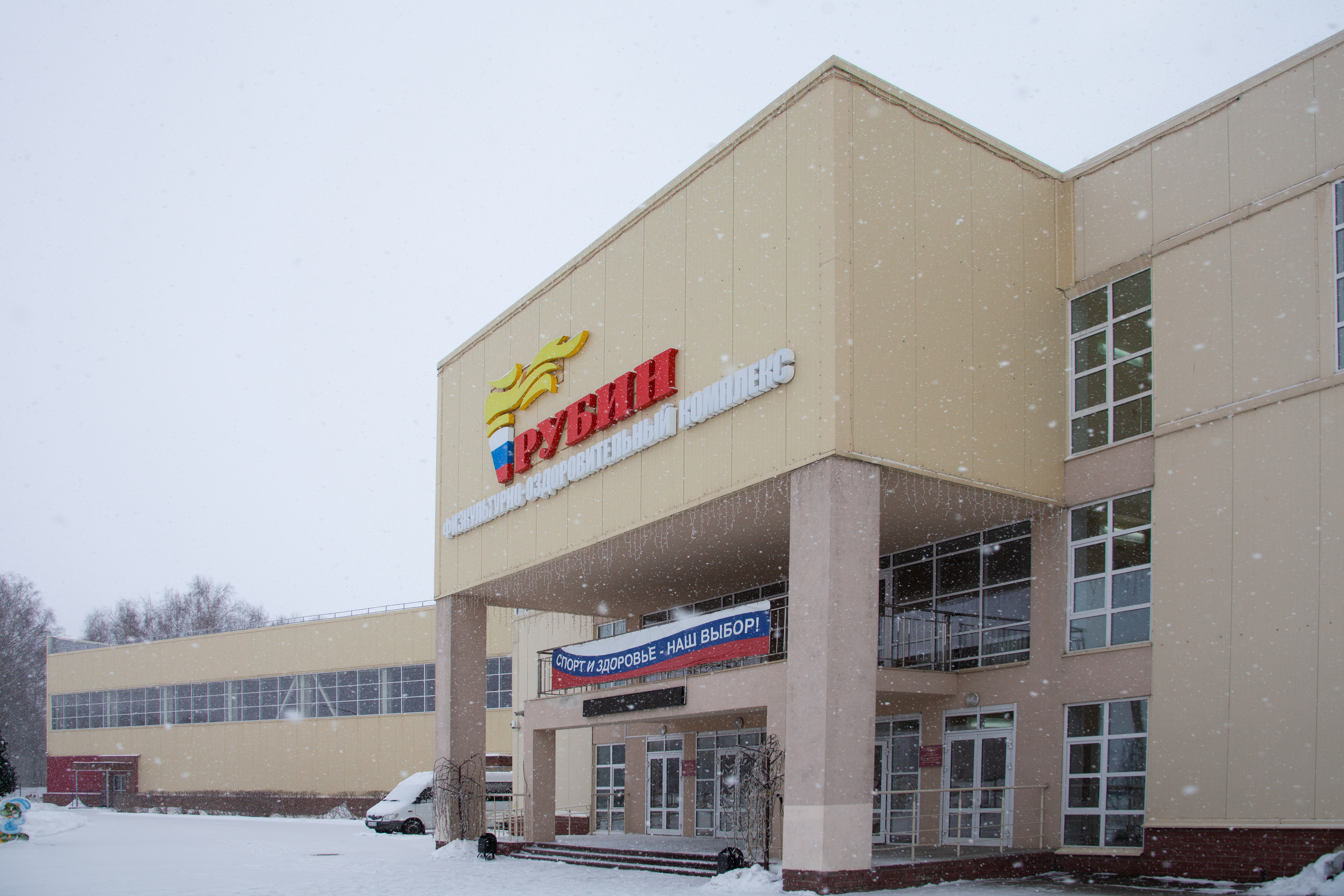
Спортивный комплекс «Рубин»

В 1930-х годах комсомольцы организовали в Ардатове футбольную команду, построили в парке футбольное поле. Ардатовские футболисты принимали участие в турнирах местного уровня, соревнуясь с командами из Арзамаса, Кулебак, Стёксова. Во второй половине 1950-х годов был построен футбольный стадион, местная команда участвовала в первенствах Нижегородской области. В 1990 году была основана команда «Рубин» (с 2014 года «Рубин-Арзамас-Д»), которая участвовала в чемпионатах и кубках Нижегородской области, однако никогда не добивалась высоких результатов. Один из игроков ардатовской команды — Олег Пергаев, впоследствии стал профессиональным футболистом: играл за казахстанскую команду «Актюбинец» в высшей лиге Казахстана.
Куда больших успехов достигала ардатовская хоккейная команда «Рубин»: так в 2017 году юниорская команда 2004/2005 годов рождения победила в турнире «Золотая шайба» Нижегородской области и отправилась на общероссийские соревнования в Сочи, где Однако заняла последнее место в своей группе и не смогла продолжить соревнования. В 2024 году на Чемпионате Нижегородской области среди мальчиков 2013/2014 годов рождения ардатовский «Рубин» занял второе место.
В Ардатове действуют также любительские команды по некоторым другим видам спорта, принимающие участие в областных, межрайонных и районных чемпионатах — например, команды по футзалу и настольному теннису.
Главным спортивным объектом Ардатова является физкультурно-оздоровительный комплекс «Рубин» (улица Ленина, 42), открытый в 2013 году. Комплекс состоит из трёх блоков: в первом находится ледовая арена, во втором — два бассейна, зал общей физической подготовки, зал настольного тенниса, фитнесс-зал, зал единоборств, тренажёрный зал, а также кинотеатр, в третьем — универсальный спортивный зал. Рядом с ФОКом находится открытое футбольное поле.
Кроме ФОКа, в посёлке существуют и другие спортивные сооружения:
- Детско-юношеская спортивная школа (улица Ленина, 65), в которой занимаются 280 учащихся[283].
- Спортивные площадка и спортивный зал при школе № 1[282].
- Спортивная площадка и спортивный зал при школе № 2[282].
- Хоккейная коробка в микрорайоне имени Суслова в южной части Ардатова[282].
- Хоккейная коробка в Заречной части Ардатова[282].

### Религия

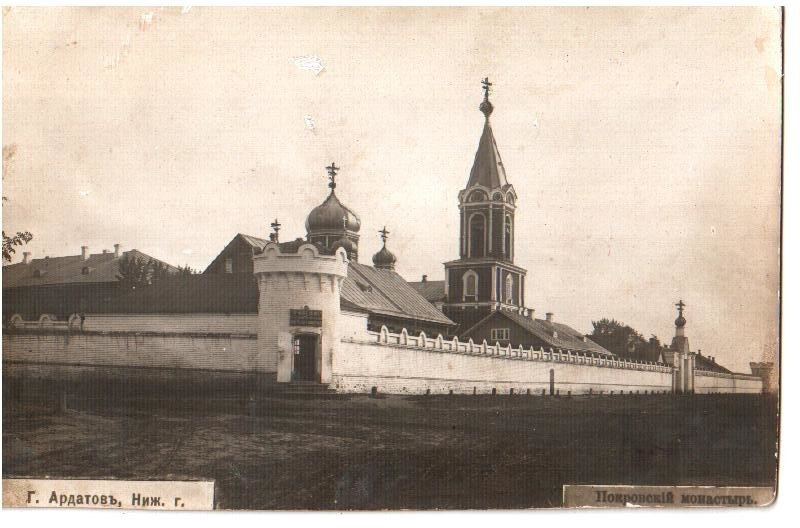
Покровский монастырь в начале XX века

#### Несохранившиеся церкви
- Первая деревянная православная церковь в честь Знамения Пресвятой богородицы была построена в Заречной части Ардатова не позднее 1610 года. В 1810 году она упоминается как «ветхая», до нашего времени от неё ничего не сохранилось[27].
- Покровский монастырь — преобразован 1 (13) мая 1861 года из существовавшей с 1808 года женской религиозной общины[44]. К началу XX века в монастыре имелись 3 церкви:
  - пятиглавый собор во имя Покрова Пресвятой Богородицы с колокольней
  - храм в честь святого Димитрия Солунского и преподобного мученика Стефано Нового
  - храм при больничном корпусе в честь Владимирской иконы Богоматери[284]. 
В 1928 году монастырь был закрыт, в 1931 году был взорван Покровский собор, остальные церкви и строения со временем также разрушились[285]. С 2011 года территорию бывшего монастыря занимает женская исправительная колония[286].➤
- Александро-Иосифовская церковь, деревянная, однопрестольная — построена как временная в 1868 году, принадлежала Ильинской церкви[287][288].
- Покровская церковь при земской больнице➤ — построена в 1870 году, разрушена в советское время[27][289][288].
- Церковь в честь святых мучеников Адриана и Наталии при тюремном замке, закрыта в советское время[290].➤

#### Сохранившиеся церкви

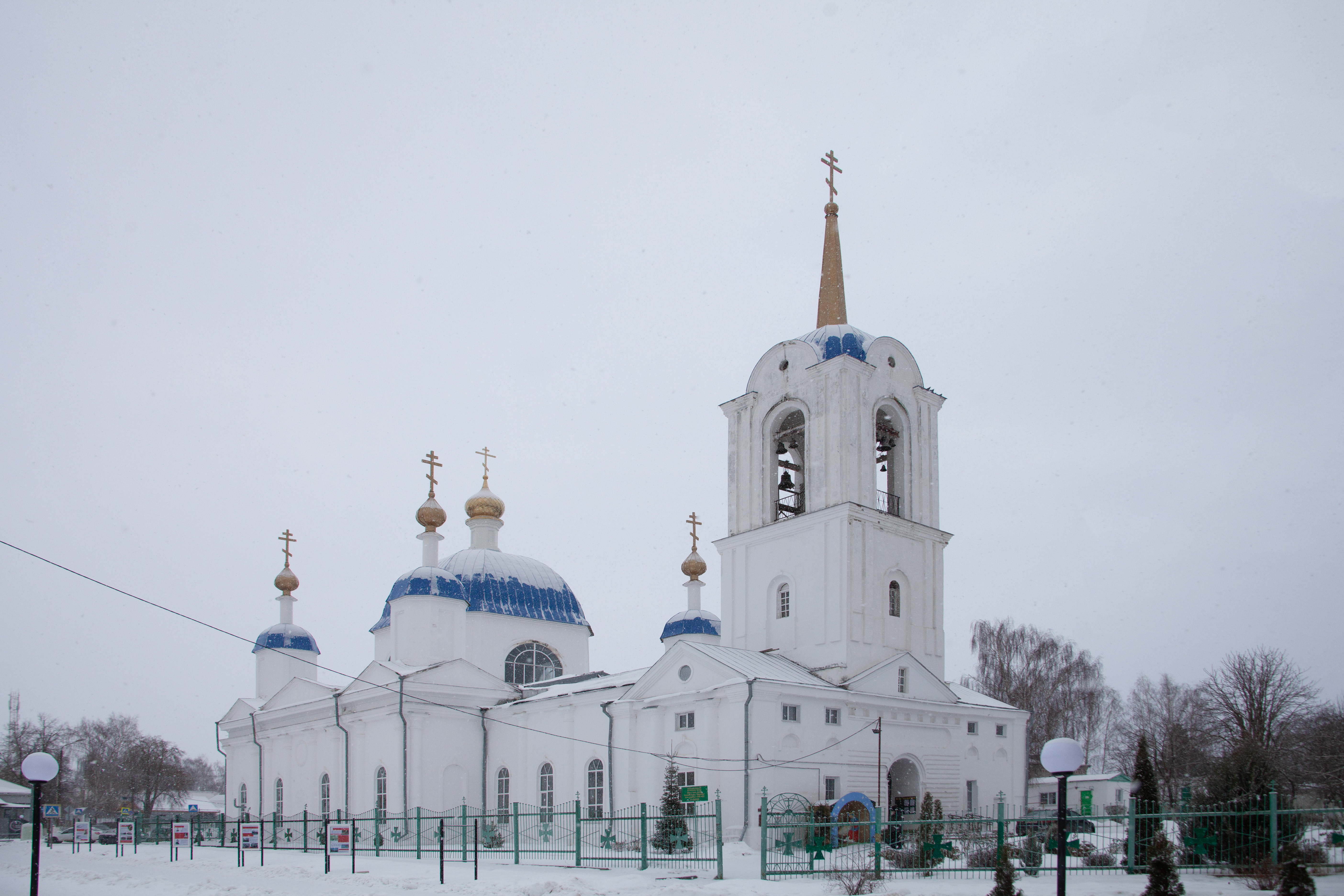
Знаменский собор

С 15 марта 2012 года Ардатов является центром Ардатовского благочиния Выксунской епархии Русской православной церкви. На территории посёлка имеются следующие церкви:
- Знаменский собор, каменный (улица Ленина, 16). Строительство на месте существовавшей ранее церкви (вероятно, деревянной) было начато в 1795, окончено в 1802 году. Первоначально назывался церковью в честь Знамения Пресвятой Богородицы, с 1851 года — собор[27]. Был закрыт в 1925 году, в нём размещались сперва кинотеатр,➤ а затем — цех завода «Сапфир»[292].➤ 20 июля 1993 года был признан памятником архитектуры регионального значения[182].➤ В 1994 году собор был передан верующим и постепенно восстановлен[179][292].
- Ильинская церковь, каменная (Октябрьская площадь, 1). Деревянная Ильинская церковь упоминается в 1819 году как «Ильинская или Напольная» бесприходная церковь, которая, как и бо́льшая часть города, погибла во время пожара 23 ноября (5 декабря) 1837 года[293]. Современное каменное здание начало строиться в 1876 году, по состоянию на 1888 год ещё не было окончено[287]. Была закрыта в 1933 году[294]. 20 июля 1993 года была признана памятником архитектуры регионального значения,➤ но по состоянию на 2024 год продолжает находиться на территории завода «Сапфир»➤ и пребывает в полуразрушенном состоянии[179][294].
- Скорбященская церковь, каменная (Советская улица, 15). Построена в 1829 году на старом кладбище Ардатова, закрыта в 1921 году, здание использовалось как склад. 20 июля 1993 года была признана памятником архитектуры регионального значения.➤ Восстановление начато в конце 2010-х годов[295][65][182][296].
- Покровская церковь, каменная (улица 30 лет ВЛКСМ, 45). Построена в 2008 году на территории бывшего Покровского монастыря, используемой ныне как Исправительная колония № 18 Главного управления Федеральной службы исполнения наказаний России по Нижегородской области)[297].
- Часовня Иоанна Воина, деревянная (улица Ленина, без №). Построена в 2013 году[295].

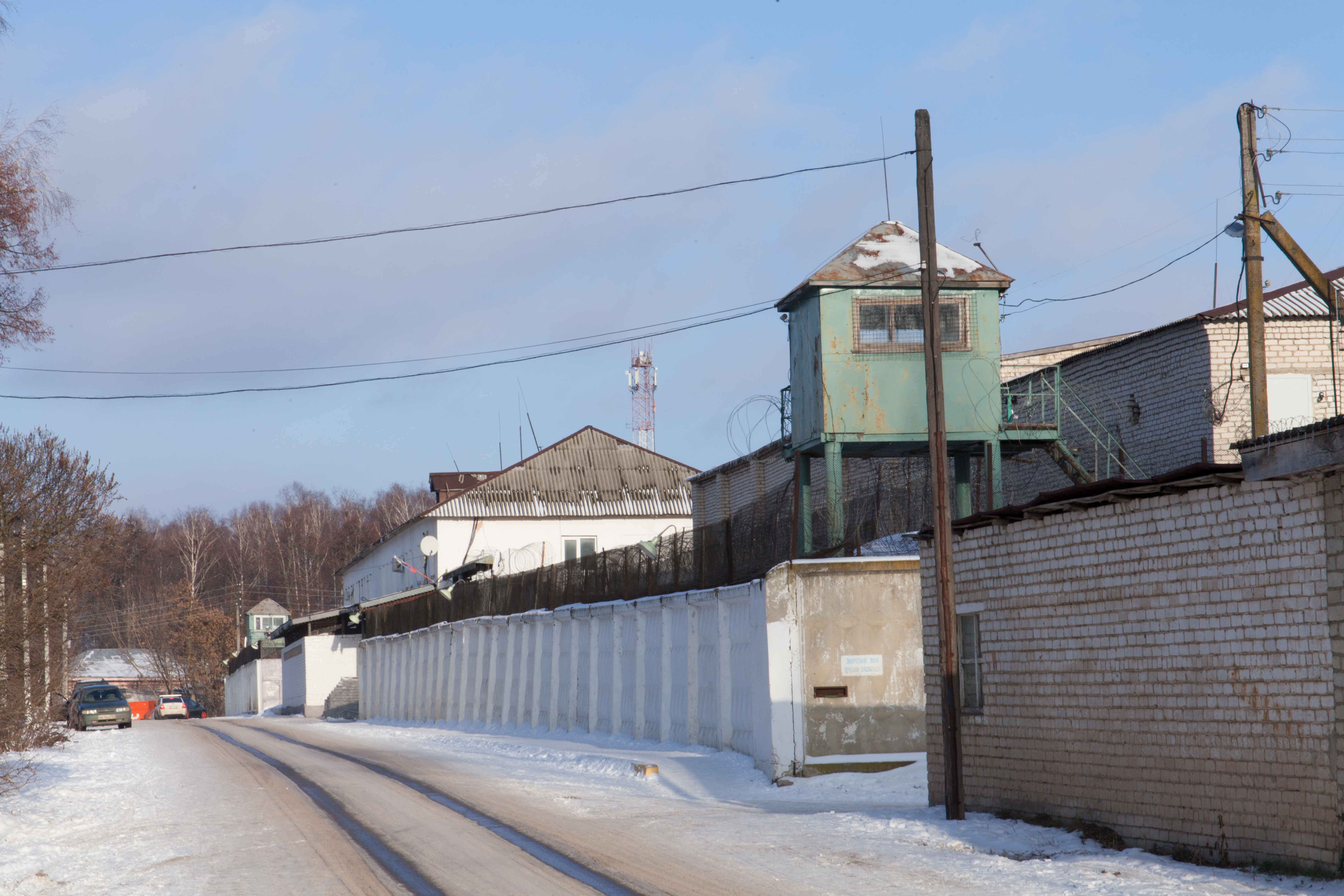
Женская исправительная колония на месте бывшего Покровского монастыря

### Пенитенциарные учреждения
- Здание уездной тюрьмы (улица Ленина, 32). После получения Ардатовом в 1779 году статуса уездного города➤ в нём был построен деревянный «тюремный за́мок»[31]. В 1856—1858 годах по проекту Афанасия Ермиловича Турмышева была построена каменная уездная тюрьма, здание которой сохранилось до нашего времени. Используется как общежитие Ардатовского аграрного техникума.➤ 20 июля 1993 года бывшее здание уездной тюрьмы было признано памятником истории регионального значения[182][180].➤
- Женская исправительная колония общего режима (улица 30 лет ВЛКСМ, 45). После закрытия в 1928 году Покровского монастыря,➤ в его зданиях размещались разные организации. С 1943 года они используется для размещения пенитенциарных учреждений. До 2011 годы там находилась воспитательно-трудовая колония для несовершеннолетних[285], затем — исправительная колония № 18 Главного управления Федеральной службы исполнения наказаний России по Нижегородской области). Согласно плану 2014 года колония должна была быть перемещена в другое место, а сохранившиеся здания монастыря отреставрированы, но по состоянию на 2024 год это не было сделано[131][286].

### Прочее
Помимо вышеперечисленного, в Ардатове имеются следующие социальные учреждения:
- Дом милосердия (Дом-интернат для престарелых и инвалидов; улица Ленина, 30).
- Социально-реабилитационный центр для несовершеннолетних (улица Зуева, 10).

## Комментарии
1. ↑  В «Толковом словаре живого великорусского языка» Владимира Ивановича Даля приводится пословица: «Ардатовца всегда по поговорке узнаешь»[4]
2. ↑  Позднее была уточнена дата постройки памятника — 1834 год, и фамилия архитектора — Михаил Петрович Коринфский. В некоторых источниках именуется также уездным училищем[179].